# Fontiers-Cabardès
Fontiers-Cabardès  est une commune française située dans le Nord-Ouest du département de l'Aude en région Occitanie.
Sur le plan historique et culturel, la commune fait partie de la Montagne Noire, un massif montagneux constituant le rebord méridional du Massif central. Exposée à un climat océanique altéré, elle est drainée par la Dure, le Linon et par un autre cours d'eau. La commune possède un patrimoine naturel remarquable composé d'une zone naturelle d'intérêt écologique, faunistique et floristique.
Fontiers-Cabardès est une commune rurale qui compte 467 habitants en 2022, après avoir connu un pic de population de 1 127 habitants en 1861. Elle fait partie de l'aire d'attraction de Carcassonne. Ses habitants sont appelés les Fontiérais ou Fontiéraises.
Le patrimoine architectural de la commune comprend un immeuble protégé au titre des monuments historiques : l'église Saint-Clément, inscrite en 1948.
De 1806 à 1864, la commune voisine de Lacombe fut intégrée à Fontiers-Cabardès.

## Géographie

### Localisation
Fontiers-Cabardès est une commune située dans le Cabardès à 25 km de Carcassonne sur un mamelon élevé de la Montagne Noire dominant les vallées de l'Aude, la chaine des Pyrénées et des Corbières, belle vue à l'est sur le pic de Nore (1 210 m). Le village est borné au nord et à l'ouest par les forêts de Ramondens et de la Loubatiere.

### Communes limitrophes
Les communes limitrophes sont Brousses-et-Villaret, Cuxac-Cabardès, Lacombe, Saint-Denis et Fraisse-Cabardès.
|             | Lacombe              |                                       |
| Saint-Denis | Fontiers-Cabardès    | Cuxac-Cabardès                        |
|             | Brousses-et-Villaret | Fraisse-Cabardès (par un quadripoint) |

### Géologie et relief
Fontiers-Cabardès se situe en zone de sismicité 1 (sismicité très faible).

### Hydrographie
La commune est dans la région hydrographique « Côtiers méditerranéens », au sein du bassin hydrographique Rhône-Méditerranée-Corse. Elle est drainée par la Dure, le Linon et le ruisseau du Pousset, qui constituent un réseau hydrographique de 7 km de longueur totale,.
La Dure, d'une longueur totale de 26,9 km, prend sa source dans la commune de Laprade et s'écoule vers le sud. Elle traverse la commune et se jette dans la Rougeanne à Montolieu, après avoir traversé 8 communes.
Le Linon, d'une longueur totale de 11,3 km, prend sa source dans la commune de Lacombe et s'écoule vers le sud. Il traverse la commune et se jette dans la Dure à Saint-Denis, après avoir traversé 4 communes.

### Climat
Pour des articles plus généraux, voir Climat de l'Occitanie et Climat de l'Aude.
En 2010, le climat de la commune est de type climat océanique altéré, selon une étude s'appuyant sur une série de données couvrant la période 1971-2000. En 2020, Météo-France publie une typologie des climats de la France métropolitaine dans laquelle la commune est toujours exposée à un climat océanique altéré et est dans la région climatique Aquitaine, Gascogne, caractérisée par une pluviométrie abondante au printemps, modérée en automne, un faible ensoleillement au printemps, un été chaud (19,5 °C), des vents faibles, des brouillards fréquents en automne et en hiver et des orages fréquents en été (15 à 20 jours).
Pour la période 1971-2000, la température annuelle moyenne est de 11 °C, avec une amplitude thermique annuelle de 15,3 °C. Le cumul annuel moyen de précipitations est de 1 235 mm, avec 12,4 jours de précipitations en janvier et 6,8 jours en juillet. Pour la période 1991-2020 la température moyenne annuelle observée sur la station météorologique la plus proche, située sur la commune des Martys à 7 km à vol d'oiseau, est de 10,2 °C et le cumul annuel moyen de précipitations est de 1 365,7 mm,. Pour l'avenir, les paramètres climatiques de la commune estimés pour 2050 selon différents scénarios d’émission de gaz à effet de serre sont consultables sur un site dédié publié par Météo-France en novembre 2022.

### Milieux naturels et biodiversité

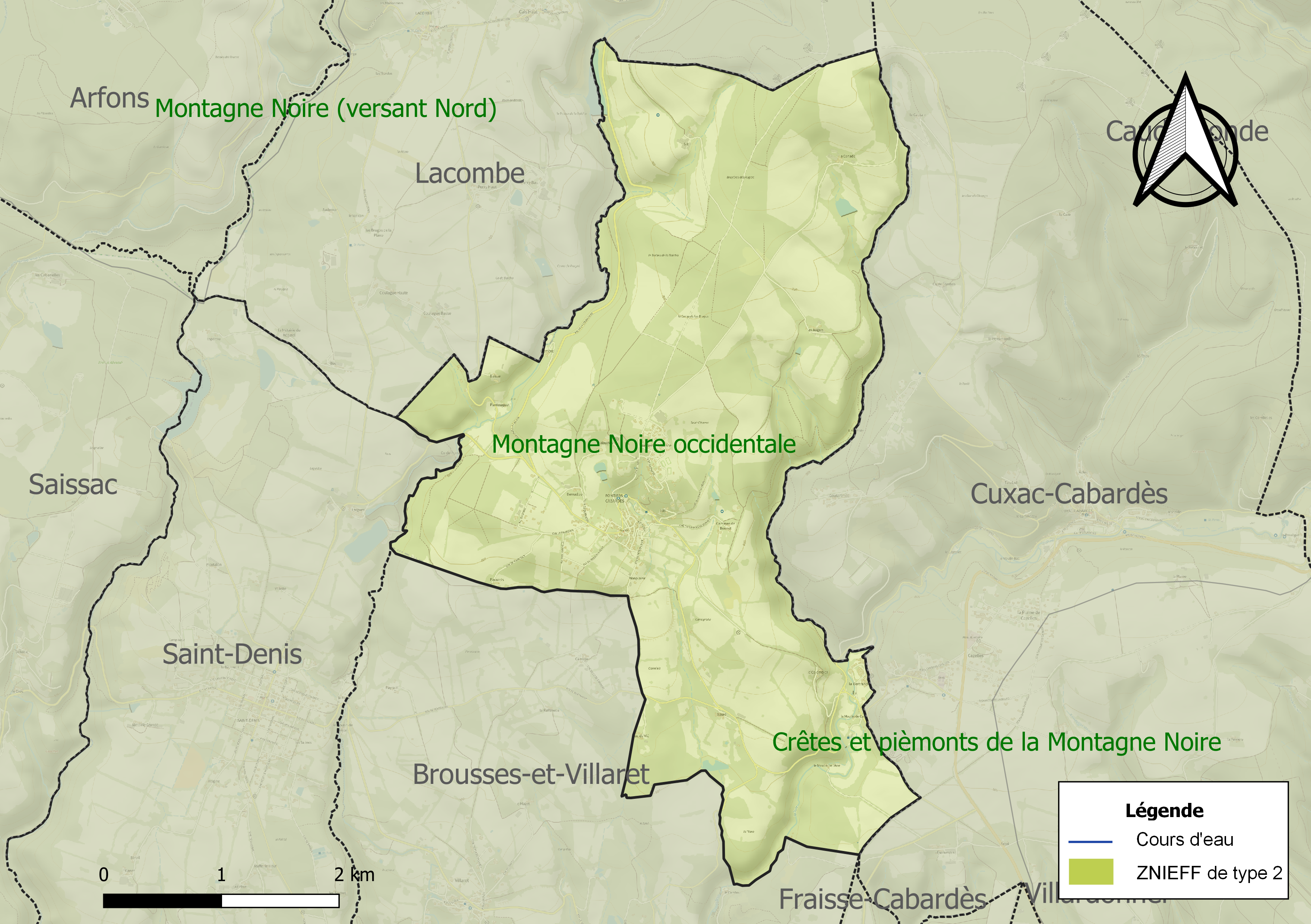
Carte de la ZNIEFF de type 2 localisée sur la commune.

L’inventaire des zones naturelles d'intérêt écologique, faunistique et floristique (ZNIEFF) a pour objectif de réaliser une couverture des zones les plus intéressantes sur le plan écologique, essentiellement dans la perspective d’améliorer la connaissance du patrimoine naturel national et de fournir aux différents décideurs un outil d’aide à la prise en compte de l’environnement dans l’aménagement du territoire.
Une ZNIEFF de type 2 est recensée sur la commune :
la « montagne Noire occidentale » (24 257 ha), couvrant 26 communes dont 25 dans l'Aude et 1 dans le Tarn.

### Espaces verts et naturels

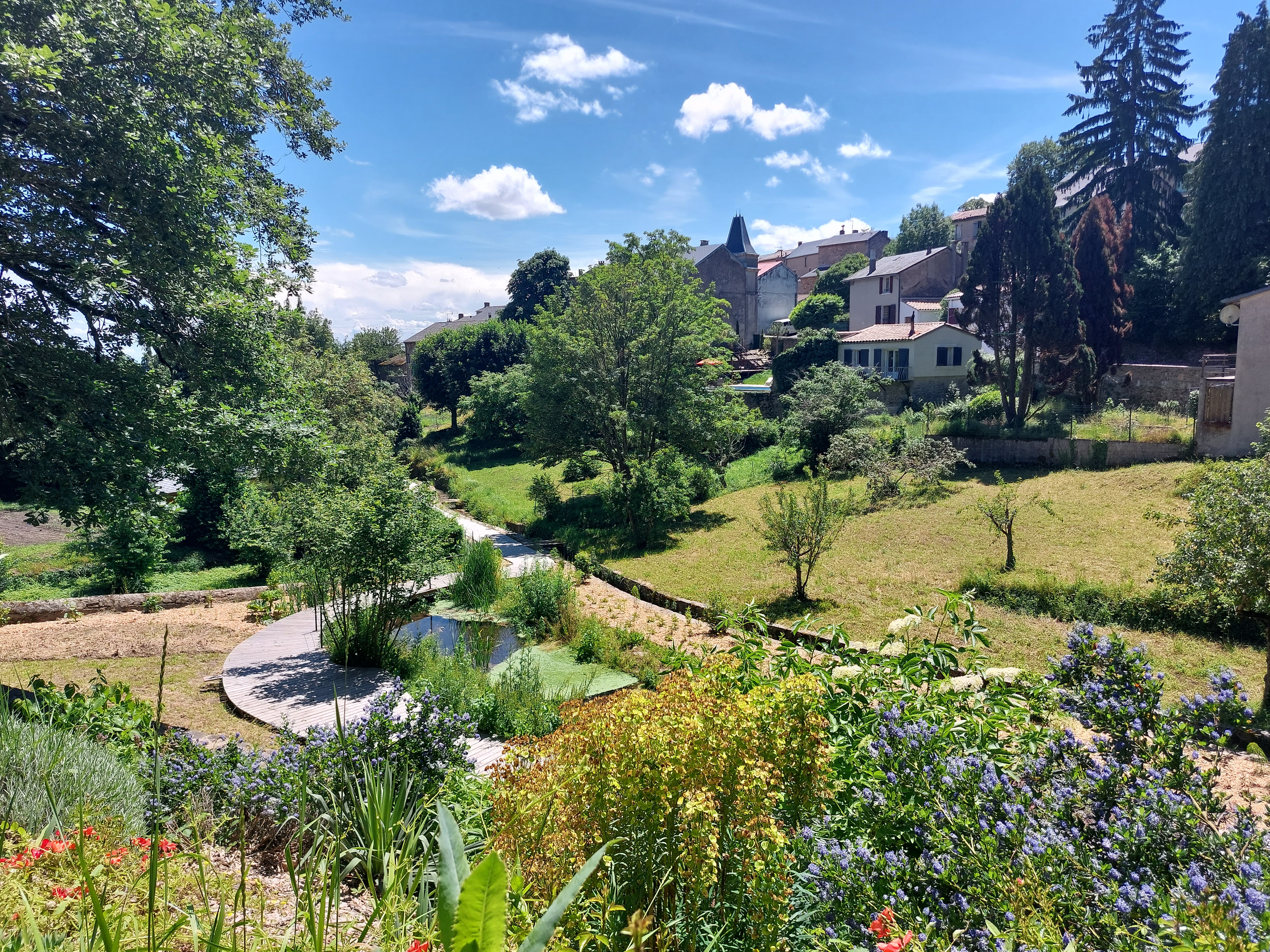
Vue partielle du village avec, en contrebas, sa zone humide.

Un sentier du patrimoine bâti et naturel intitulé « Sur les pas de Pierre-Paul Riquet et André Le Nôtre » a été inauguré en 2021. Agrémenté de cartels explicatifs, il met en valeur le patrimoine bâti (les fontaines, le lavoir, l'église, l'ancien cimetière, la tour de l'horloge) et celui végétal autour d'un sentier de découvertes botaniques et d'une zone humide,,,.

Sentier du patrimoine bâti et naturel
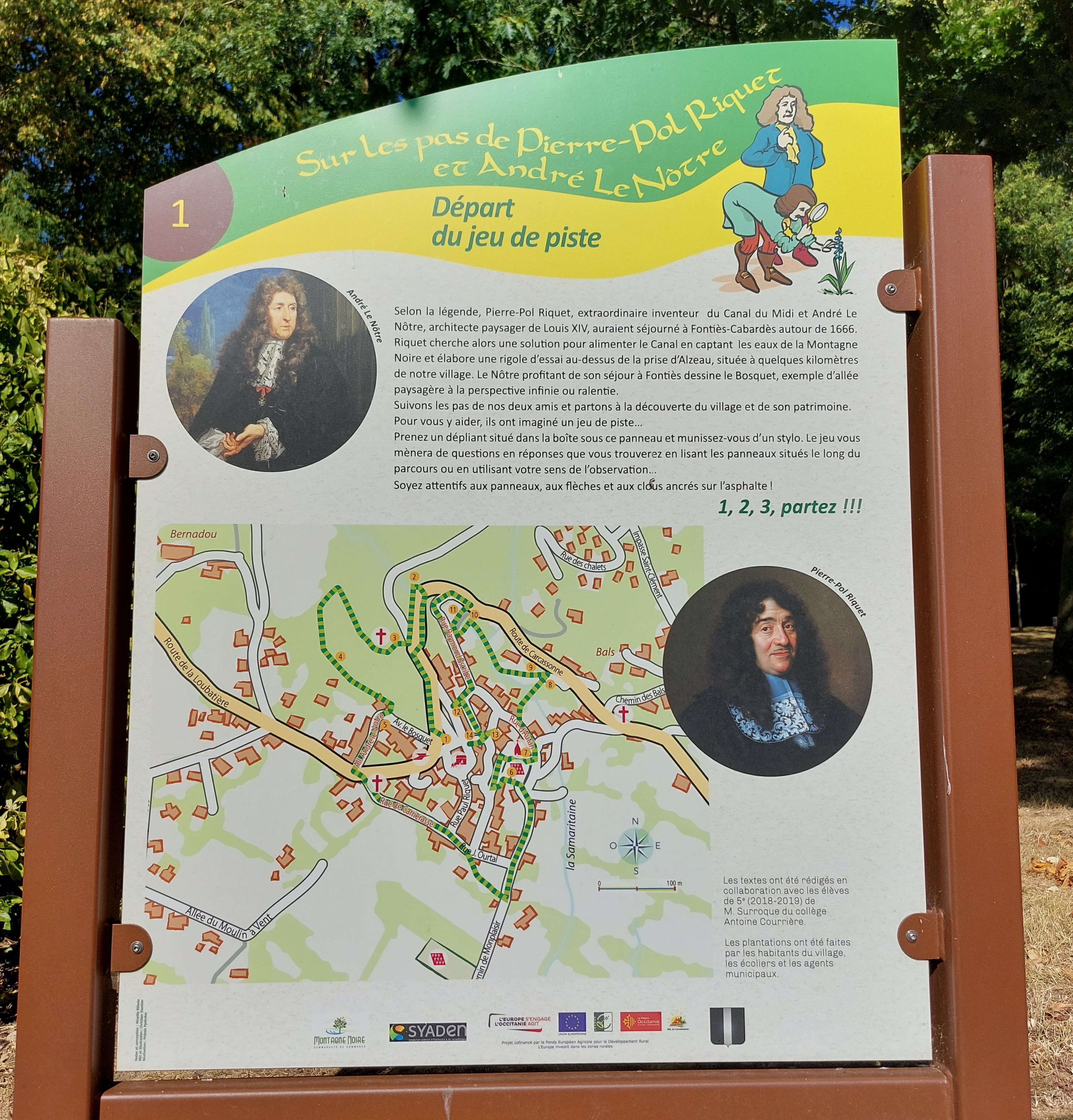
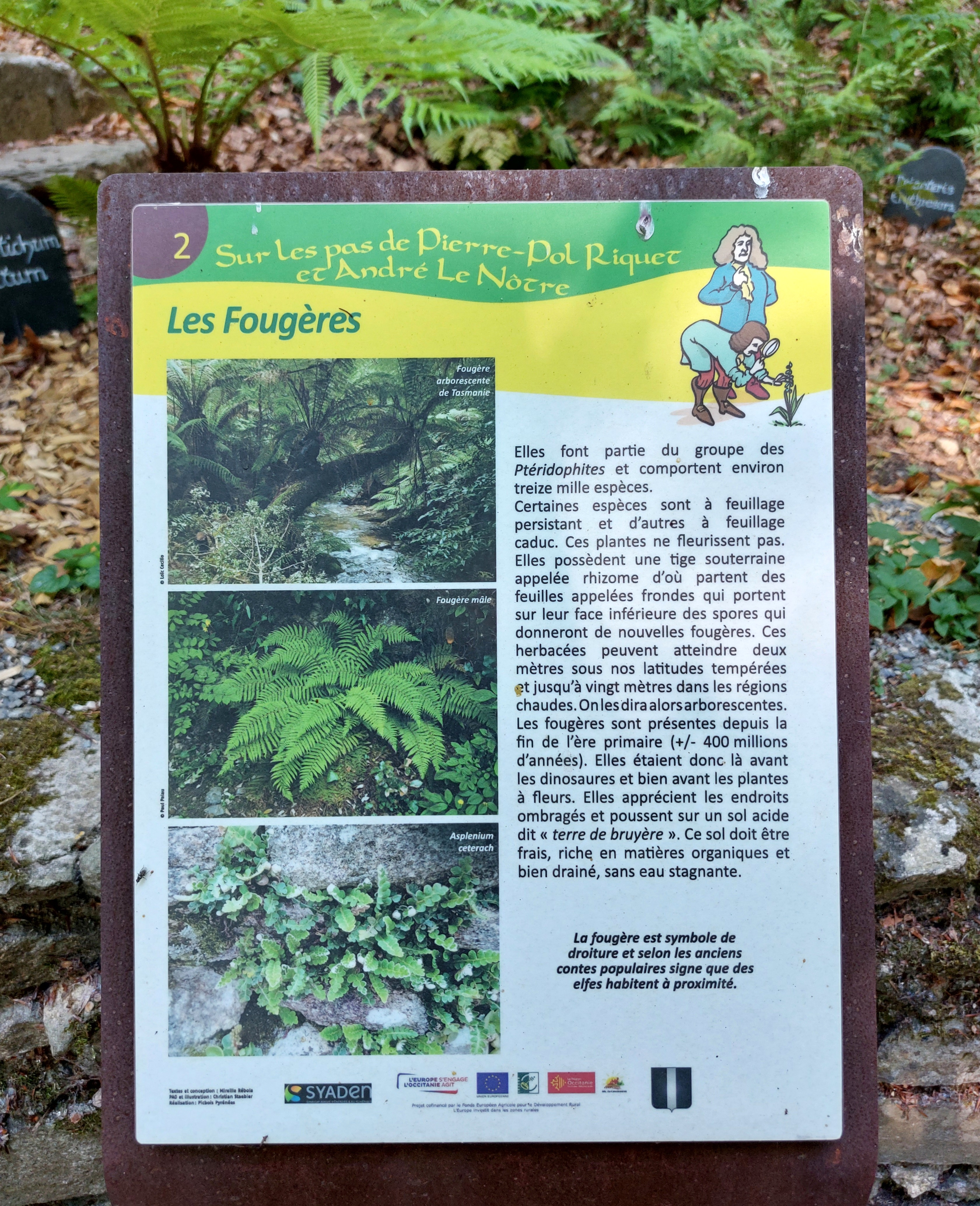
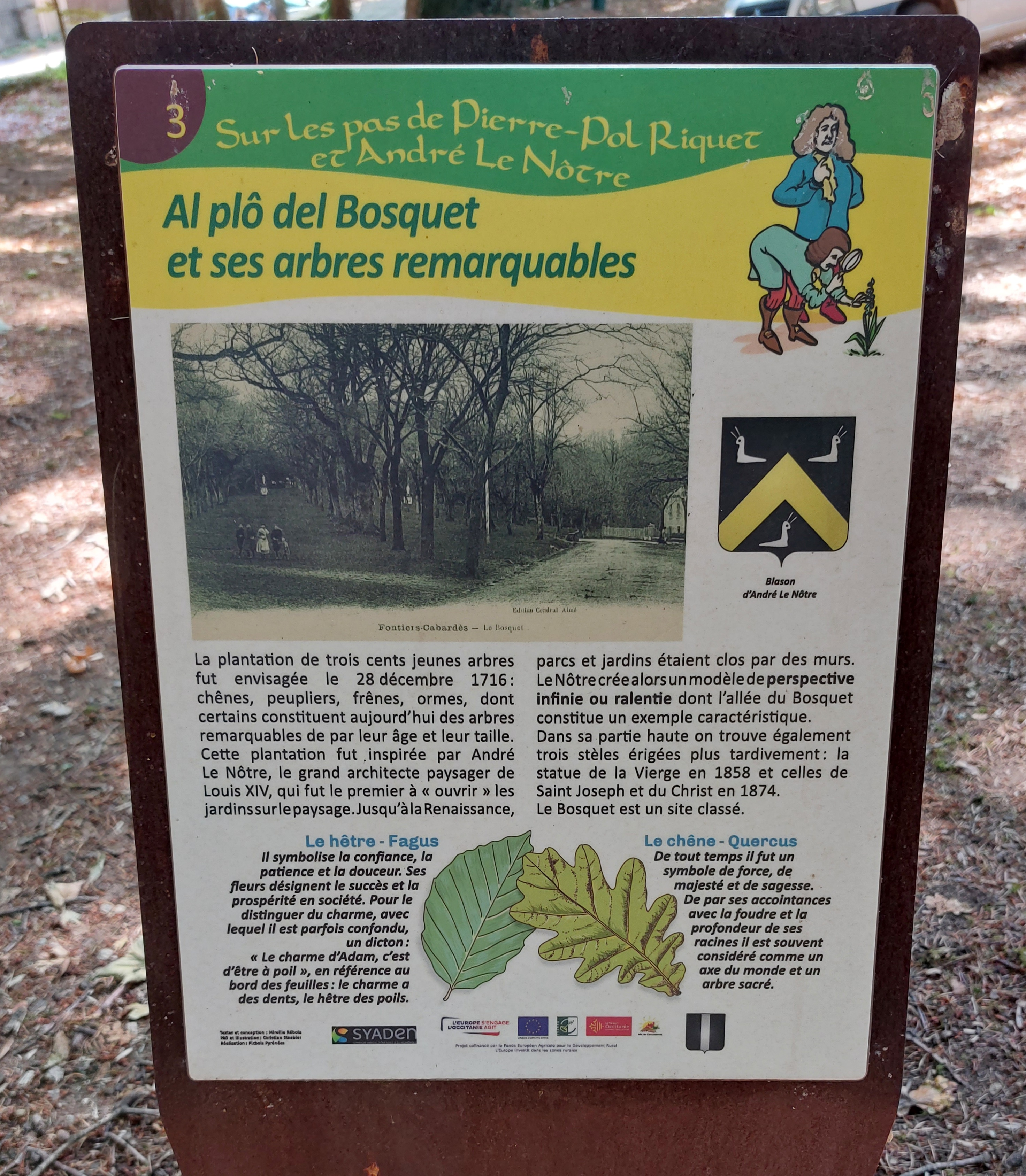
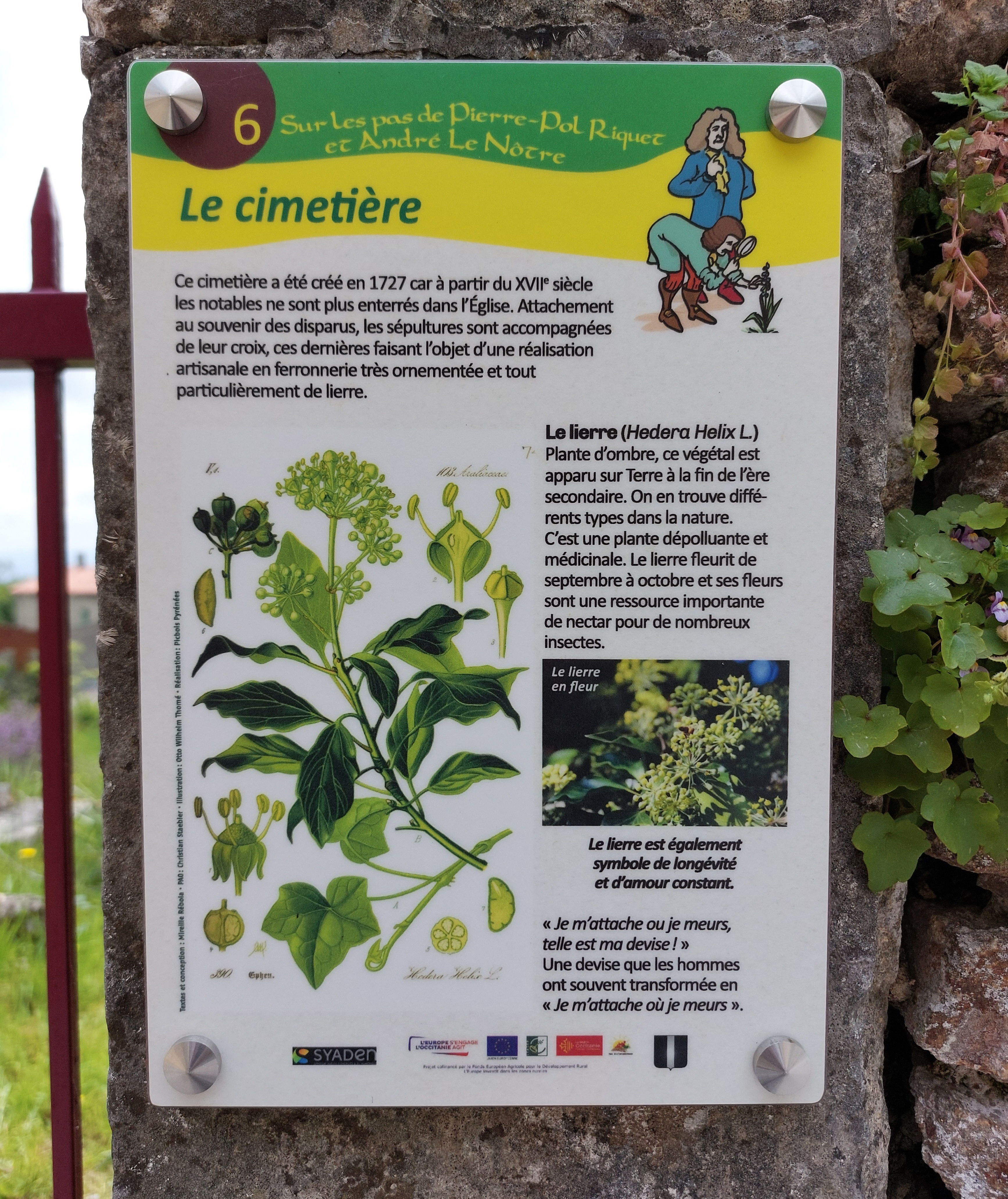
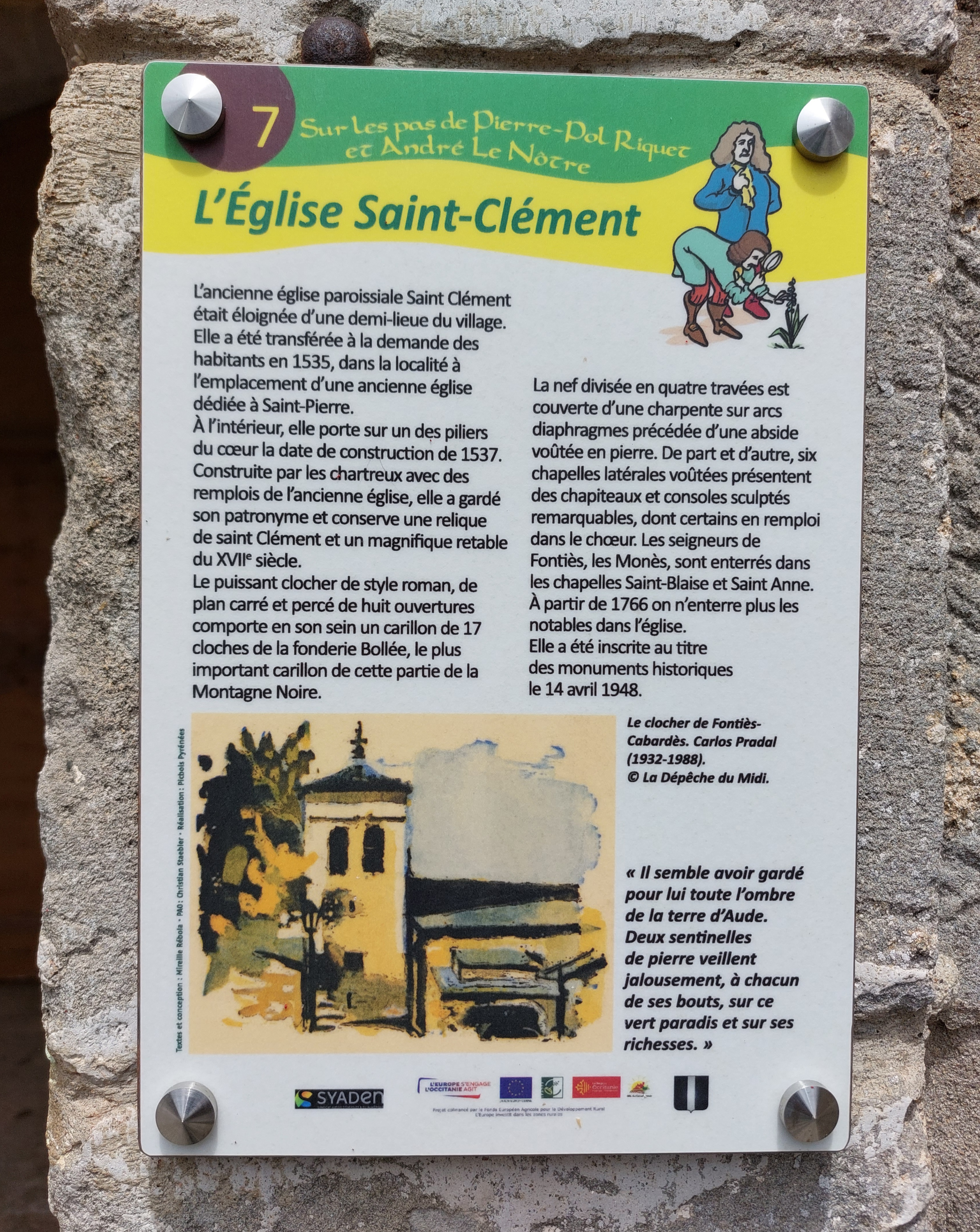
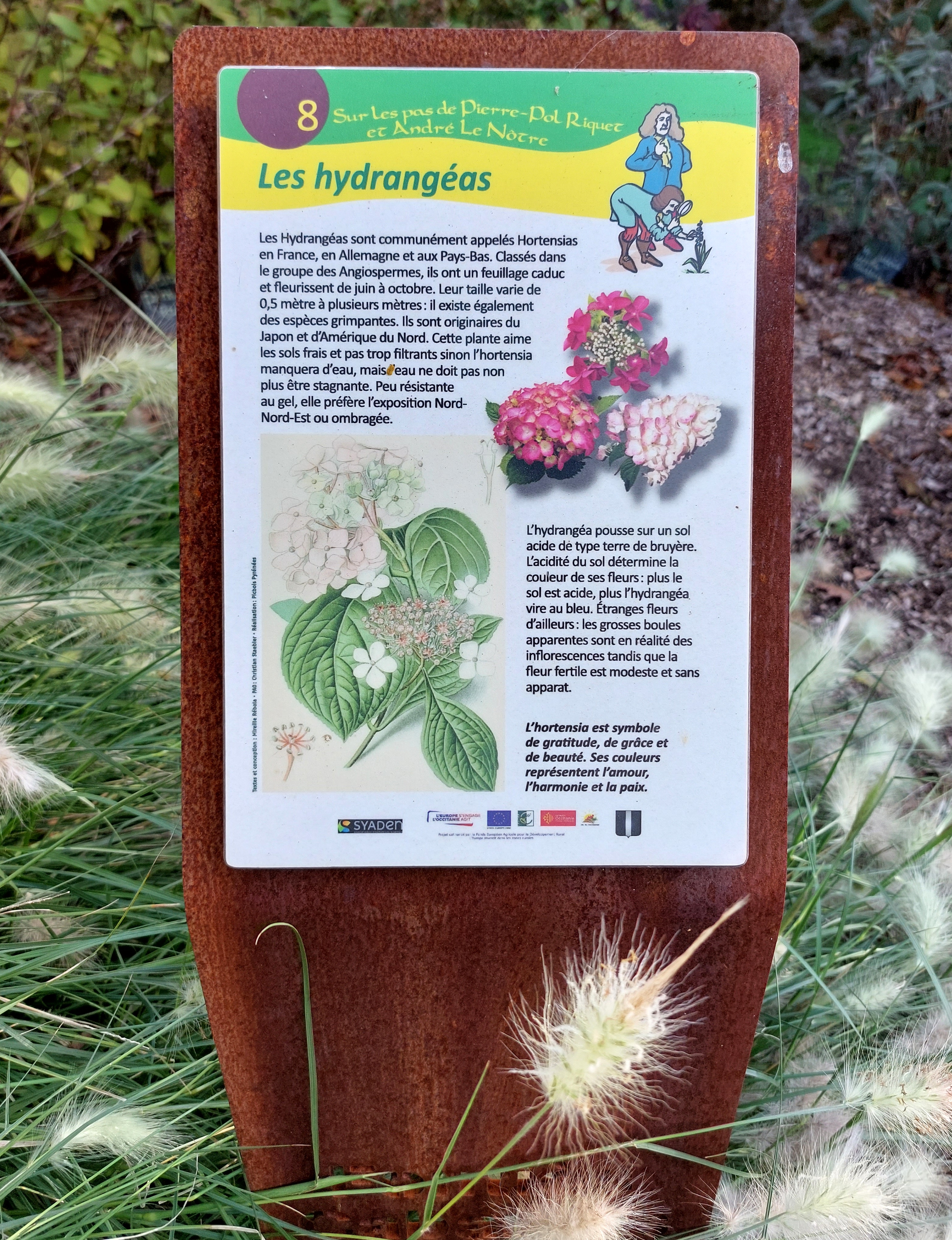
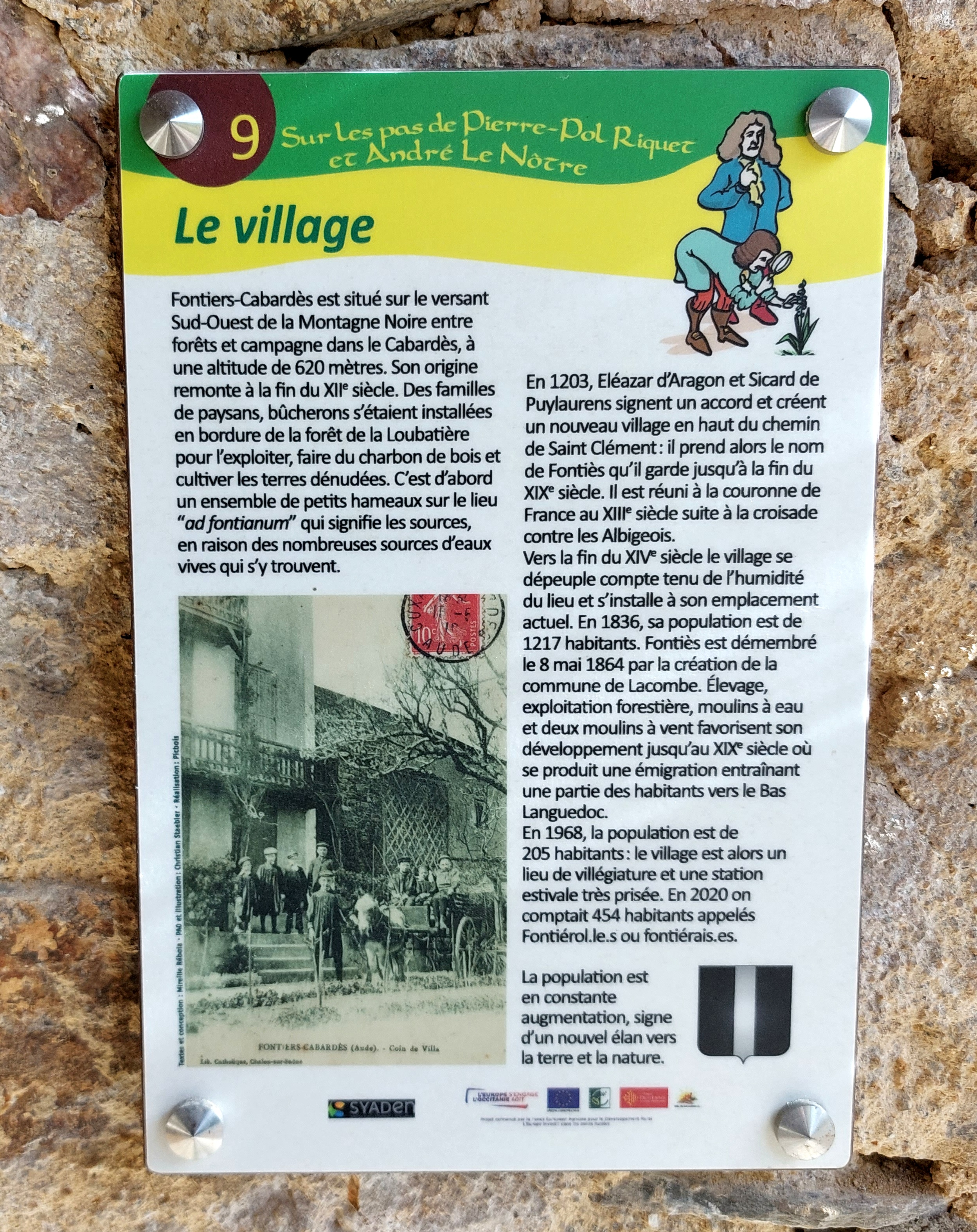
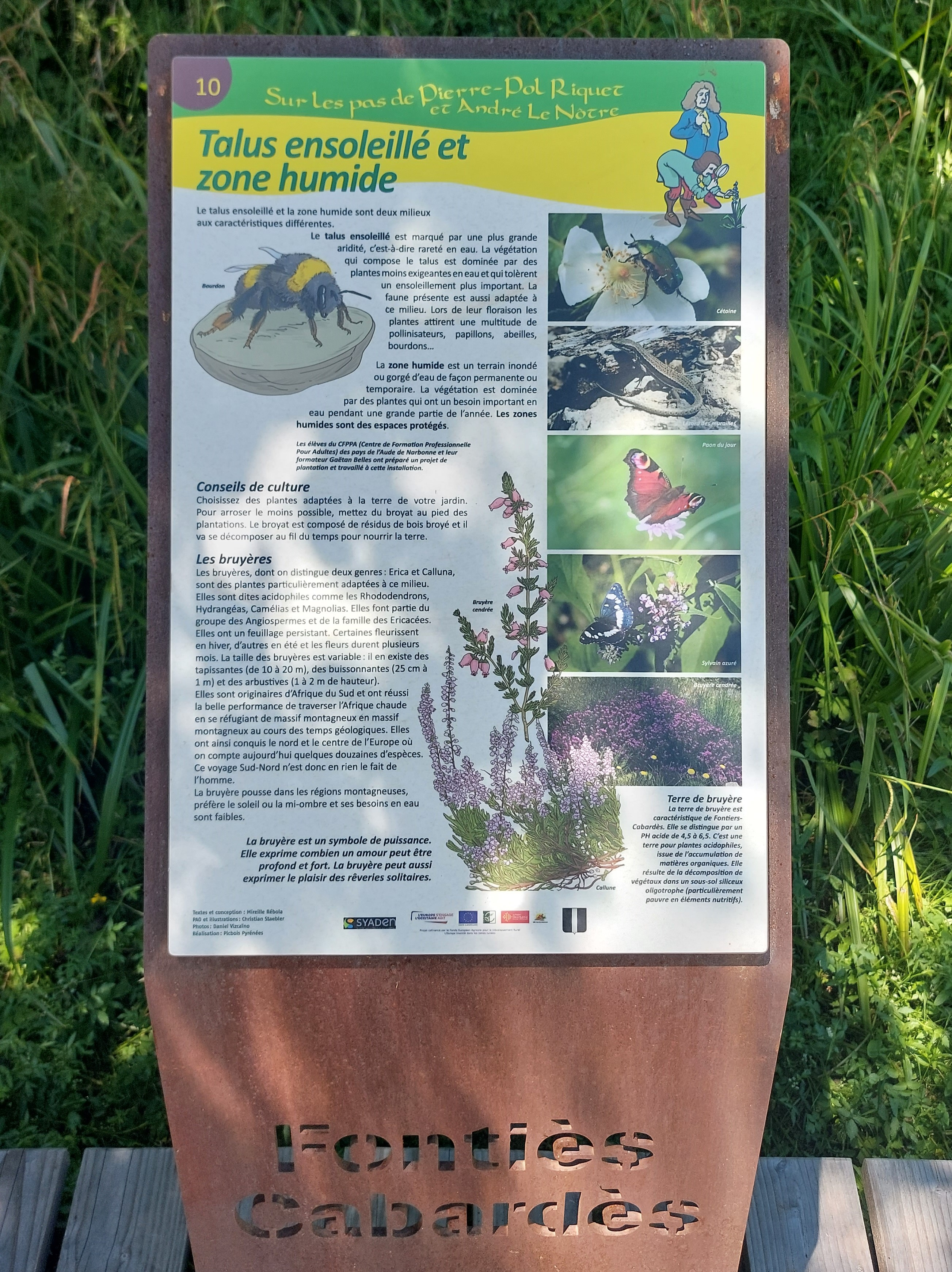
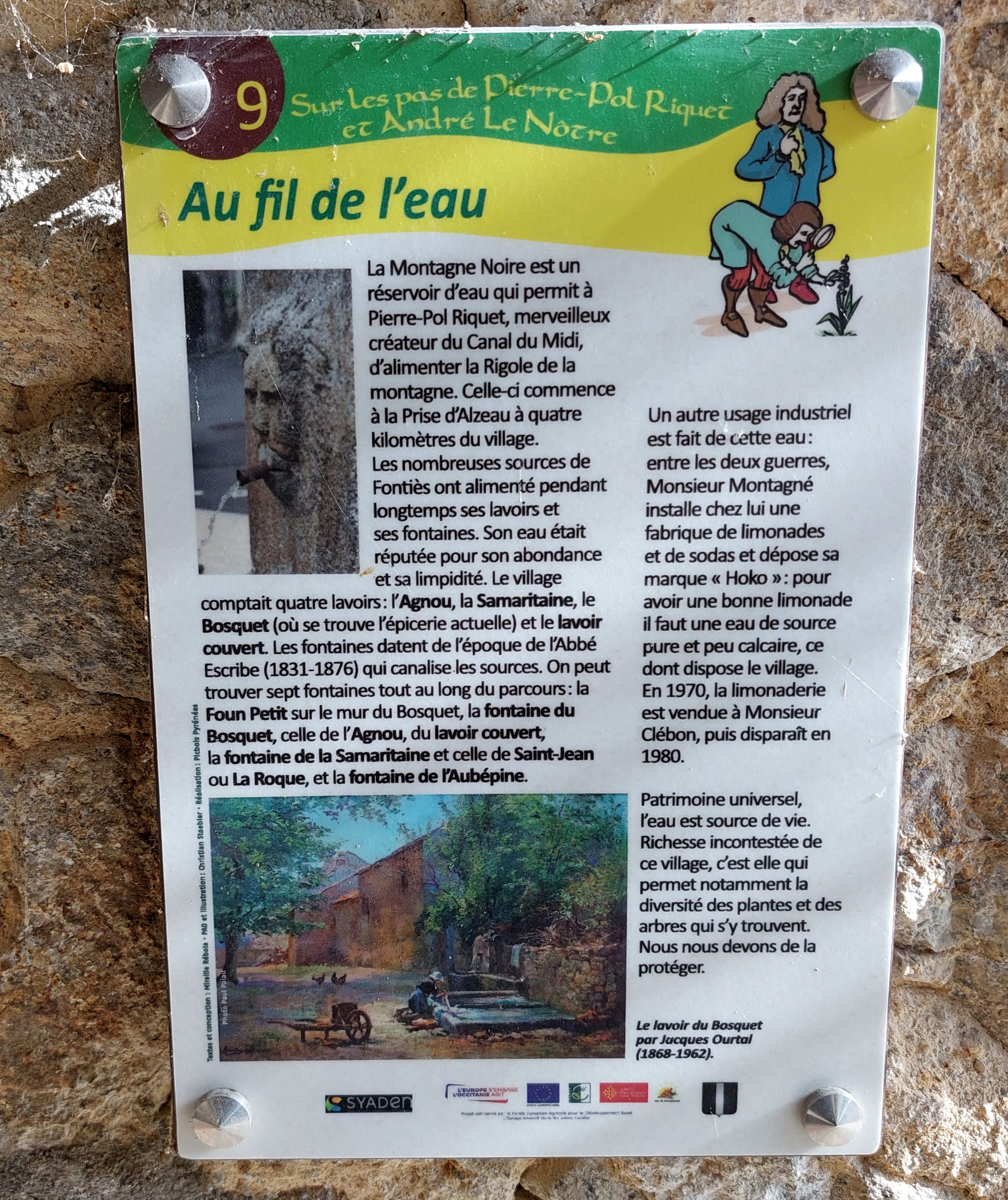
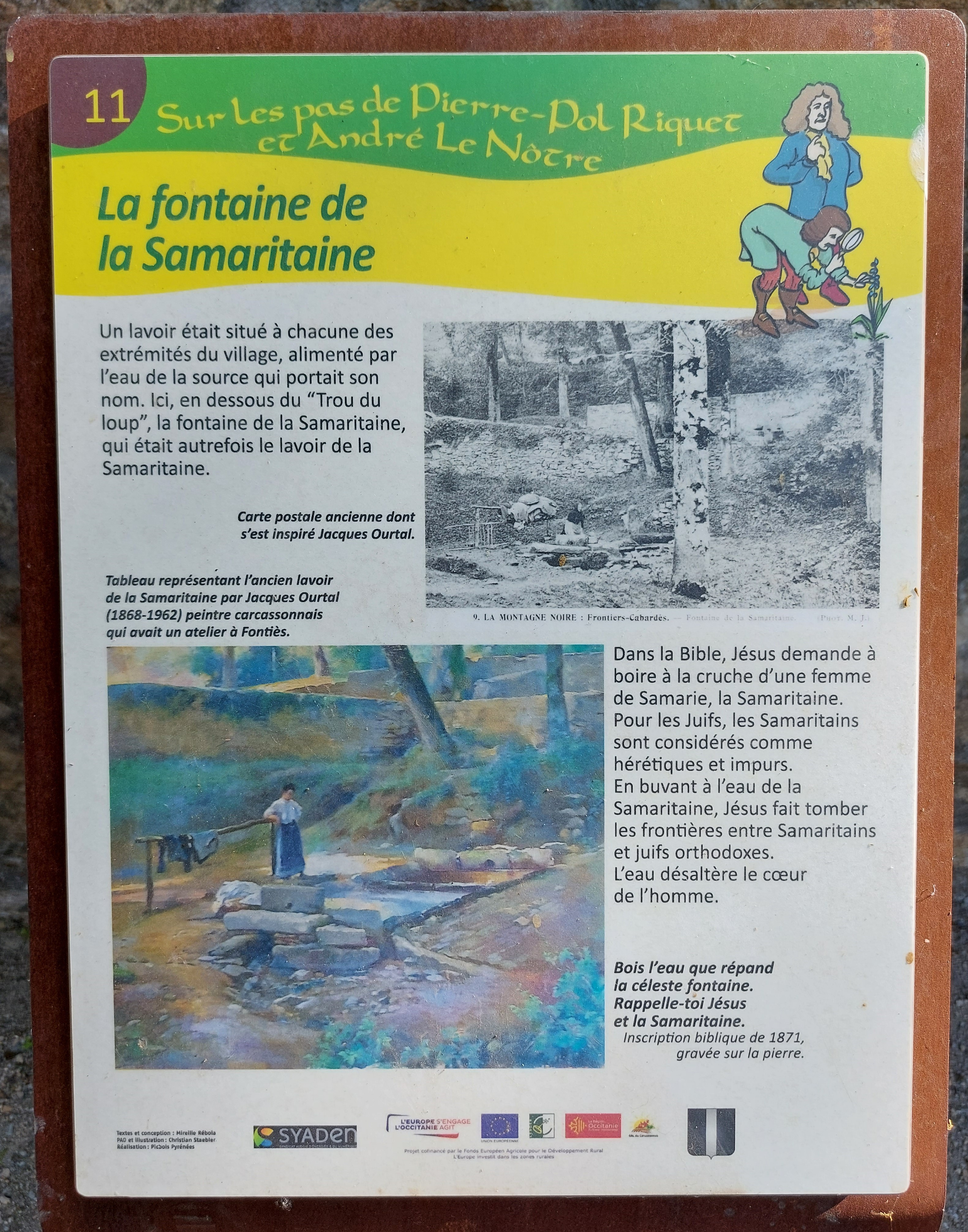
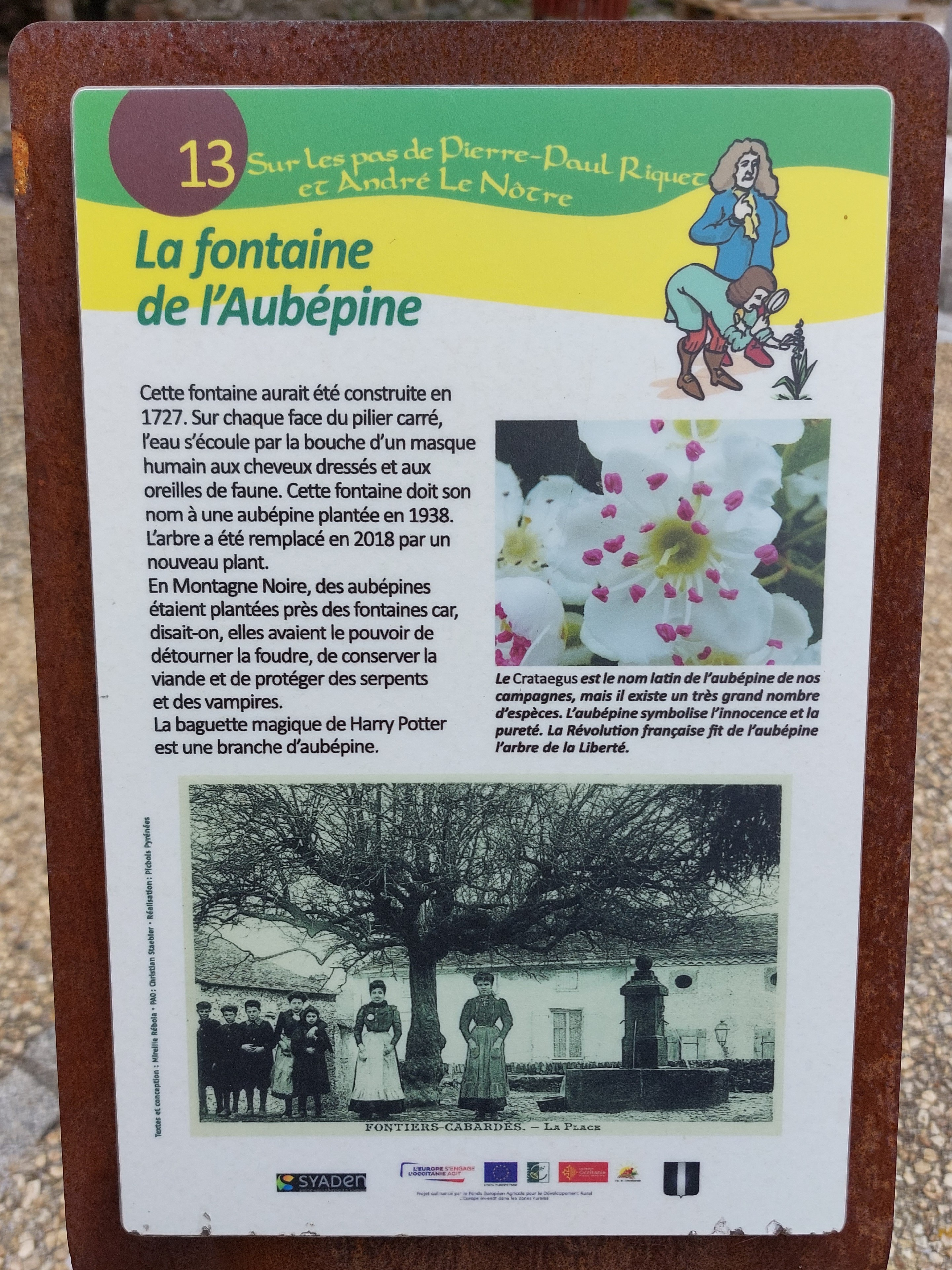
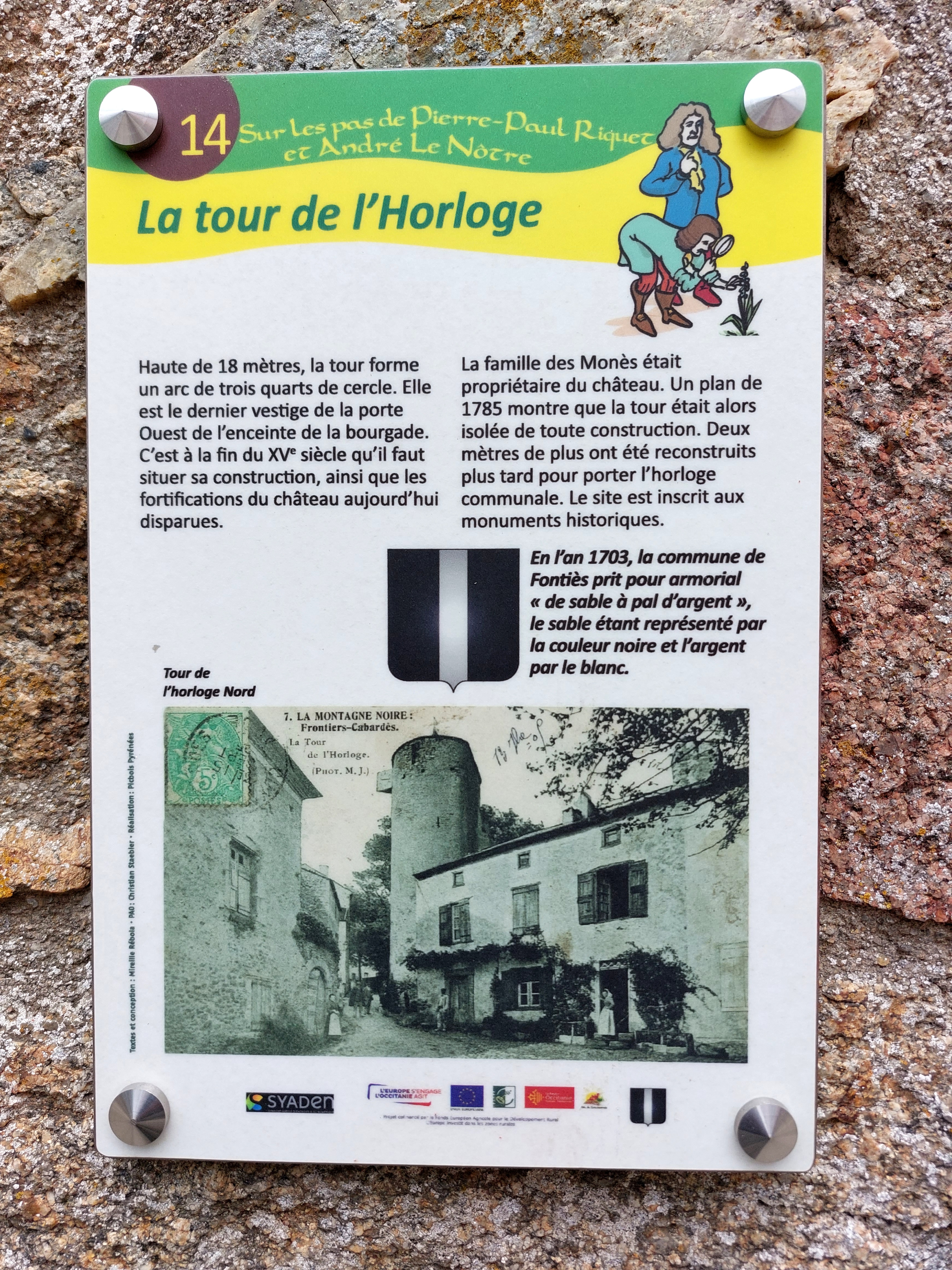

Quelques habitants de la zone humide
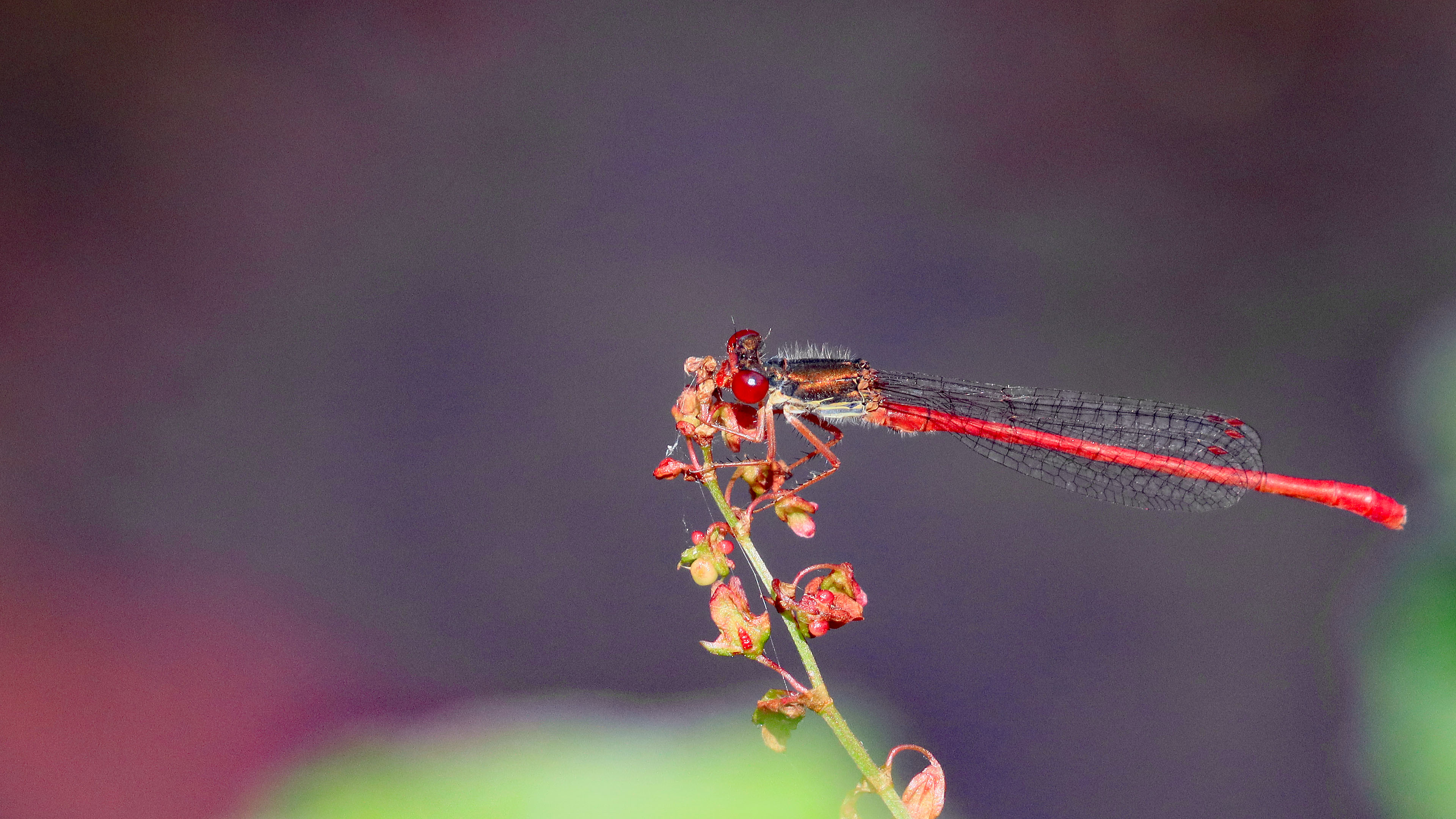
Petite nymphe au corps de feu.
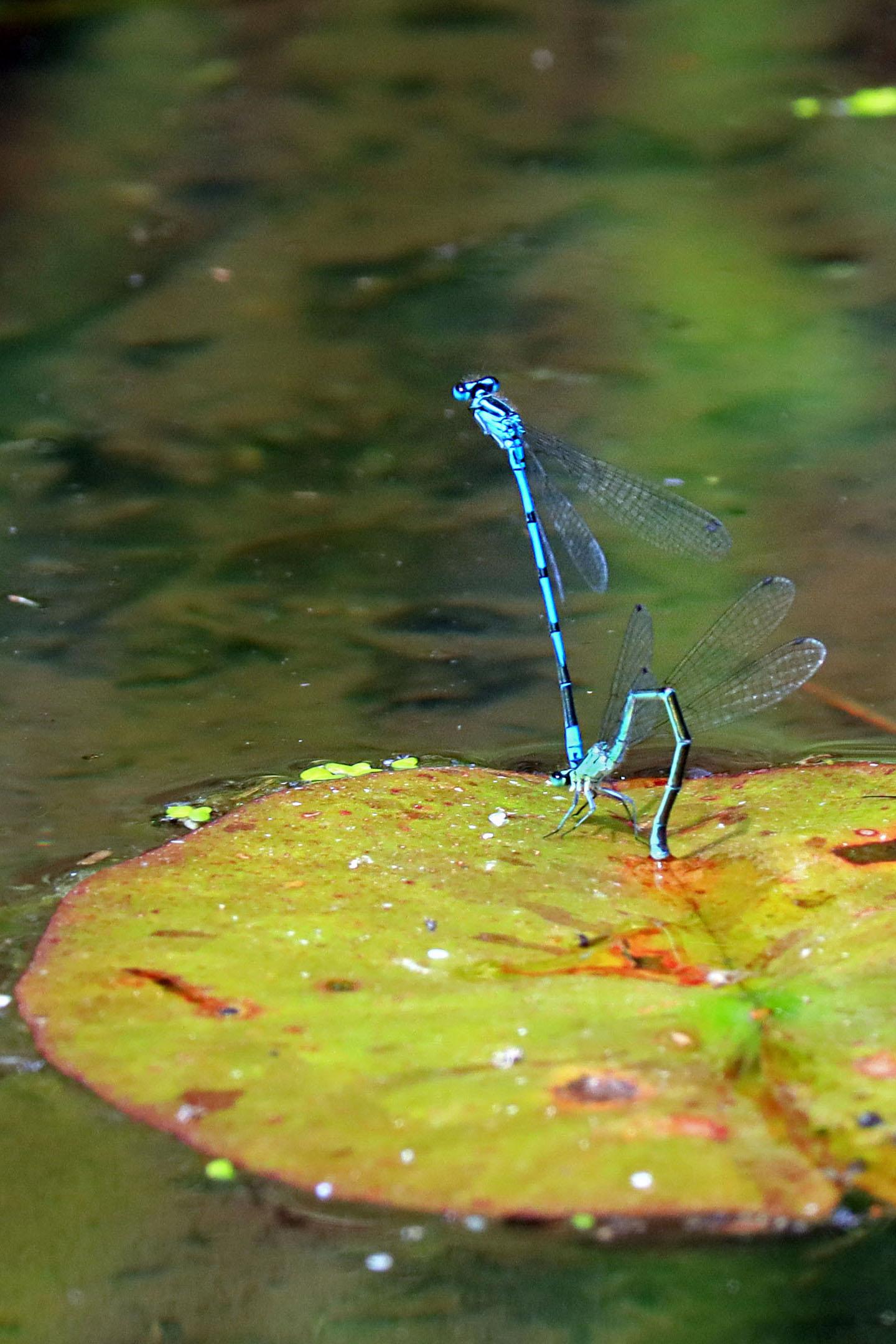
Agrion.
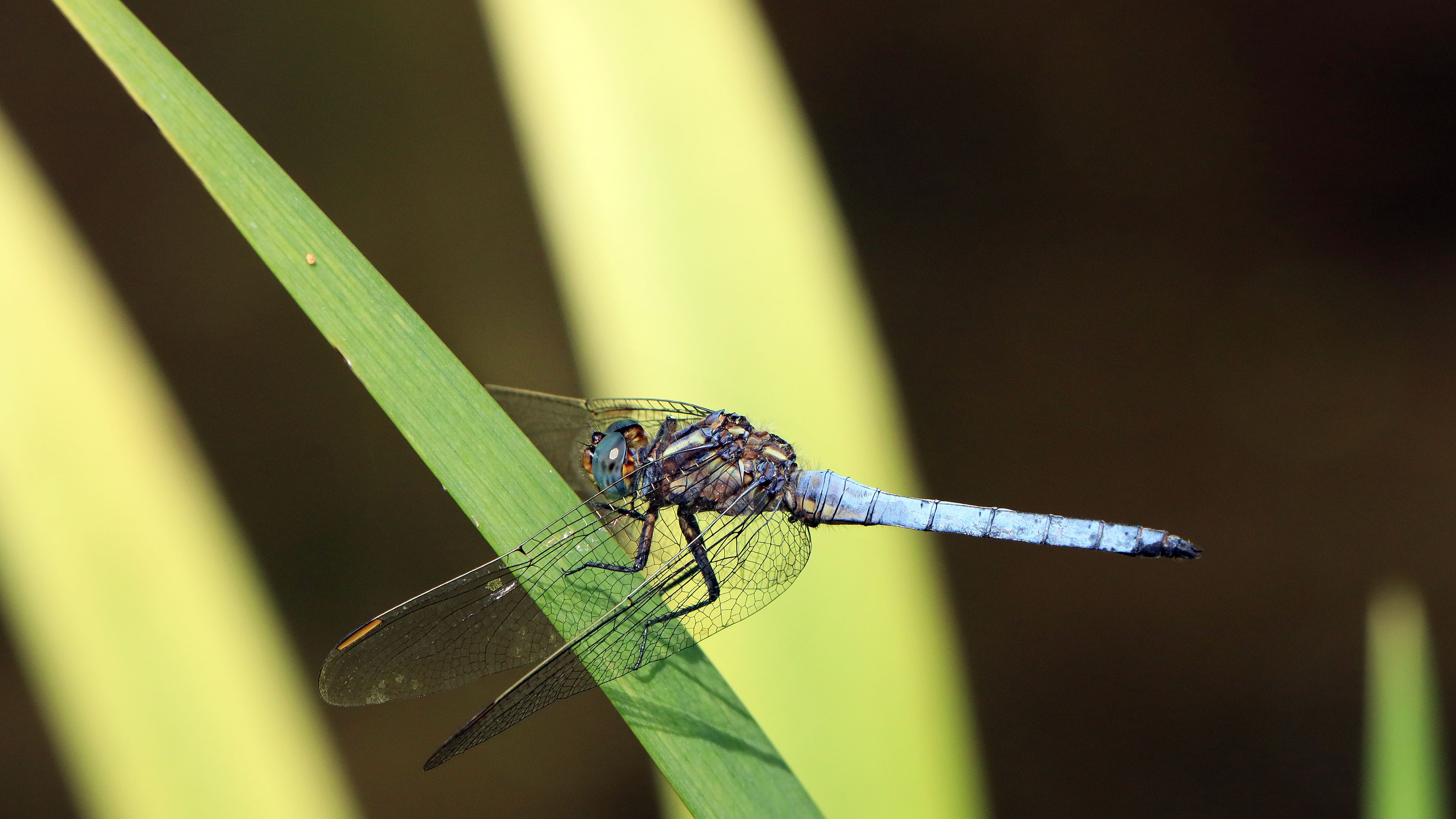
Orthetrum brun (mâle).
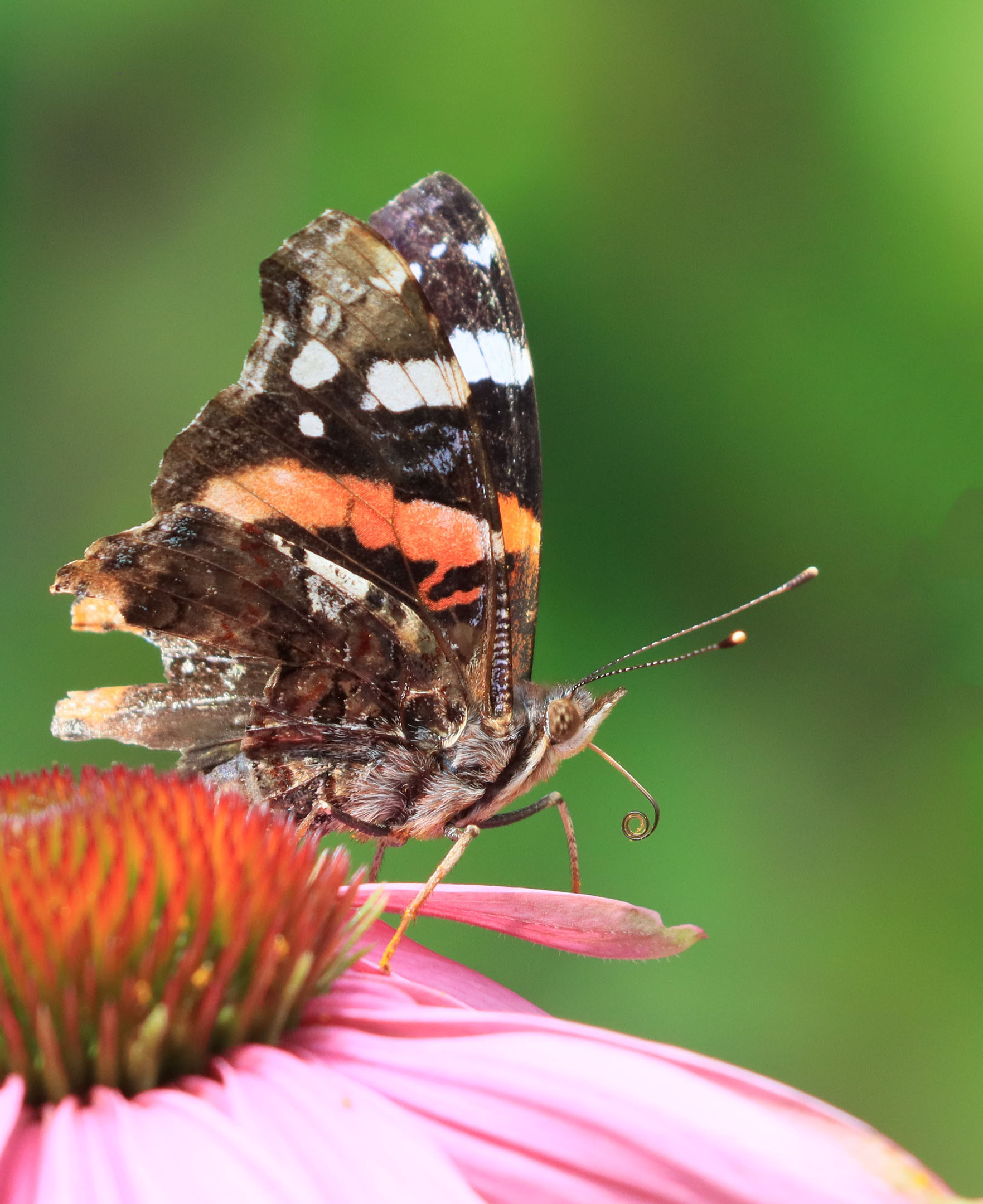
Vulcain (papillon) (en fin de vie).
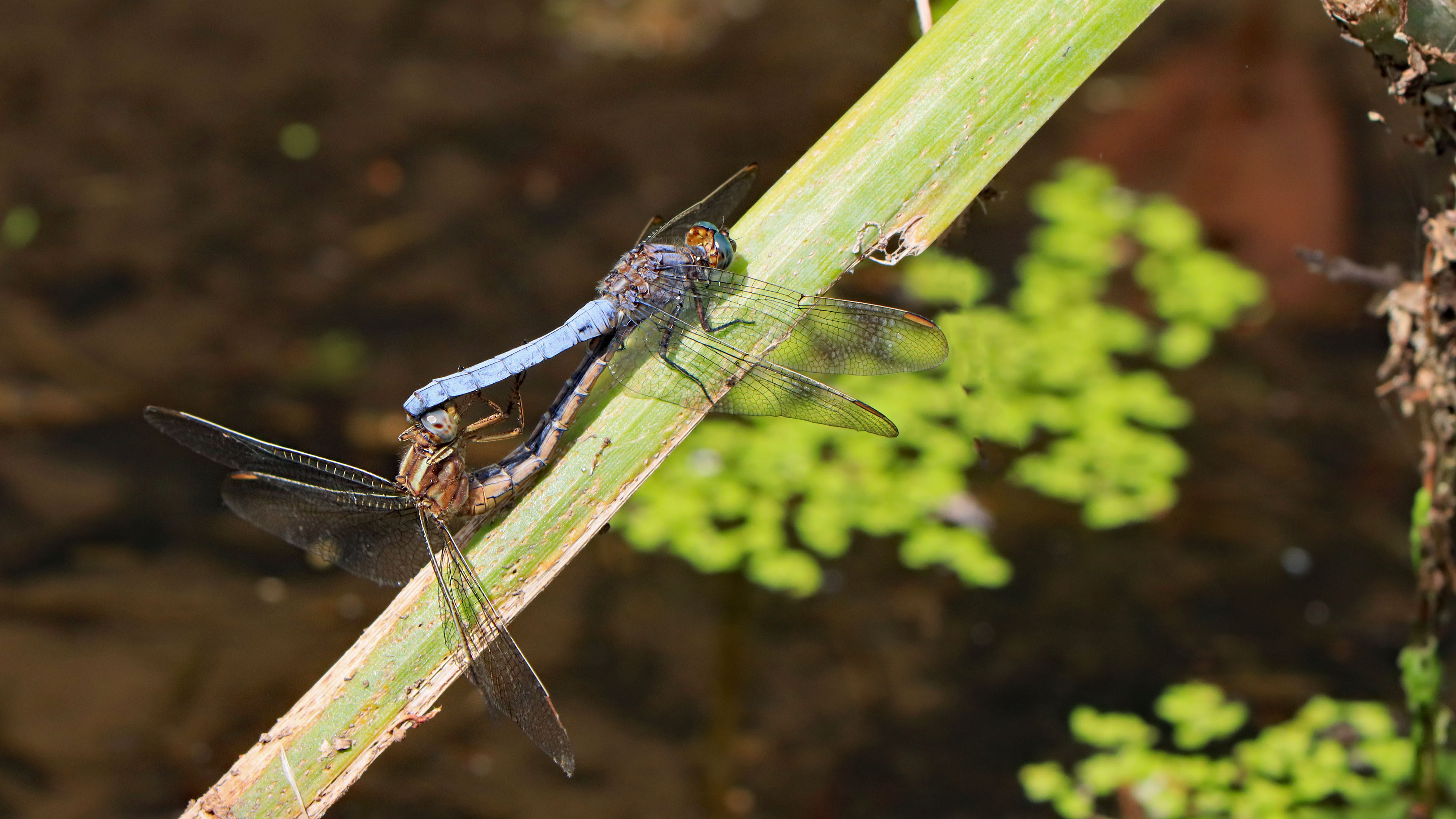
Orthetrum brun (accouplement)
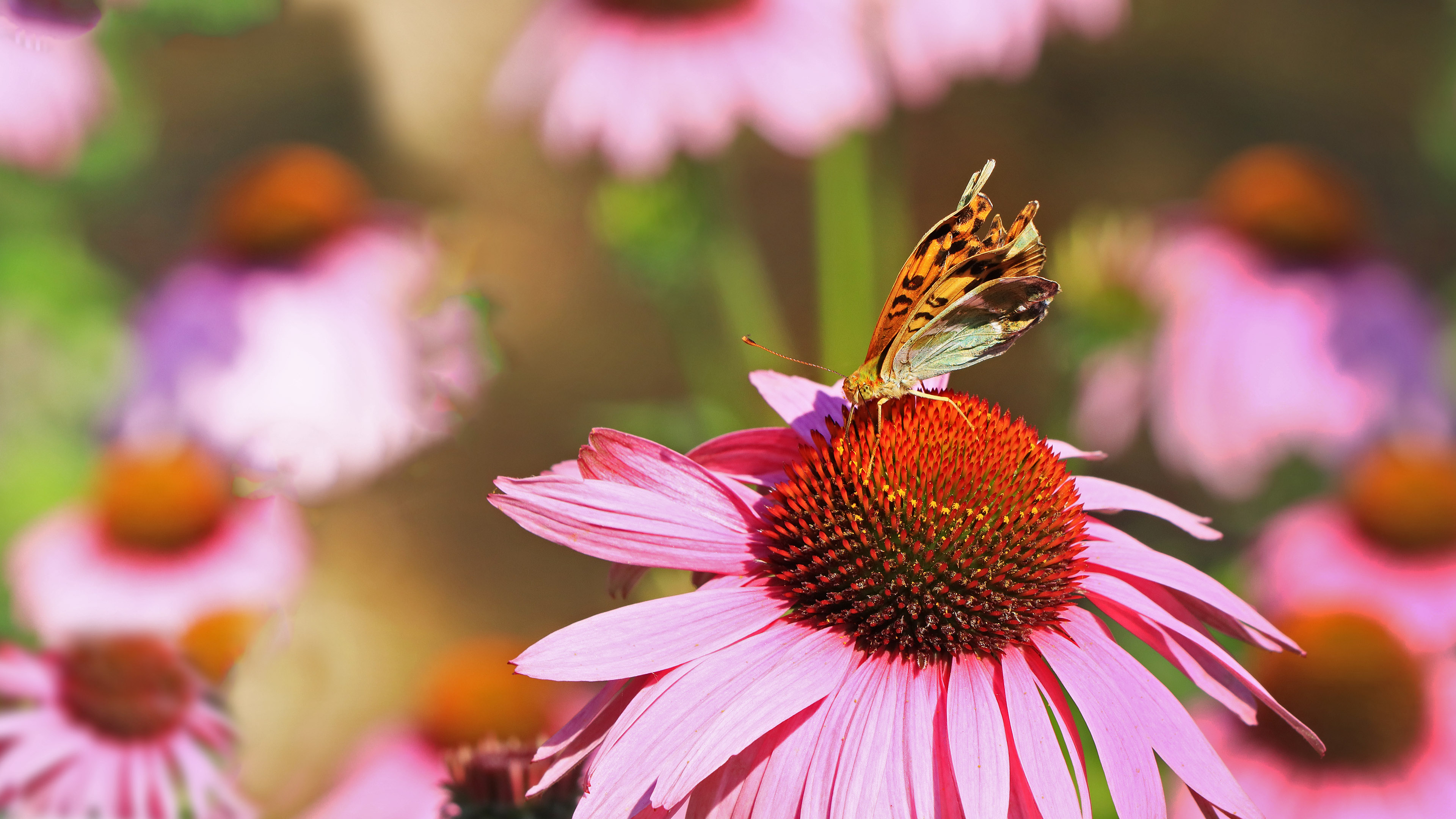
Robert le Diable.
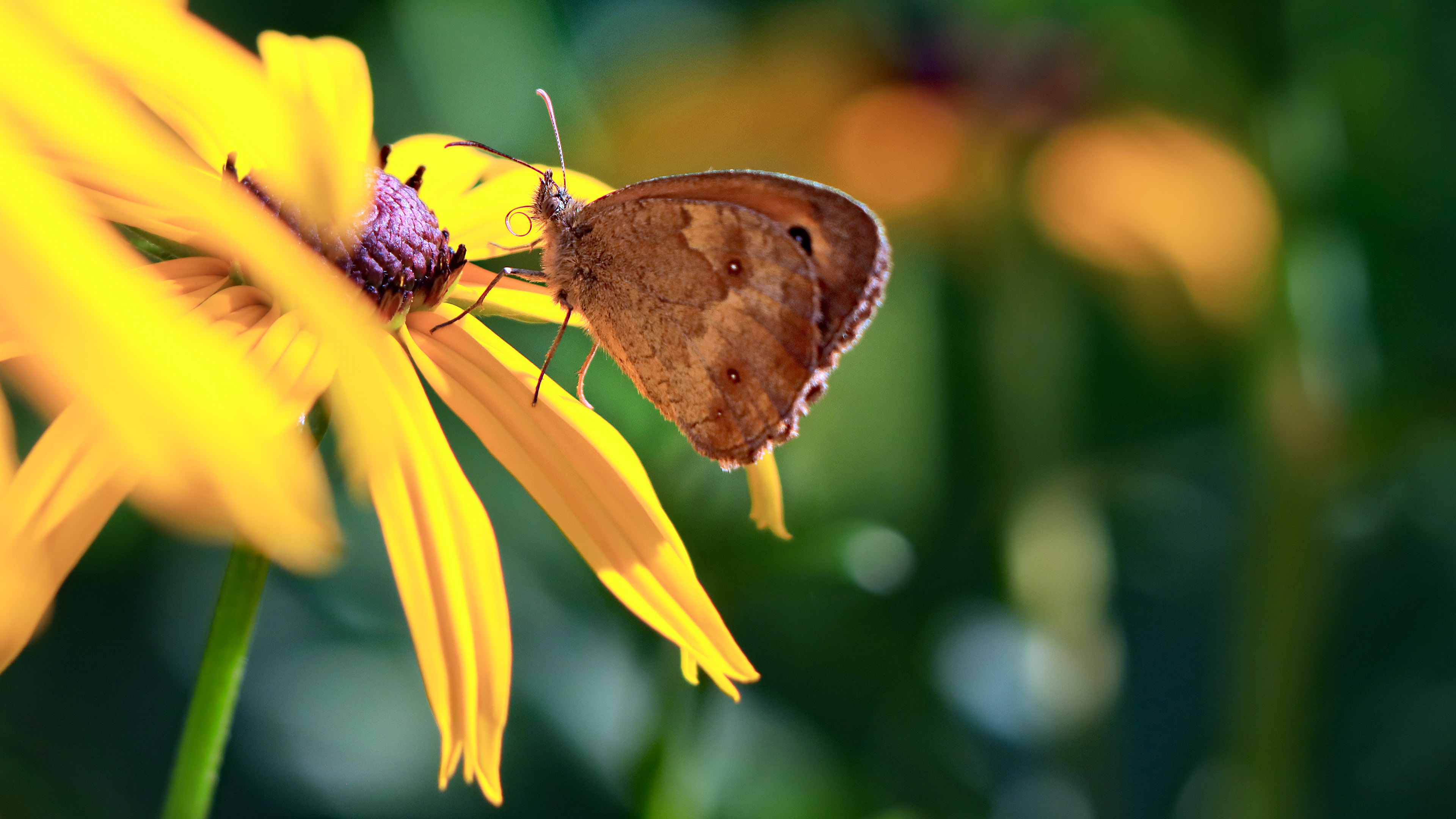
Amaryllis.
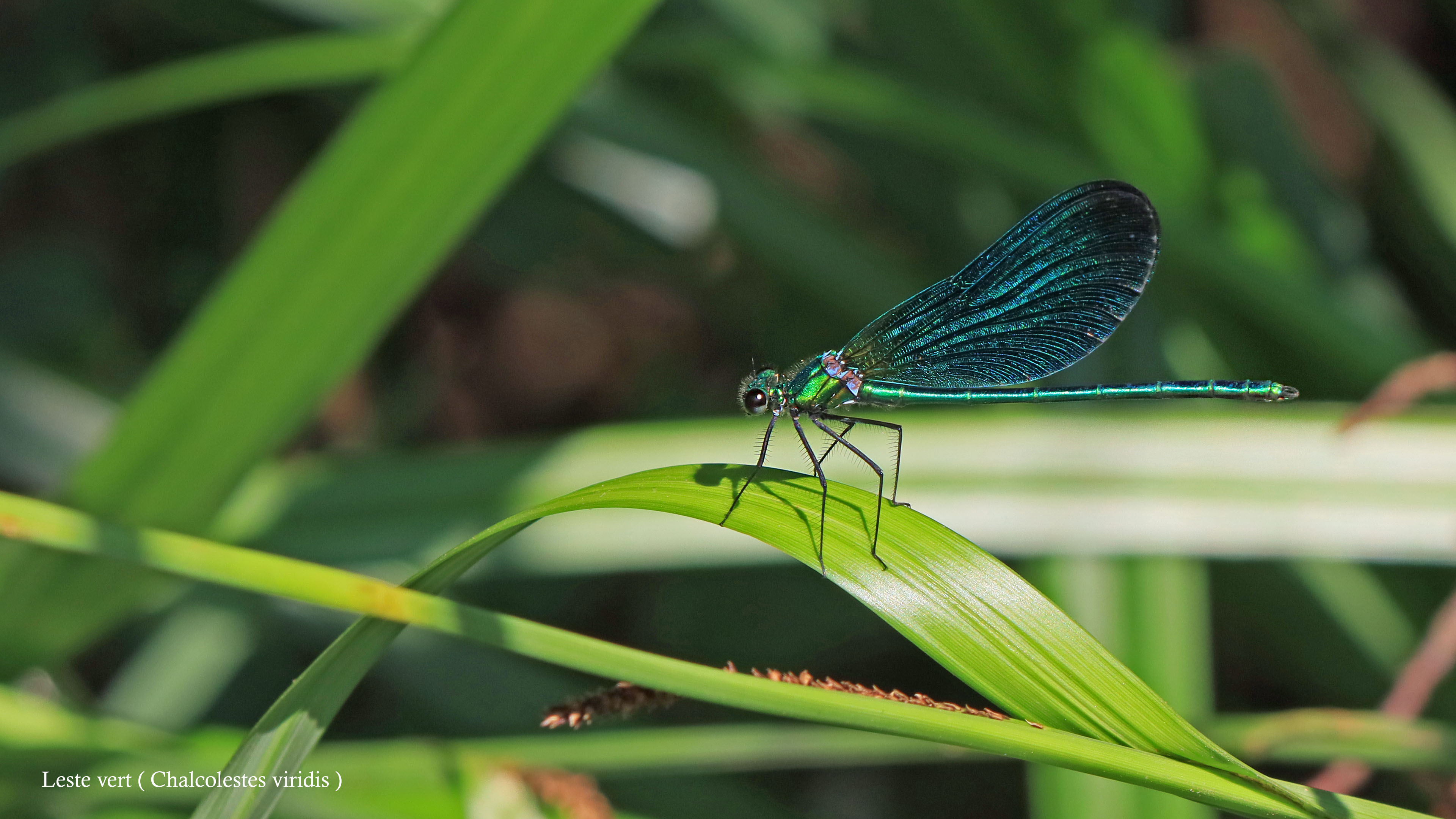
Leste vert.

### Distinctions et labels décernés
- En 2024, labellisé 2 fleurs, Villes et villages fleuris[21];
- En 2023, labellisé « Territoire engagé pour la nature » pour la période 2023-2026[22].
- En 2023, lauréat du « Prix de la diversité botanique » au concours « Aude fleurie »[23].
- En 2022, le village reçoit le label « API cité » avec une abeille sur trois possibles pour montrer sa démarche dite remarquable envers la préservation des abeilles et des pollinisateurs sauvages[24].
- En 2017, labellisé « Objectif Zéro Phyto, dans nos villes et villages » avec trois rainettes, qui consiste à supprimer tout traitement chimique dans l'entretien des espaces verts et à privilégier des techniques naturelles[25].

Au cœur du village
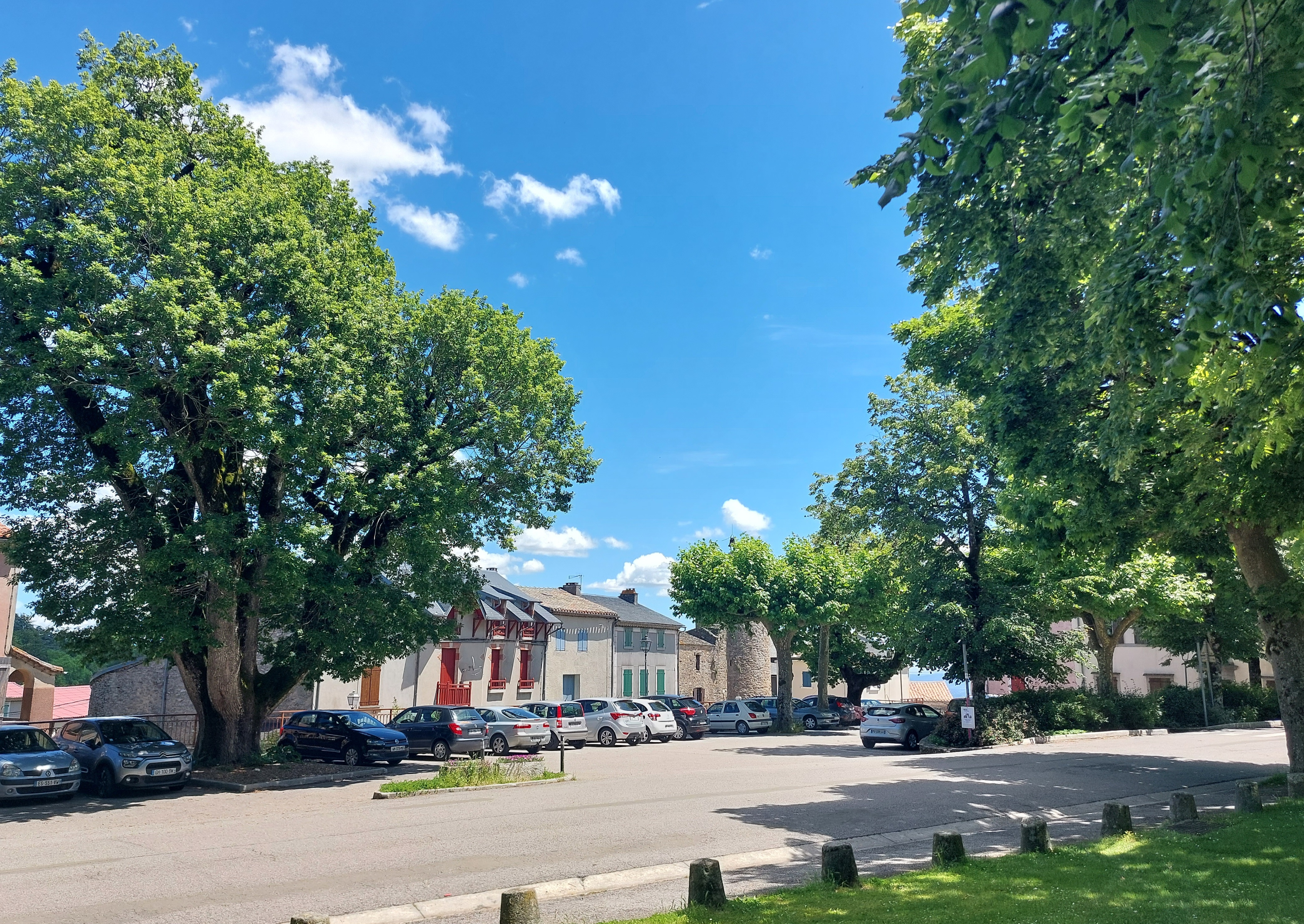
Le village vu du bosquet.
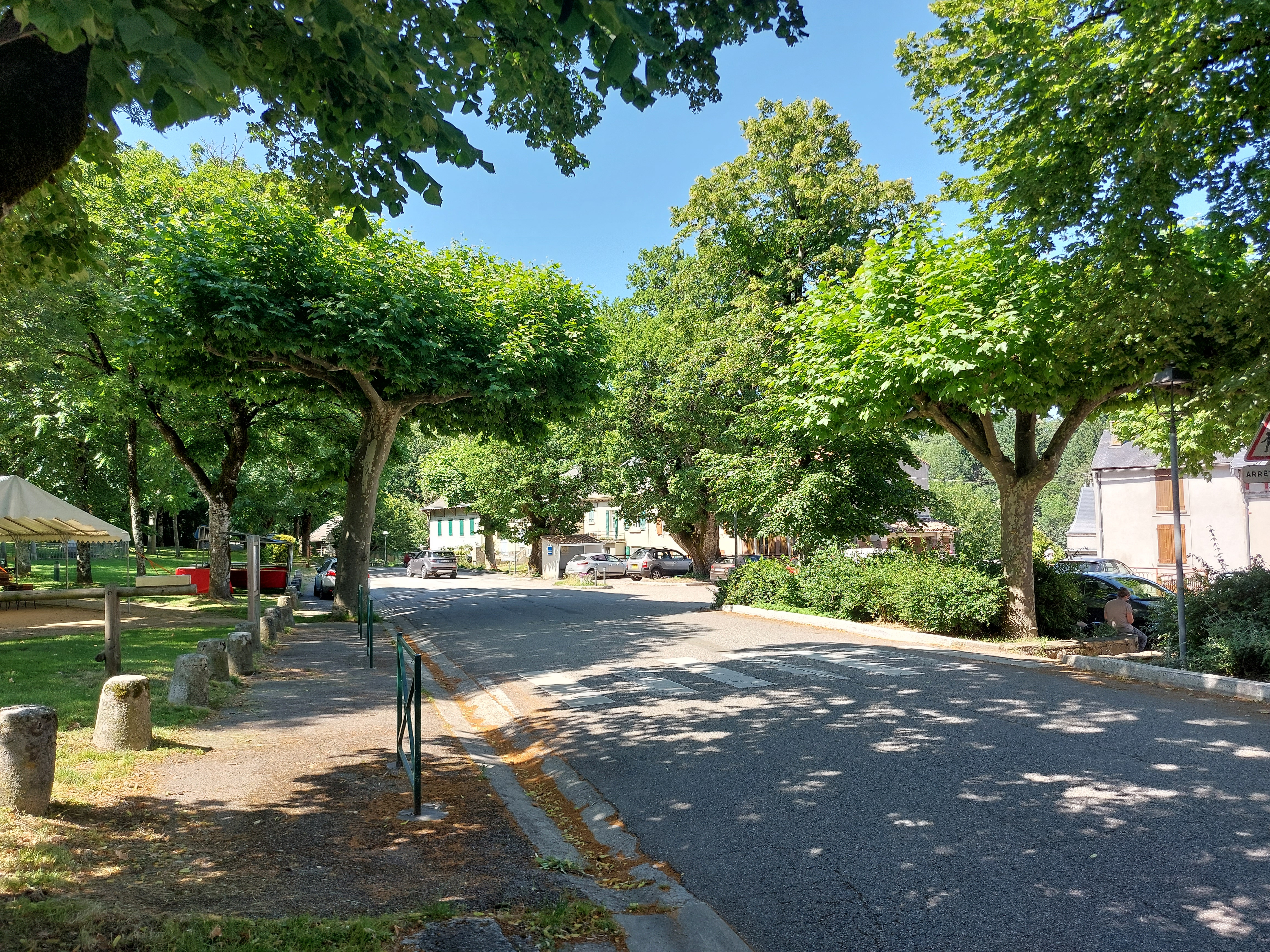
La route départementale 103 traverse le village en longeant le bosquet.
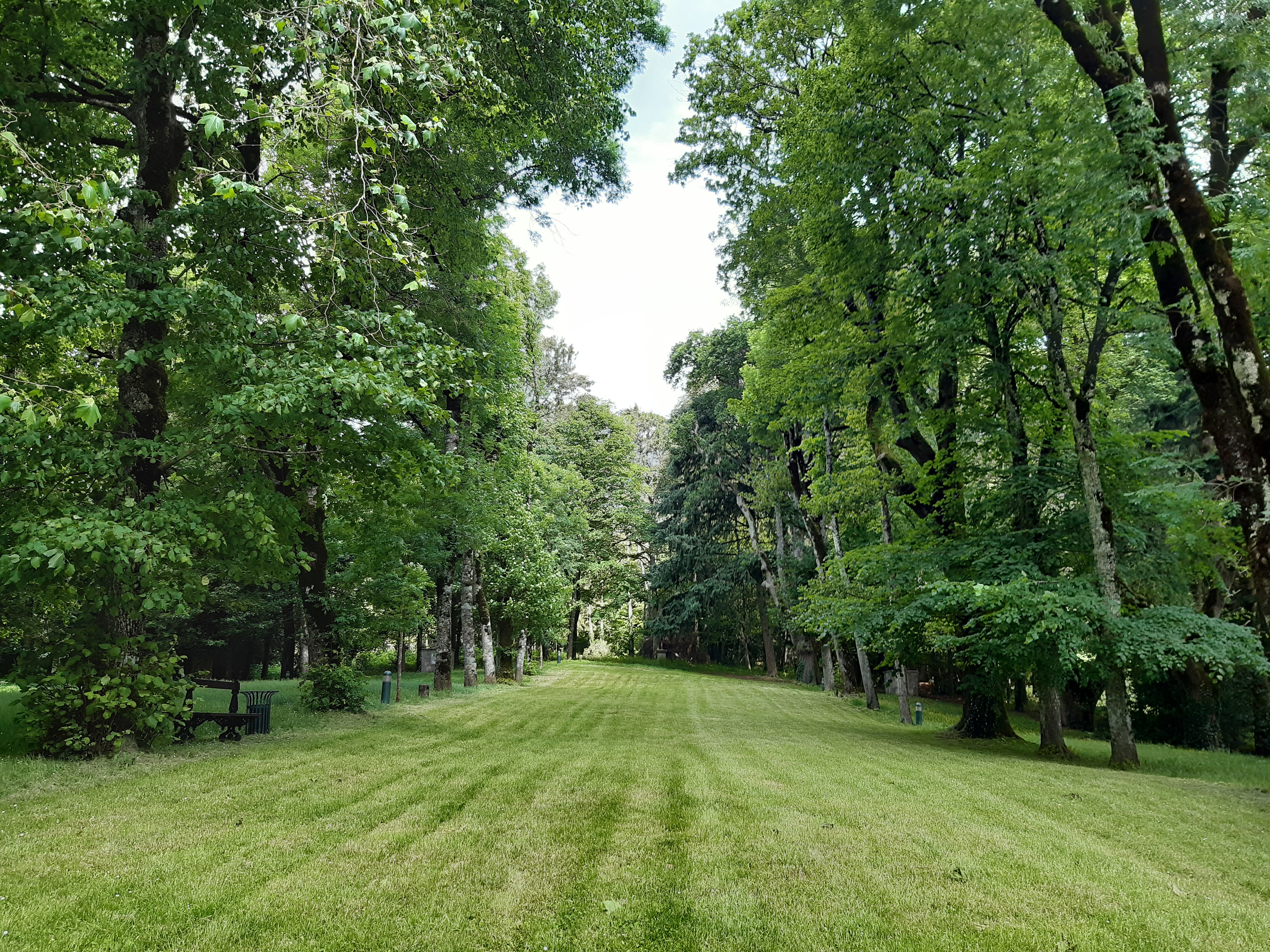
Le bosquet André Le Notre, place centrale du village.
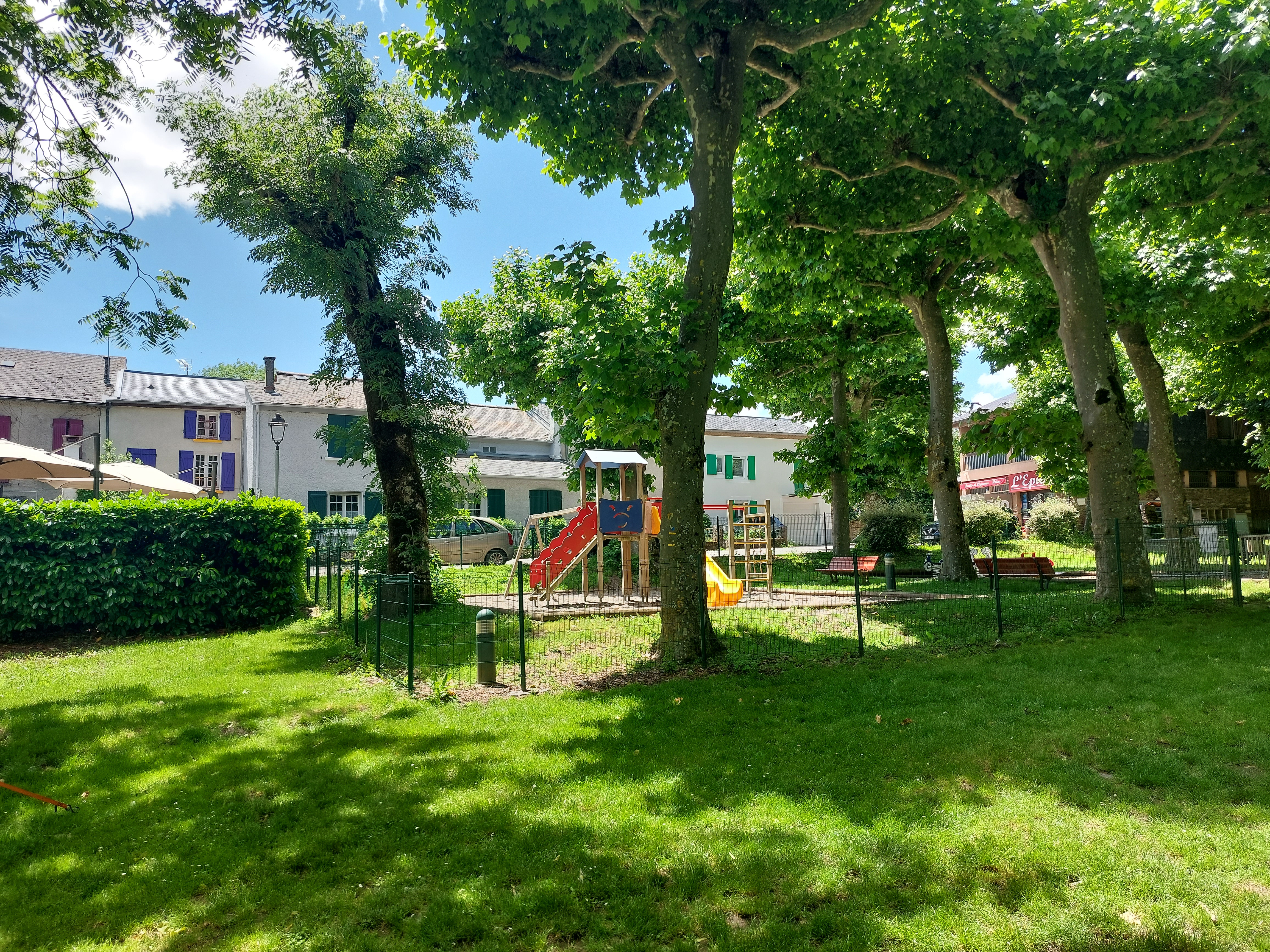
Le village vu du bosquet

## Urbanisme

### Typologie
Au 1er janvier 2024, Fontiers-Cabardès est catégorisée commune rurale à habitat dispersé, selon la nouvelle grille communale de densité à 7 niveaux définie par l'Insee en 2022.
Elle est située hors unité urbaine. Par ailleurs la commune fait partie de l'aire d'attraction de Carcassonne, dont elle est une commune de la couronne,. Cette aire, qui regroupe 115 communes, est catégorisée dans les aires de 50 000 à moins de 200 000 habitants,.

### Hameaux, écarts et lieux-dits de la commune
| - les Augers - Baisse - Bals - Baure - Bernadou - Bertrande - Moulin de Cals - Cammas de Bonnet | - la Canade - Clamens - Co de Vié - le Colombier - Forge-Haute - Malouziès - Montplaisir - Parazols | - Pantouquet - Plaisance - Roc de Vié - Sié |

### Connections routières
Le village est desservi par les routes départementales 103 et 203. La ligne J de Carcassonne Agglo Transport assure une liaison 6 jours sur 7 avec la ville préfecture.

### Occupation des sols
L'évolution de l’occupation des sols de la commune et de ses infrastructures peut être observée sur les différentes représentations cartographiques du territoire : la carte de Cassini (XVIIIe siècle), la carte d'état-major (1820-1866) et les cartes ou photos aériennes de l'IGN pour la période actuelle (1950 à aujourd'hui).

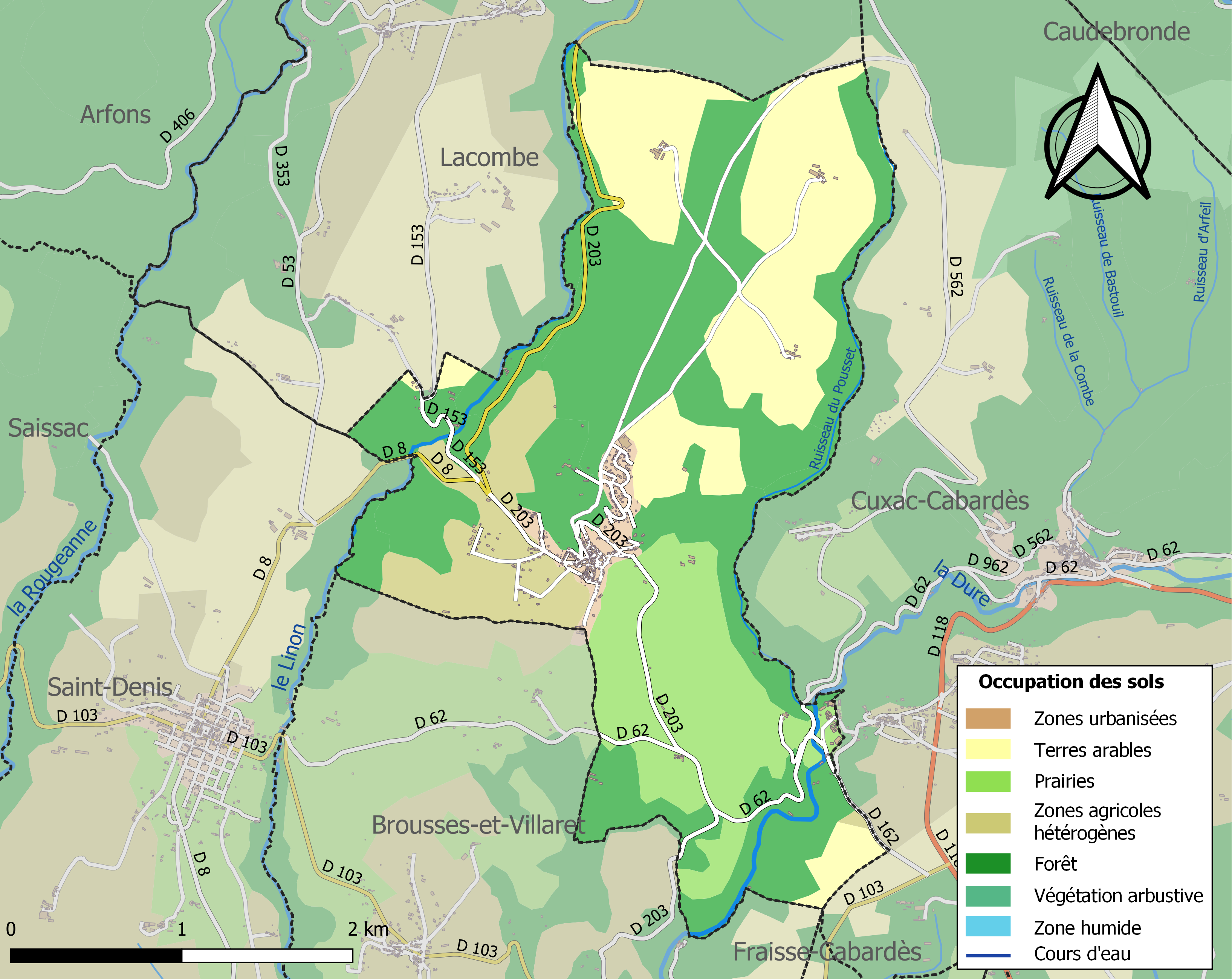
Carte des infrastructures et de l'occupation des sols de la commune en 2018 (CLC).

### Risques majeurs
Le territoire de la commune de Fontiers-Cabardès est vulnérable à différents aléas naturels : météorologiques (tempête, orage, neige, grand froid, canicule ou sécheresse), inondations, feux de forêts et séisme (sismicité très faible). Il est également exposé à un risque technologique, la rupture d'un barrage, et à un risque particulier : le risque de radon. Un site publié par le BRGM permet d'évaluer simplement et rapidement les risques d'un bien localisé soit par son adresse soit par le numéro de sa parcelle.

#### Risques naturels
Certaines parties du territoire communal sont susceptibles d’être affectées par le risque d’inondation par débordement de cours d'eau, notamment la Dure et le Linon. La commune a été reconnue en état de catastrophe naturelle au titre des dommages causés par les inondations et coulées de boue survenues en 1982, 1992, 1999, 2009, 2011 et 2018,.

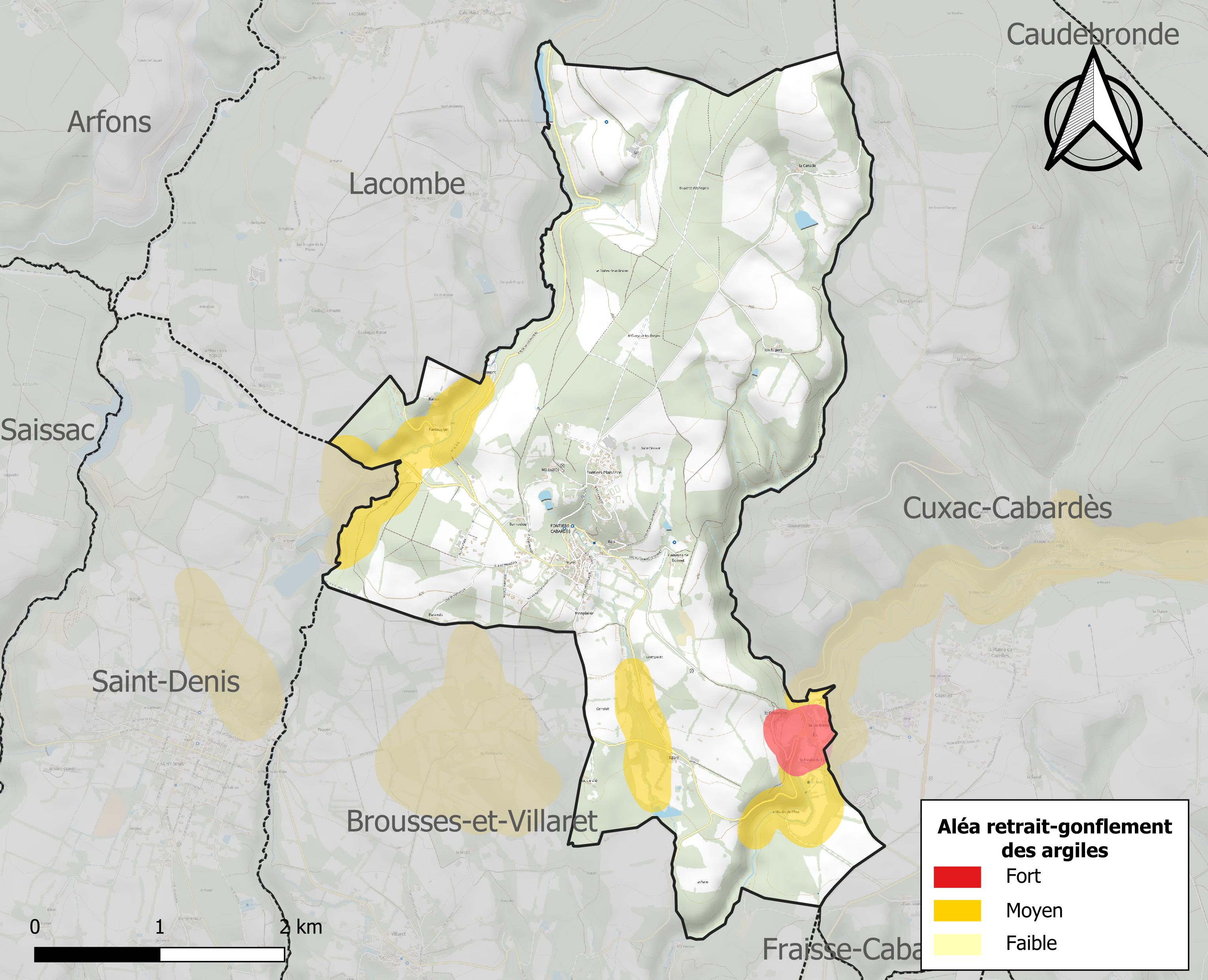
Carte des zones d'aléa retrait-gonflement des sols argileux de Fontiers-Cabardès.

Le retrait-gonflement des sols argileux est susceptible d'engendrer des dommages importants aux bâtiments en cas d’alternance de périodes de sécheresse et de pluie. 10,3 % de la superficie communale est en aléa moyen ou fort (75,2 % au niveau départemental et 48,5 % au niveau national). Sur les 292 bâtiments dénombrés sur la commune en 2019, 11 sont en aléa moyen ou fort, soit 4 %, à comparer aux 94 % au niveau départemental et 54 % au niveau national. Une cartographie de l'exposition du territoire national au retrait gonflement des sols argileux est disponible sur le site du BRGM,.

#### Risques technologiques
La commune est en outre située en aval du barrage de Laprade, de classe A, mis en eau en 1984, d’une hauteur de 30,9 mètres et retenant un volume de 8,8 millions de mètres cubes. À ce titre elle est susceptible d’être touchée par l’onde de submersion consécutive à la rupture de cet ouvrage.

#### Risque particulier
Dans plusieurs parties du territoire national, le radon, accumulé dans certains logements ou autres locaux, peut constituer une source significative d’exposition de la population aux rayonnements ionisants. Certaines communes du département sont concernées par le risque radon à un niveau plus ou moins élevé. Selon la classification de 2018, la commune de Fontiers-Cabardès est classée en zone 3, à savoir zone à potentiel radon significatif.

## Histoire

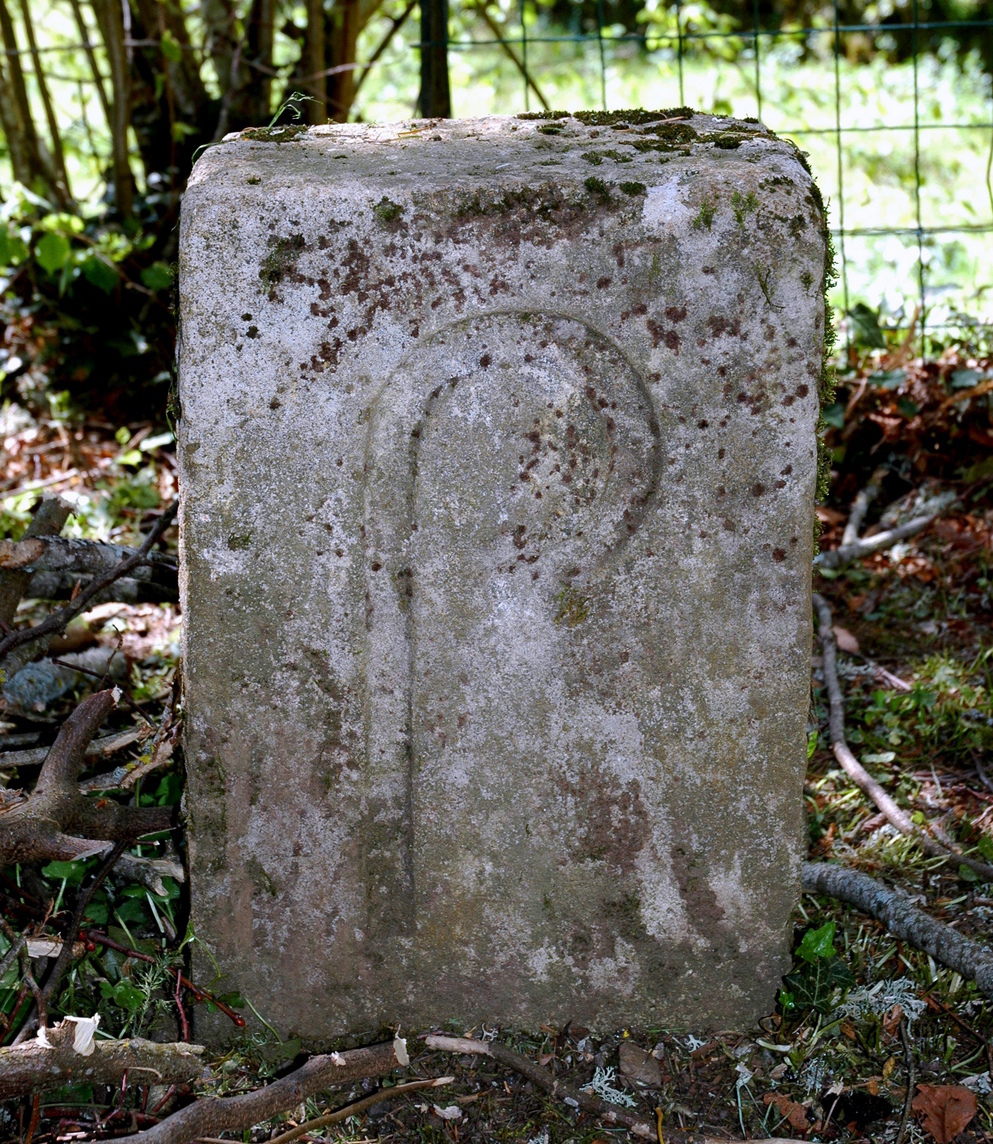
Borne en pierre ornée de la crosse épiscopale marquant l'ancienne propriété des évêques de Carcassonne dans la forêt de la Loubatière.

### Moyen-âge
Fontiers est fondée en 1203 par des seigneurs du voisinage : Sicard de Puylaurens et Éleazar d'Aragon. Il est réuni à la Couronne de France à la suite de la conquête de la croisade des Albigeois.
La commune de Fontiers était formée primitivement de plusieurs hameaux, souvent assez éloignés les uns des autres : Fontiers, Lacombe, les Bordes, la Fonde, la Canade, la Coulagne. Le roi de France Philippe le Bel avait donné aux habitants de Fontiers et de Saint-Denis, villages créés comme il le spécifiait dans sa charte pour le défrichement des forêts, le droit de prendre du bois pour construire leurs habitations. Il voulut réglementer cette autorisation à cause des abus qui se produisaient et en chargea le sénéchal de Carcassonne en février 1307.
Pierre de Rochefort, évêque de Carcassonne  créa un peu plus tard en 1315 la Chartreuse de La Loubatière dans la forêt du même nom situé à proximité de Fontiers. Après avoir occupés la partie basse du village vers le « Cammas de Bonnet », les premiers habitants, s'établirent vers la fin du XIVe et le début du XVe siècle dans la partie haute du village actuel en construisant une nouvelle église dédiée à Saint-Pierre, qui fut reconstruite au XVIe siècle en prenant le nom de Saint-Clément.
La forêt de la Loubatière appartenait à l'évêque de Carcassonne, les bornes en pierre qui marquaient ses limites étaient ornées de la crosse épiscopale. La forêt est devenue domaniale en 1791.
En 2024, à peu de distance de la maison forestière (qui a remplacé la ferme des Chartreux) subsistent les ruines isolées, couvertes de lierre, d'une église ; cet édifice dépendait de la Chartreuse ; elle portait le nom de Notre-Dame-de-Beaulieu, puis celui de Sainte-Marie-de-la-Loubatière ; une fontaine source abondante et glaciale, fut établie au milieu du cloître de la Loubatière en 1332 à la suite d'une donation de Pierre De Jean, évêque de Carcassonne.

### XVesiècle

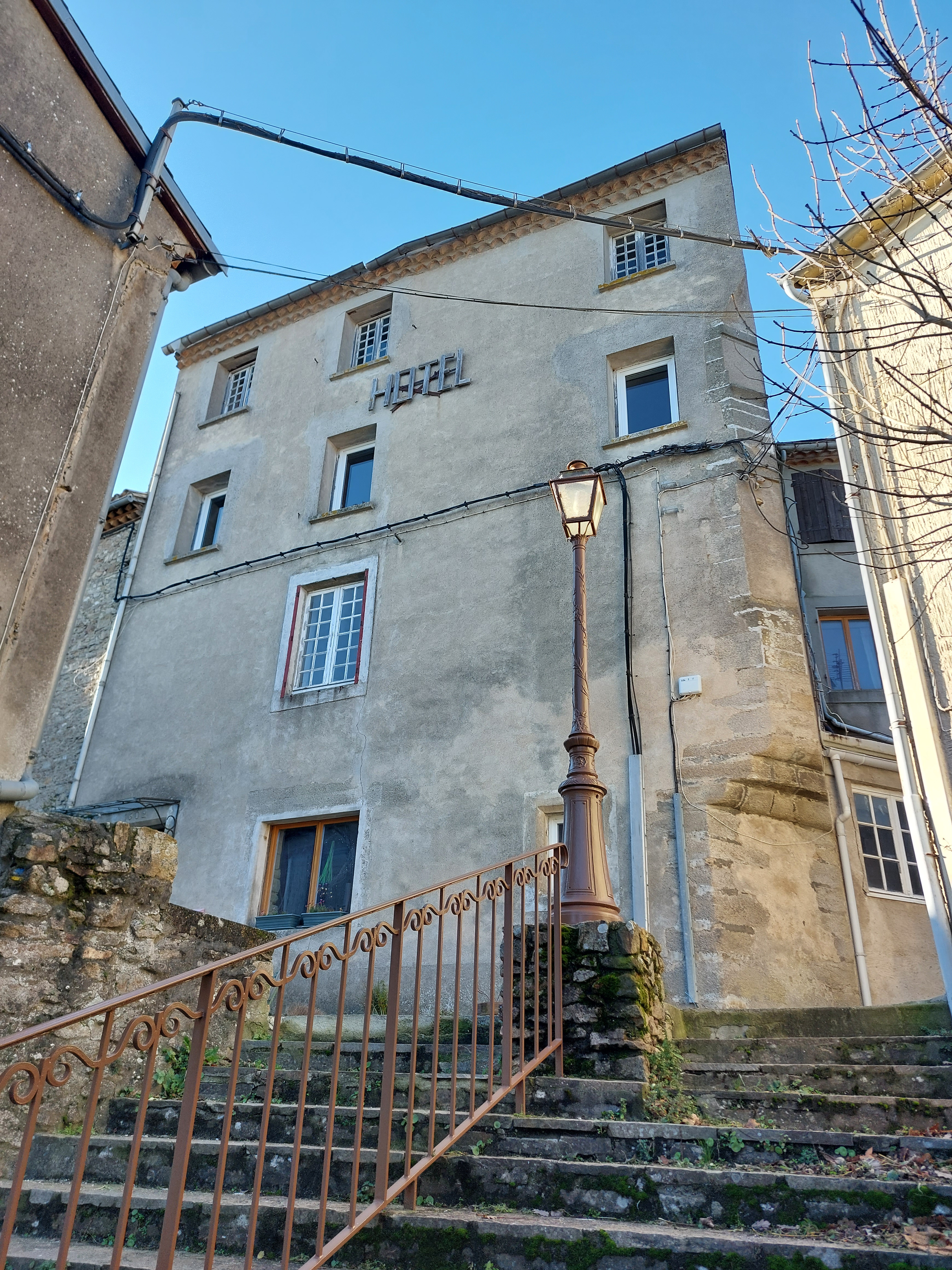
Ancien « hôtel Cendral », situé à l'emplacement du château.

L'ancien « hôtel Cendral » et la maison voisine occupent l'emplacement du château. Derrière l'hôtel, une porte du XVe siècle nous donne l'époque de la construction (qui fut remaniée au XVIIe siècle) ou la date de 1602 est indiquée en façade. La tour dite « de l'horloge », à côté, est le dernier vestige de la porte ouest de l'enceinte du village. Elle date de la fin du XVe siècle.

### XVIIIesiècle

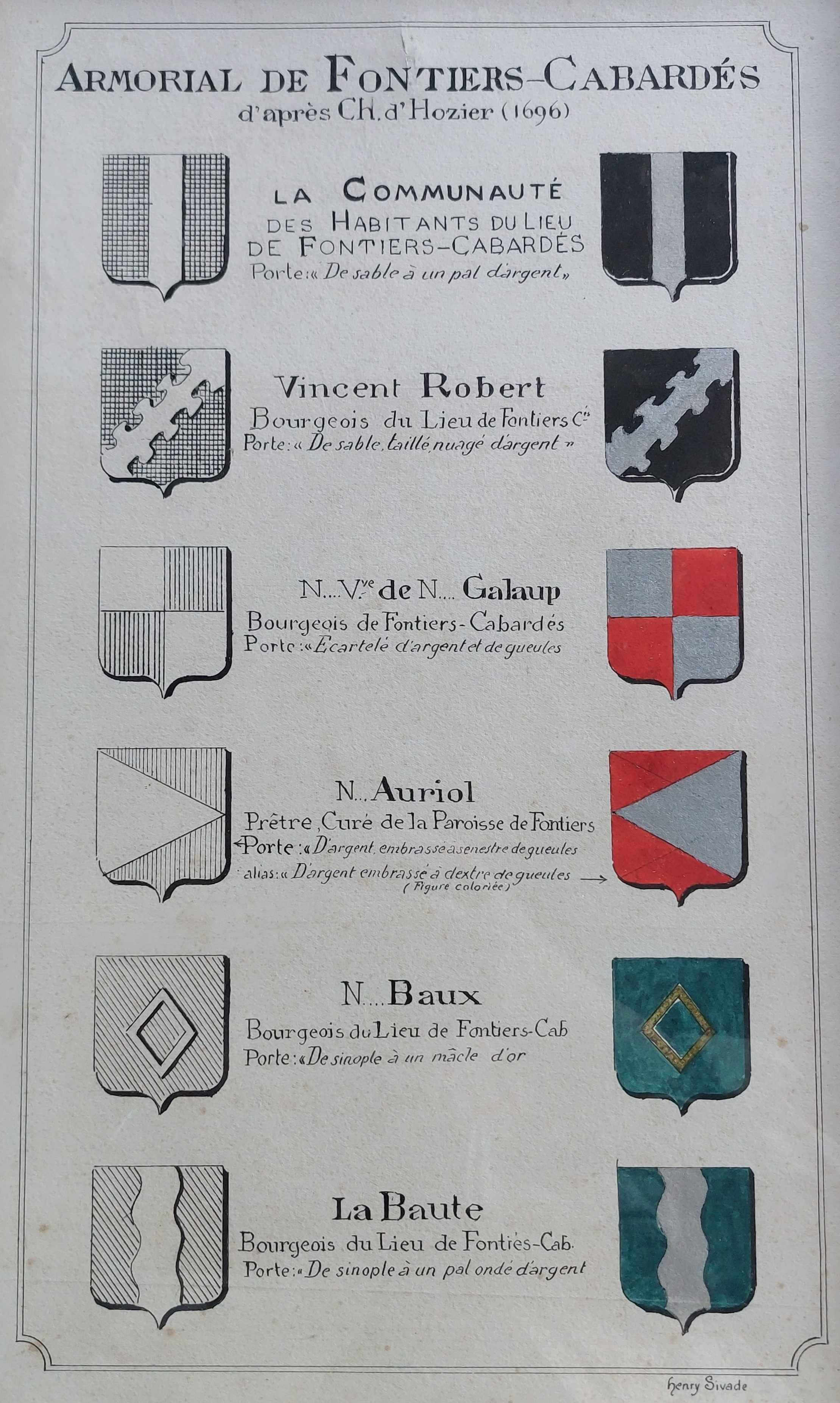
Armorial des bourgeois de Fontiers-Cabardès en 1696 d'après Charles d'Hozier (1640-1732) par Henri Sivade (1865-1945).

En mai 1753, une affaire criminelle, celle du meurtre de Louis Cals, marqua la vie du village. Les deux meurtriers présumés, réussirent à s'enfuir par ruse de la prison de Carcassonne et ne furent jamais repris.

### Période contemporaine

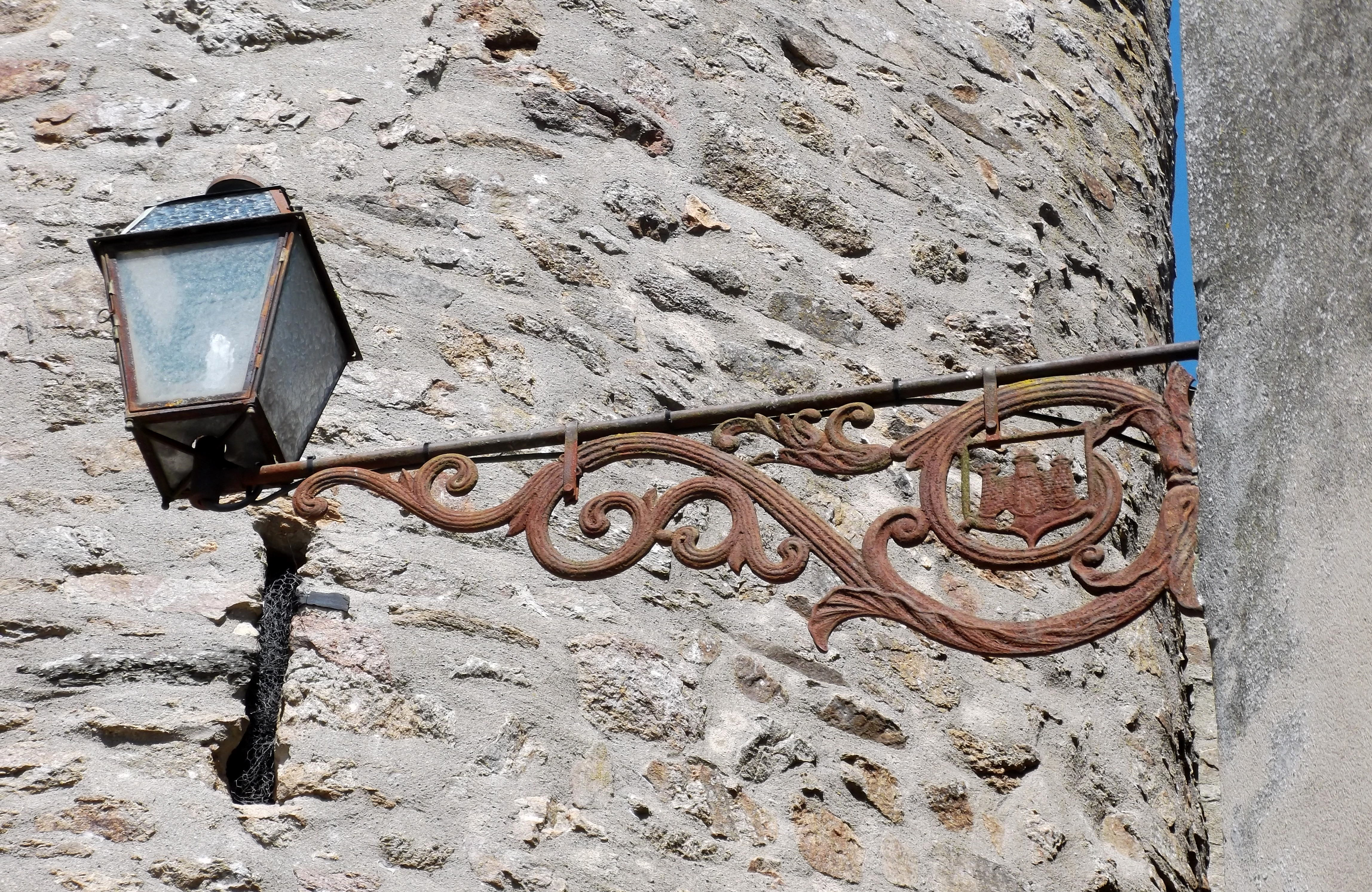
Support ayant servit pour l'éclairage à acétylène, provenant de Carcassonne, situé à côté de « la tour de l'horloge ».

En 1907, la municipalité, dirigée par le maire Henri Cauquil, choisie l'éclairage à acétylène pour le village en installant une usine de production dans l'ancienne remise du presbytère. Ce procédé sera utilisé pendant 10 ans pour être remplacé en 1920 par l'éclairage électrique.
Après l'inauguration en 1975 de l'usine de salaisons du Languedoc (S.O.S.A.L), un nouveau quartier fut créé au début des années 1980 sur la partie haute du village, qui donna naissance au lotissement de « Fontiers-Plaisance ».
En août 2000 eut lieu sur les territoires de Fontiers-Cabardès et Brousses-et-Villaret (commune limitrophe) une  Rave party (fête de la musique techno) non autorisée qui eu un retentissement national. Plus de 15 000 personnes pendant cinq jours firent la fête jour et nuit. Le maire de Fontiers devant l'ampleur de la situation sanitaire, pris le parti d'acheter une pompe à eau dans le but d'utiliser un ancien captage d'eau situé en contrebas du champ occupé par les raveurs. Après la manifestation le nettoyage des lieux fut assuré en partie par des détenus de la maison d'arrêt de Carcassonne en fin de peine.

## Politique et administration

### Découpage territorial
La commune de Fontiers-Cabardès est membre de la communauté de communes de la Montagne noire, un établissement public de coopération intercommunale (EPCI) à fiscalité propre créé le 1er janvier 2014 dont le siège est à Les Ilhes. Ce dernier est par ailleurs membre d'autres groupements intercommunaux dont le pôles d'équilibre territoriaux et ruraux, Pays carcassonnais.
Sur le plan administratif, elle est rattachée à l'arrondissement de Carcassonne, au département de l'Aude, en tant que circonscription administrative de l'État, et à la région Occitanie.
Sur le plan électoral, elle dépend du canton de la Malepère à la Montagne Noire pour l'élection des conseillers départementaux, depuis le redécoupage cantonal de 2014 entré en vigueur en 2015, et de la troisième circonscription de l'Aude  pour les élections législatives, depuis le redécoupage électoral de 1986.

### Liste des maires

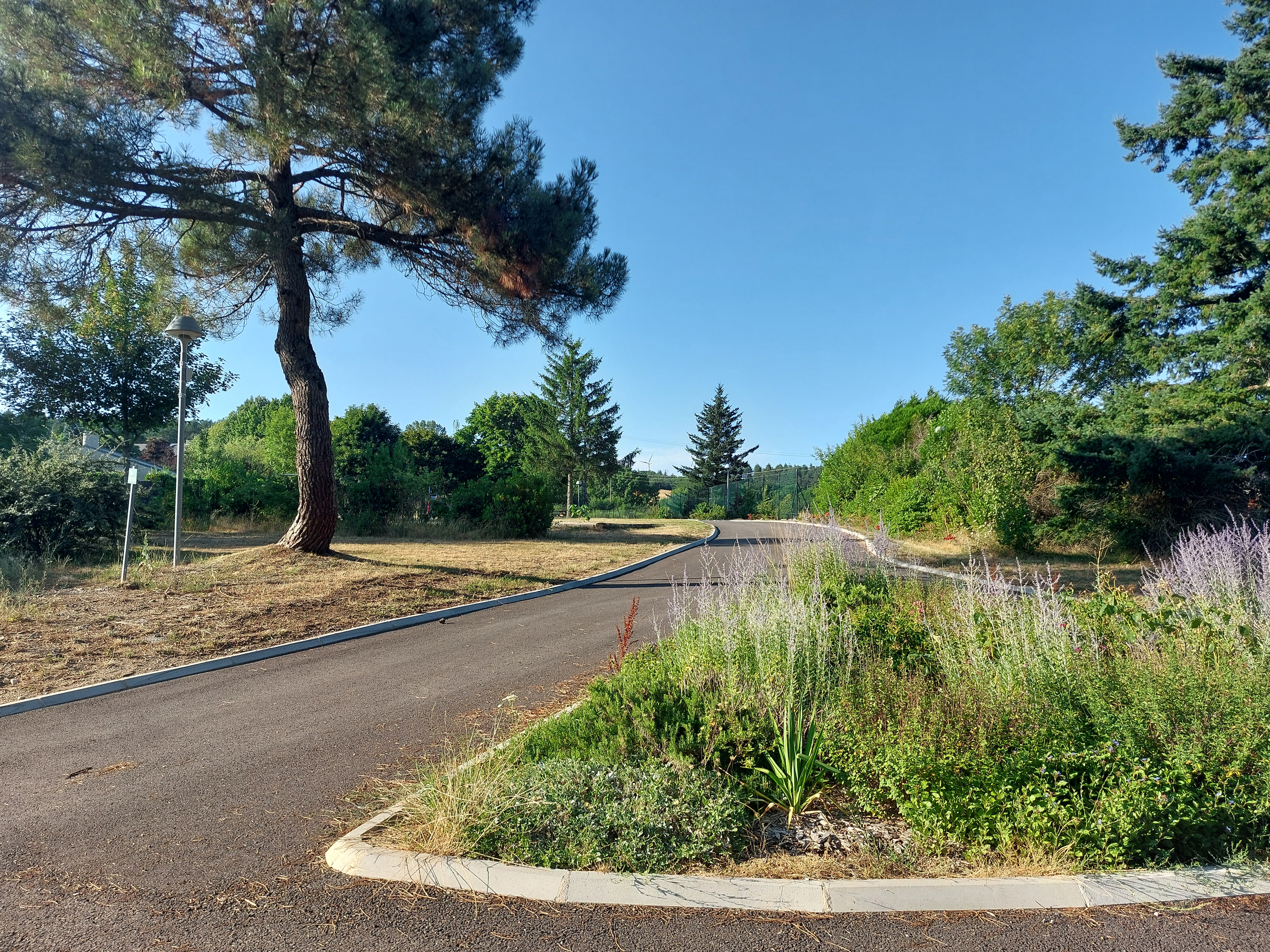
Vue partielle du quartier de Plaisance.
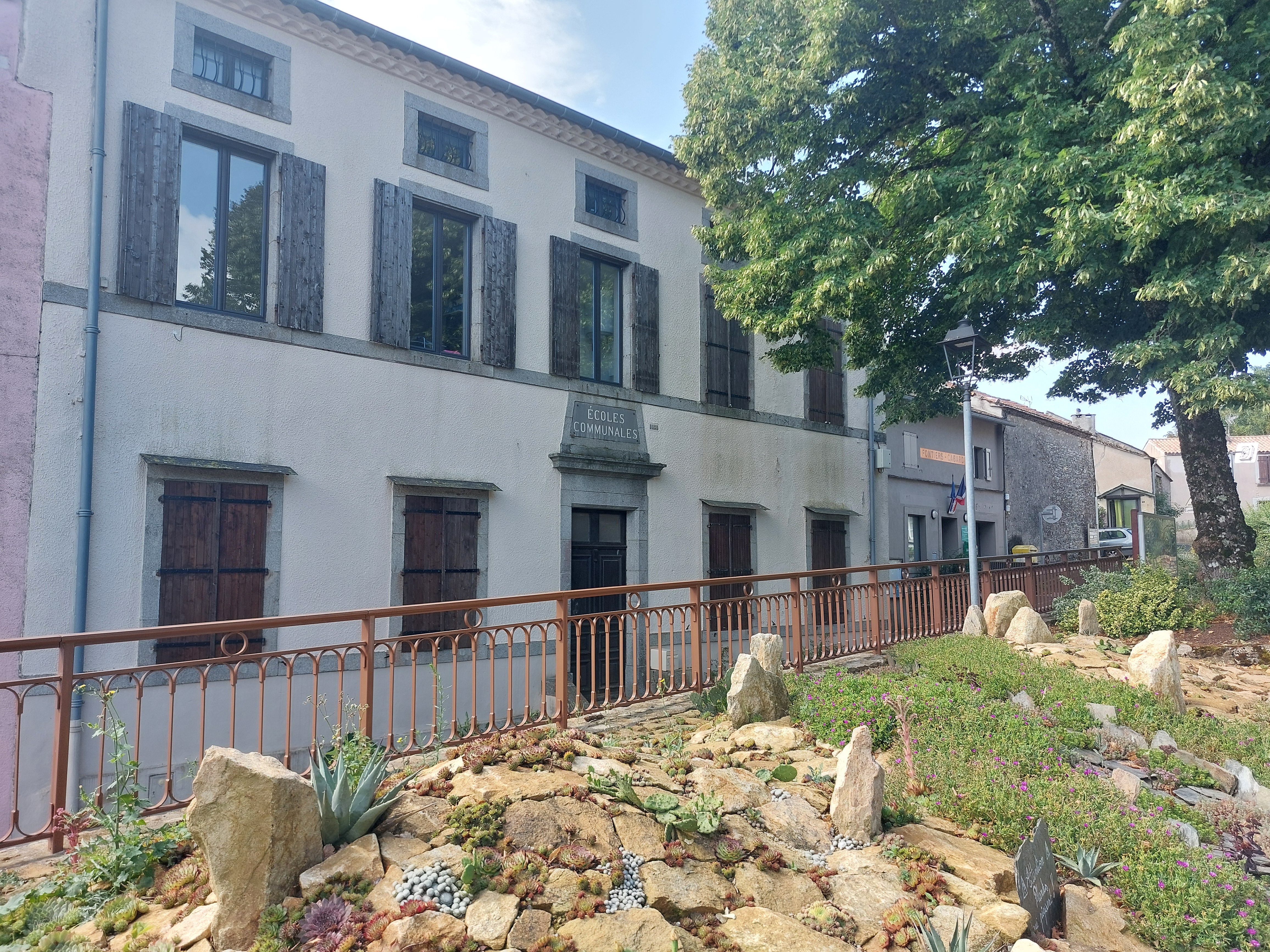
Façade principale de l'école construite en 1881.
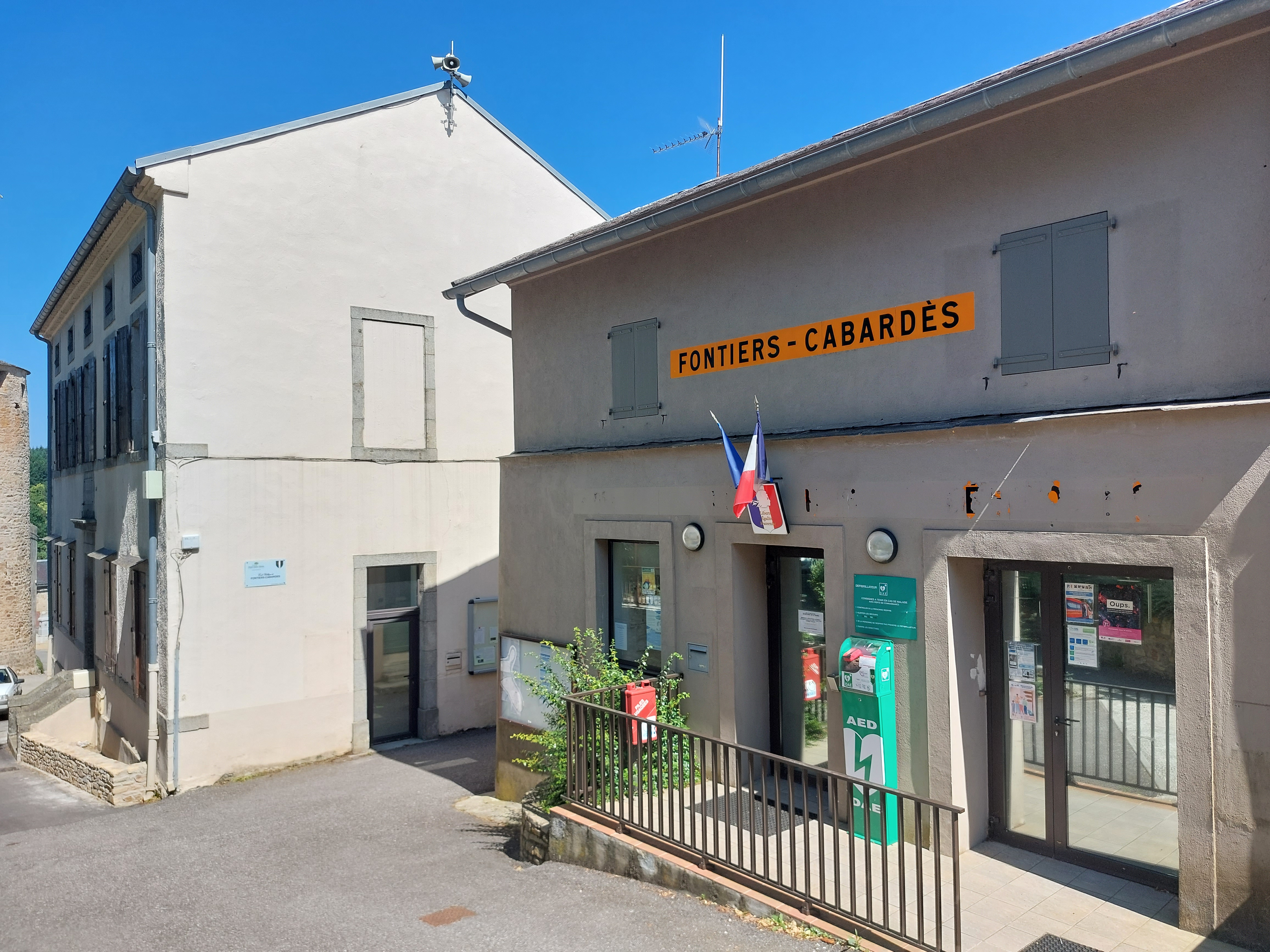
Au premier plan, la mairie et l'école communale.
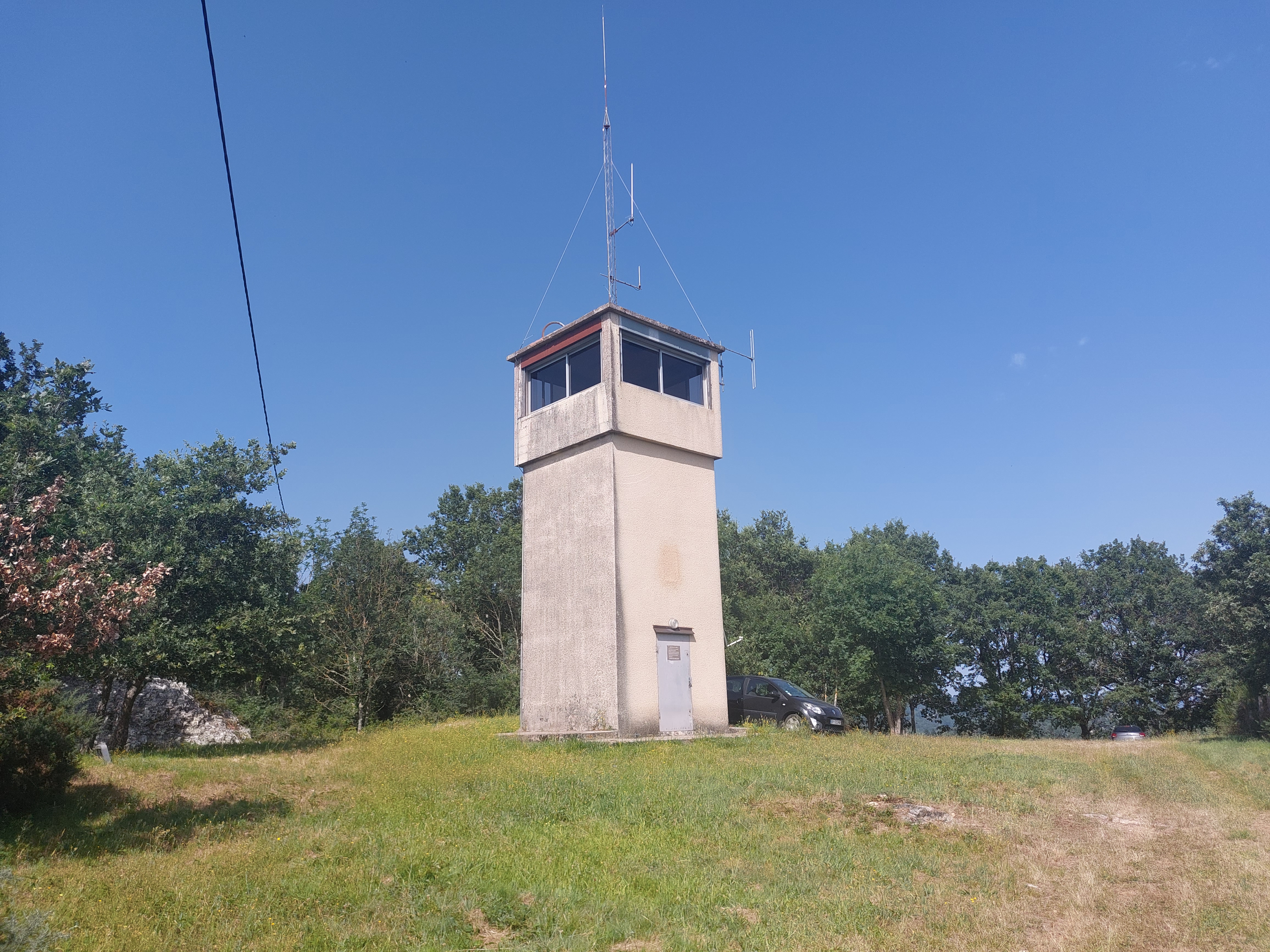
La Tour de guet du Service départemental d'incendie et de secours.

### Instances judiciaires et administratives
Les juridictions compétentes pour la commune de Fontiers-Cabardès sont le tribunal d'instance de Carcassonne, le tribunal de grande instance de Carcassonne, la cour d'appel de Montpellier, le tribunal pour enfants de Carcassonne, le conseil de prud'hommes de Carcassonne, le tribunal de commerce de Carcassonne, le tribunal administratif de Montpellier et la cour administrative d'appel de Marseille.

### Pompiers et gendarmerie
- Le centre de secours le plus proche est celui de Cuxac-Cabardès. La commune est équipée de l'une des 19 Tour de guet pour surveiller les départs d'incendies, installées dans l'Aude[47].
- La brigade de gendarmerie de Cuxac-Cabardès, faisant partie de la « Communauté de brigades de la Montagne Noire » (COB) est chargée de la surveillance de la commune[48].

## Population et société

### Démographie
| 1793 | 1800 | 1806  | 1821  | 1831  | 1836  | 1841  | 1846  | 1851  |
| ---- | ---- | ----- | ----- | ----- | ----- | ----- | ----- | ----- |
| 839  | 938  | 1 008 | 1 035 | 1 099 | 1 073 | 1 077 | 1 113 | 1 104 |

| 1856  | 1861  | 1866 | 1872 | 1876 | 1881 | 1886 | 1891 | 1896 |
| ----- | ----- | ---- | ---- | ---- | ---- | ---- | ---- | ---- |
| 1 122 | 1 127 | 459  | 434  | 431  | 387  | 378  | 368  | 365  |

| 1901 | 1906 | 1911 | 1921 | 1926 | 1931 | 1936 | 1946 | 1954 |
| ---- | ---- | ---- | ---- | ---- | ---- | ---- | ---- | ---- |
| 370  | 336  | 348  | 282  | 248  | 235  | 227  | 245  | 237  |

| 1962 | 1968 | 1975 | 1982 | 1990 | 1999 | 2006 | 2007 | 2012 |
| ---- | ---- | ---- | ---- | ---- | ---- | ---- | ---- | ---- |
| 305  | 205  | 245  | 307  | 306  | 324  | 407  | 419  | 440  |

| 2017 | 2022 | - | - | - | - | - | - | - |
| ---- | ---- | - | - | - | - | - | - | - |
| 454  | 467  | - | - | - | - | - | - | - |

### Enseignement
Le village possède une école maternelle et primaire. Le collège Antoine Courrière se situe à 3,5 km.

### Festivités et manifestations
- Depuis 2020, le « Festival des plantes de la Montagne Noire » à lieu au mois d'octobre[53].
- Depuis 2019, « Le chat barré » un cabaret champêtre ouvre ses portes pendant la saison estivale[54],[55].
- La fête du village a lieu chaque année en août.
- Deux vide-greniers sont organisés sur le bosquet annuellement.
- Toute l'année des concerts sont programmés au « Club 620 » (bar-restaurant musical). Depuis le début des années 80, ce lieu emblématique de la Montagne Noire, a vu passer de nombreux artistes, dont le guitariste et chanteur britannique, Kevin Ayers  qui résidait dans la commune voisine de Montolieu[56],[57].

#### La vie associative
Plusieurs associations participent à la vie du village:
- Arts et Patrimoines, préservation du patrimoine naturel et bâti du village, organisation du « Festival des plantes »[58].
- Forêtvert-Forever, ateliers de plantations et d'aide à la transition écologique[59];
- Le Chat Barré, cabaret champêtre estival[60];
- Montagne Noire Avenir, préservation du patrimoine naturel et environnemental[61];
- Fontiers-Cabardès Loisirs, animations et sorties[62];
- Familles Rurales, éducation populaire[63].

### Médias
La presse est représentée par les grands quotidiens régionaux: La Dépêche du Midi, L'Indépendant et Midi Libre avec un correspondant local.

#### Radios locales
Une radio associative, « Radio Saphir », créée en 1987, avait son siège dans le village, transféré en 2004 à Montpellier, et son studio dans la « tour de l'horloge » avant de passer sous le pavillon de RFM en 1990.

### Sports

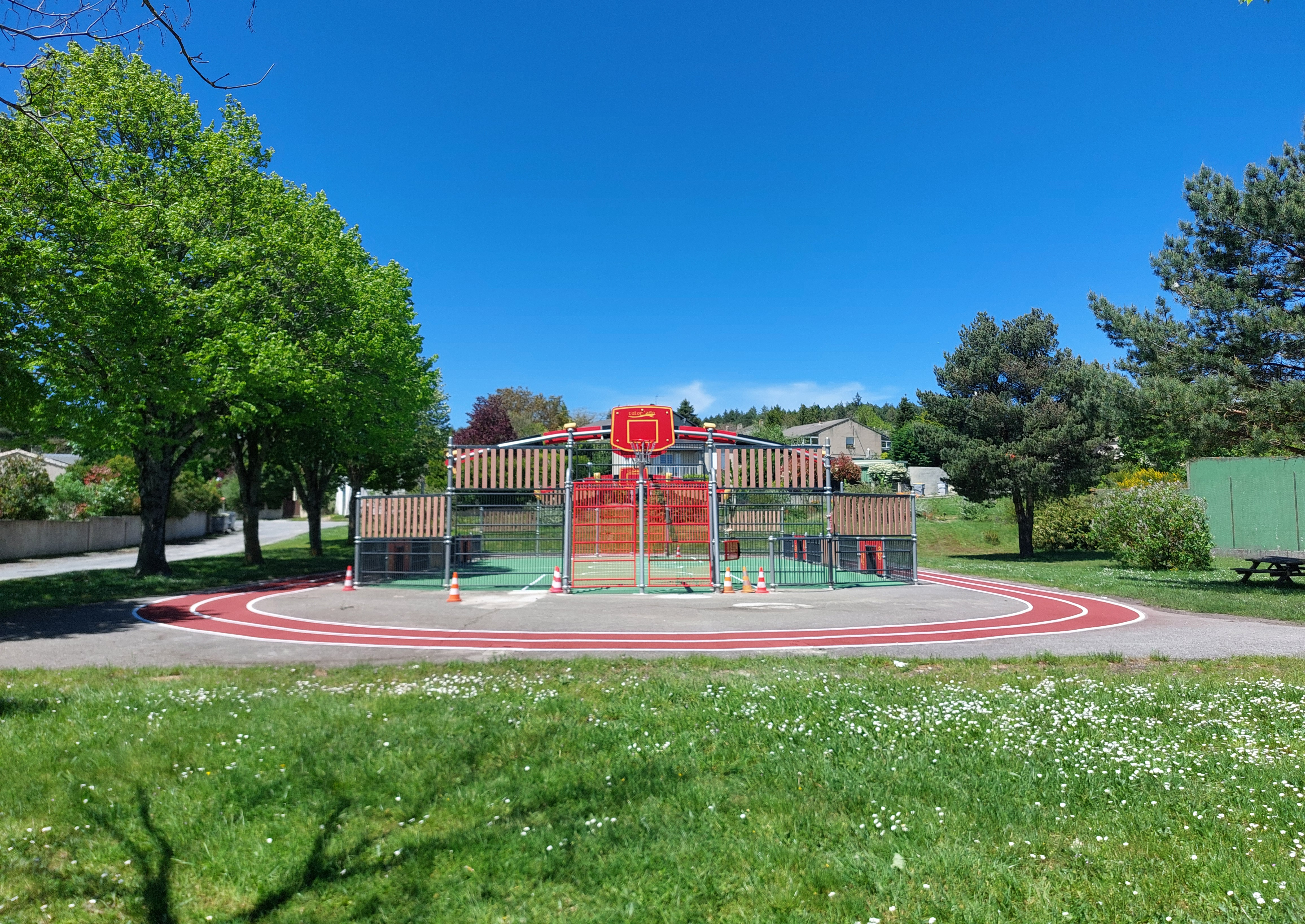
Le City-Stade situé à côté de l'un des courts de tennis.

Le village est équipé de terrains de pétanque, de deux courts de tennis, jouxtant, depuis novembre 2023, un City Stade ainsi qu'un terrain de football, situés en extérieurs.

#### Triathlon
Après une coupure de près de 20 ans, la 2e édition du Triathlon de la Montagne Noire eu lieu en 2010 sous l'impulsion du Comité des Fêtes et du « Triathlon Club de Carcassonne ».
Au fil des ans, l'épreuve est devenue un moment clé de l'été (toujours le premier week-end d'août) en accueillant 70 athlètes lors de la première édition à plus de 800 en 2019. En 2015, une association distincte du comité des fêtes « Sport en Montagne Noire » est créée pour gérer l'épreuve et développer le tourisme sportif. Sous la présidence de Bertrand Avignon elle devient le premier club de Triathlon en Montagne Noire, avec pour ambition de faire du territoire un centre d'entraînement pour Paris 2024,. En décembre 2022, celui-ci décide pour des raisons personnelles de ne pas se représenter lors de l'assemblée générale annuelle entrainant l'arrêt de l'épreuve annuelle
En novembre 2019, à l'occasion du Congrès des maires, le Comité d'organisation des Jeux olympiques Paris 2024 a révélé la liste des 500 premières communes labellisées « Terre de Jeux 2024 » ; Fontiers-Cabardès est le premier village d'Occitanie (moins de 1000 habitants) à être labellisé pour participer à l'aventure olympique.

#### Sport automobile
C'est l'un des lieux de passages du « Rallye de la Montagne Noire » créé en 1973, épreuve majeure du championnat de France des rallyes de deuxième division,,,,.

#### Projet de création d'un golf

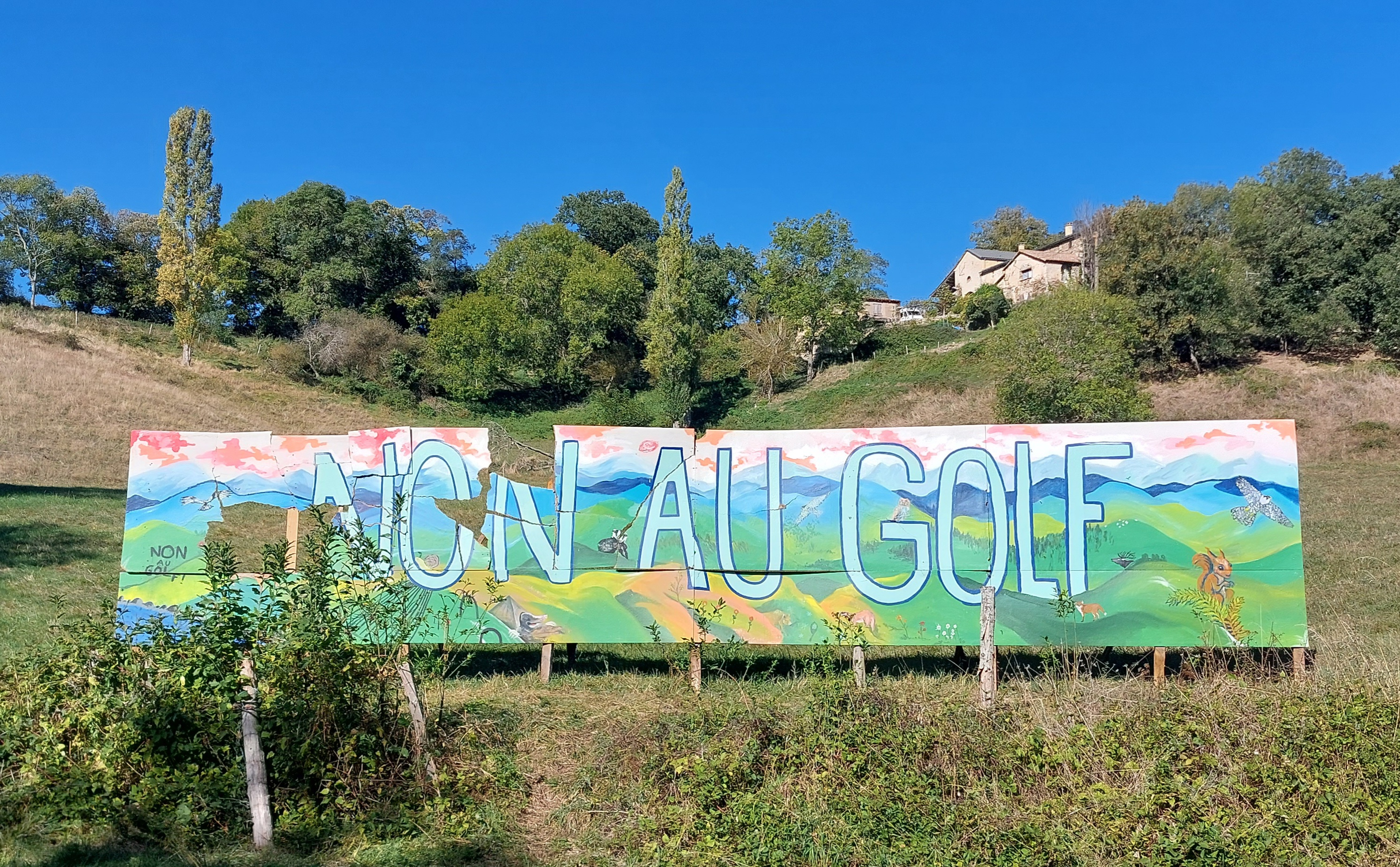
Panneau installé par les opposants au projet du golf, au pied de la ferme du Colombier.

À la suite de la fermeture de l'usine de salaisons « Campofrio Montagne Noire » début 2005, un projet controversé de golf 18 trous est en cours depuis octobre 2006, sur le site des « Augers » couvrant près de 230 hectares. Il est porté par le groupe Lacoste,. Le 12 juin 2023, la députée de Paris, Sandrine Rousseau accompagnée de la secrétaire nationale d'Europe Écologie Les Verts, Marine Tondelier, se sont rendues sur les lieux pour dénoncer, selon leurs déclarations, « un projet inutile »,. Le 16 janvier 2024, lors d'une conférence de presse, le préfet de l'Aude, Christian Pouget, annonce son opposition à « un projet d'un autre temps »,,,. Le 28 octobre 2024, l'arrêté portant création d’unité touristique nouvelle (UTN) est frappé de caducité par l'État, entrainant l'impossibilité de dépôt du projet. Le porteur de projet et la Chambre de commerce et d'industrie de l'Aude reste engagés dans la réalisation de celui-ci,.

## Économie

### Revenus
En 2018 (données INSEE publiées en septembre 2021), la commune compte 188 ménages fiscaux, regroupant 437 personnes. La médiane du revenu disponible par unité de consommation est de 17 950 € (19 240 € dans le département).

### Emploi
| Division       | 2008   | 2013   | 2018   |
| -------------- | ------ | ------ | ------ |
| Commune        | 9,5 %  | 8,7 %  | 10,7 % |
| Département    | 10,2 % | 12,8 % | 12,6 % |
| France entière | 8,3 %  | 10 %   | 10 %   |

En 2018, la population âgée de 15 à 64 ans s'élève à 261 personnes, parmi lesquelles on compte 76,8 % d'actifs (66 % ayant un emploi et 10,7 % de chômeurs) et 23,2 % d'inactifs,. Depuis 2008, le taux de chômage communal (au sens du recensement) des 15-64 ans est inférieur à celui du département, mais supérieur à celui de la France.
La commune fait partie de la couronne de l'aire d'attraction de Carcassonne, du fait qu'au moins 15 % des actifs travaillent dans le pôle,. Elle compte 73 emplois en 2018, contre 70 en 2013 et 57 en 2008. Le nombre d'actifs ayant un emploi résidant dans la commune est de 173, soit un indicateur de concentration d'emploi de 42 % et un taux d'activité parmi les 15 ans ou plus de 54,9 %.
Sur ces 173 actifs de 15 ans ou plus ayant un emploi, 60 travaillent dans la commune, soit 34 % des habitants. Pour se rendre au travail, 85,7 % des habitants utilisent un véhicule personnel ou de fonction à quatre roues, 9,7 % s'y rendent en deux-roues, à vélo ou à pied et 4,6 % n'ont pas besoin de transport (travail au domicile).

### Activités hors agriculture

#### Secteurs d'activités
32 établissements sont implantés à Fontiers-Cabardès au 31 décembre 2019. Le tableau ci-dessous en détaille le nombre par secteur d'activité et compare les ratios avec ceux du département,.
| Secteur d'activité                                                                                        | Commune | Commune | Département |
| Secteur d'activité                                                                                        | Nombre  | %       | %           |
| --- | ------- | ------- | ----------- |
| Ensemble                                                                                                  | 32      |         |             |
| Industrie manufacturière, industries extractives et autres                                                | 1       | 3,1 %   | (8,8 %)     |
| Construction                                                                                              | 5       | 15,6 %  | (14 %)      |
| Commerce de gros et de détail, transports, hébergement et restauration                                    | 10      | 31,3 %  | (32,3 %)    |
| Information et communication                                                                              | 1       | 3,1 %   | (1,6 %)     |
| Activités spécialisées, scientifiques et techniques et activités de services administratifs et de soutien | 5       | 15,6 %  | (13,3 %)    |
| Administration publique, enseignement, santé humaine et action sociale                                    | 6       | 18,8 %  | (13,2 %)    |
| Autres activités de services                                                                              | 4       | 12,5 %  | (8,8 %)     |

Le secteur du commerce de gros et de détail, des transports, de l'hébergement et de la restauration est prépondérant sur la commune puisqu'il représente 31,3 % du nombre total d'établissements de la commune (10 sur les 32 entreprises implantées à Fontiers-Cabardès), contre 32,3 % au niveau départemental.

#### Entreprises, services et commerces
L'ancienne « usine de Bertrande » qui fut tout d'abord un moulin servit en 1746 de fabrique à papier, puis successivement de filature, fabrique de cartons, colonie de vacances et de collège.
En 2025, le village compte : une épicerie-tabac-laverie, un bar/restaurant, un restaurant, un réparateur-vendeur d'appareils d'électro-ménager reconditionnés, une agence postale, une bibliothèque, un dentiste et un ostéopathe. Deux architectes, un électricien, un plombier et un abattoir de volailles sont également implantés sur la commune,.
Plusieurs gites et chambres d'hôtes avec le « camping du bois fleuri », équipé de Mobil-Homes, participent à l'offre d'accueil touristique.

### Agriculture
|                                   | 1988 | 2000 | 2010 |
| --------------------------------- | ---- | ---- | ---- |
| Exploitations                     | 9    | 9    | 8    |
| Superficie agricole utilisée (ha) | 391  | 455  | 330  |

La commune fait partie de la petite région agricole dénommée  Montagne Noire . En 2010, l'orientation technico-économique de l'agriculture  sur la commune est l'élevage d'ovins et de caprins. Huit exploitations agricoles ayant leur siège dans la commune sont dénombrées lors du recensement agricole de 2010 (neuf en 1988). La superficie agricole utilisée est de 330 ha.
En 2025, le village compte trois exploitations productrices de fromages. Une de chêvres «la ferme du Colombier » et deux de vaches, « la ferme du Camas de Bonnet » et  « la ferme Montplaisir »,,.

## Culture locale et patrimoine

### Lieux et monuments
- « Le Bosquet » est la place principale du village. Il aurait été dessiné par le jardinier André Le Nôtre, dont une rue à proximité porte son nom, quand Pierre-Paul Riquet qui résidait au château de Fontiers (situé à côté de la tour de l'horloge) a entrepris la création de la Rigole de la montagne pour alimenter le canal du Midi avec les eaux de la Montagne Noire. Elle est située à La prise d'Alzeau sur la commune d'Arfons dans le Tarn, voisine de Lacombe, à l'époque faisant partie de Fontiers-Cabardès.
- L'église Saint-Clément (à l'exception du porche) est inscrite aux monuments historiques depuis le 14 avril 1948. Elle possède une nef à quatre travées charpentée sur arcs diaphragmes et quatre chapelles du XVIe siècle, un chevet à cinq pans, des chapiteaux corinthiens, six chapelles latérales, une chapelle au nord du chœur (1535-1537), un clocher comportant 17 cloches et des piliers du chevet antérieurs au XVIe siècle.
- La tour dite « de l'horloge » datant de la fin du XVe siècle, mesurant 18 m de haut est le dernier vestige de la porte ouest de l'enceinte du village. Elle possède une cloche datée de 1611 provenant de l'ancienne Chartreuse de la Loubatière. La tour est classée à l'inventaire des monuments historiques depuis le 14 janvier 1944. À côté, sur la place de l'aubépine, se trouve une fontaine de 1727 dont la partie supérieure a été refaite en 1821.
- L'ensemble des trois « fontaines de la Samaritaine » (1834-1854-1871) dont deux ont été bâties par l'abbé Raymond Escribe (1804-1876). Celle de 1871 est inscrite à l'inventaire des monuments historiques depuis 1944. Le village possède en tout sept fontaines publiques.
- Les deux cimetières, l'ancien, qui n'accepte plus de sépultures depuis 1972, situé à côté de l'église, et le nouveau à « Montplaisir ».
- Le monument aux morts, situé sur le bosquet du village[94].

Les lieux et monuments emblématiques du village
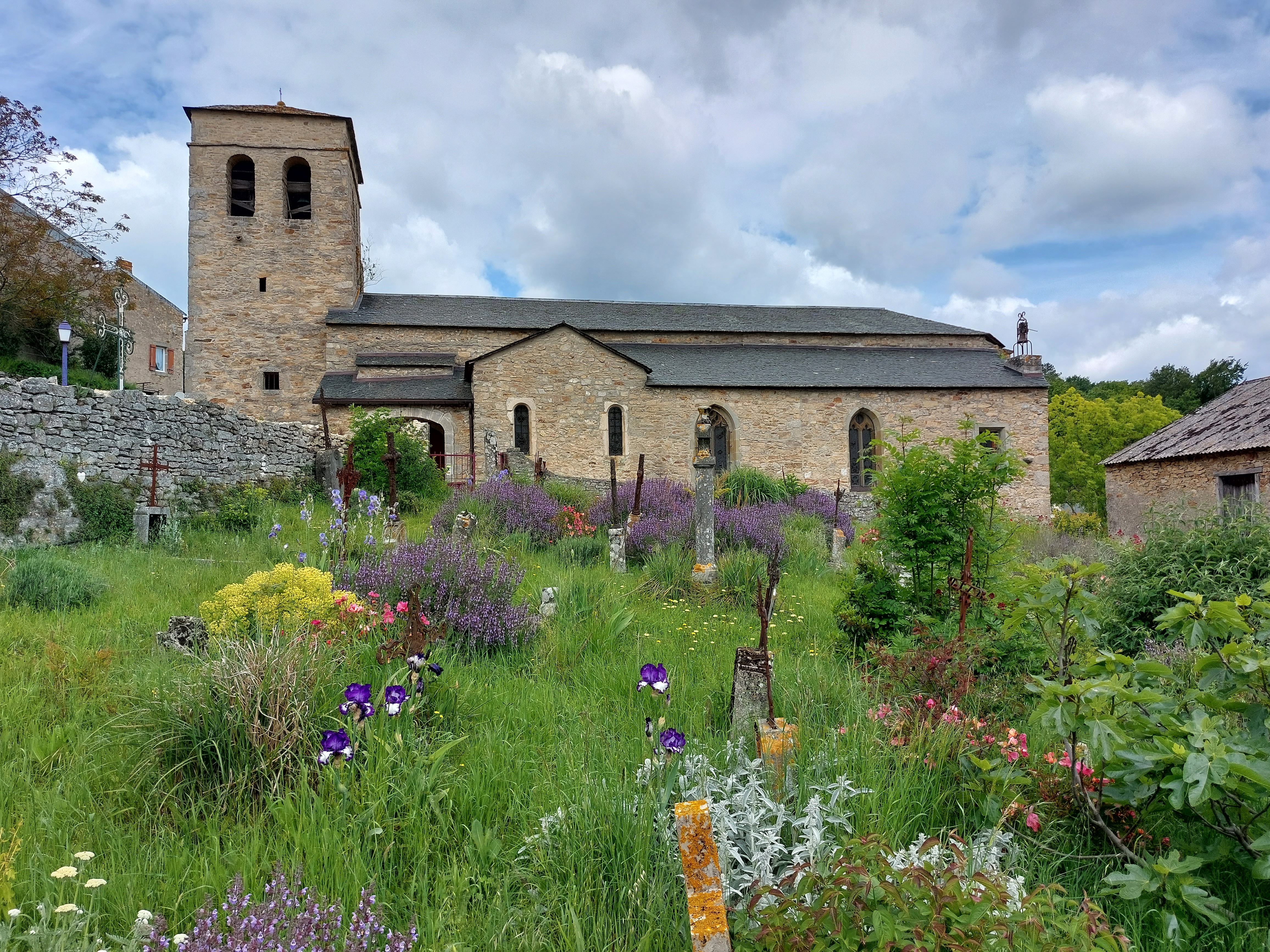
L'église Saint-Clément et l'ancien cimetière.
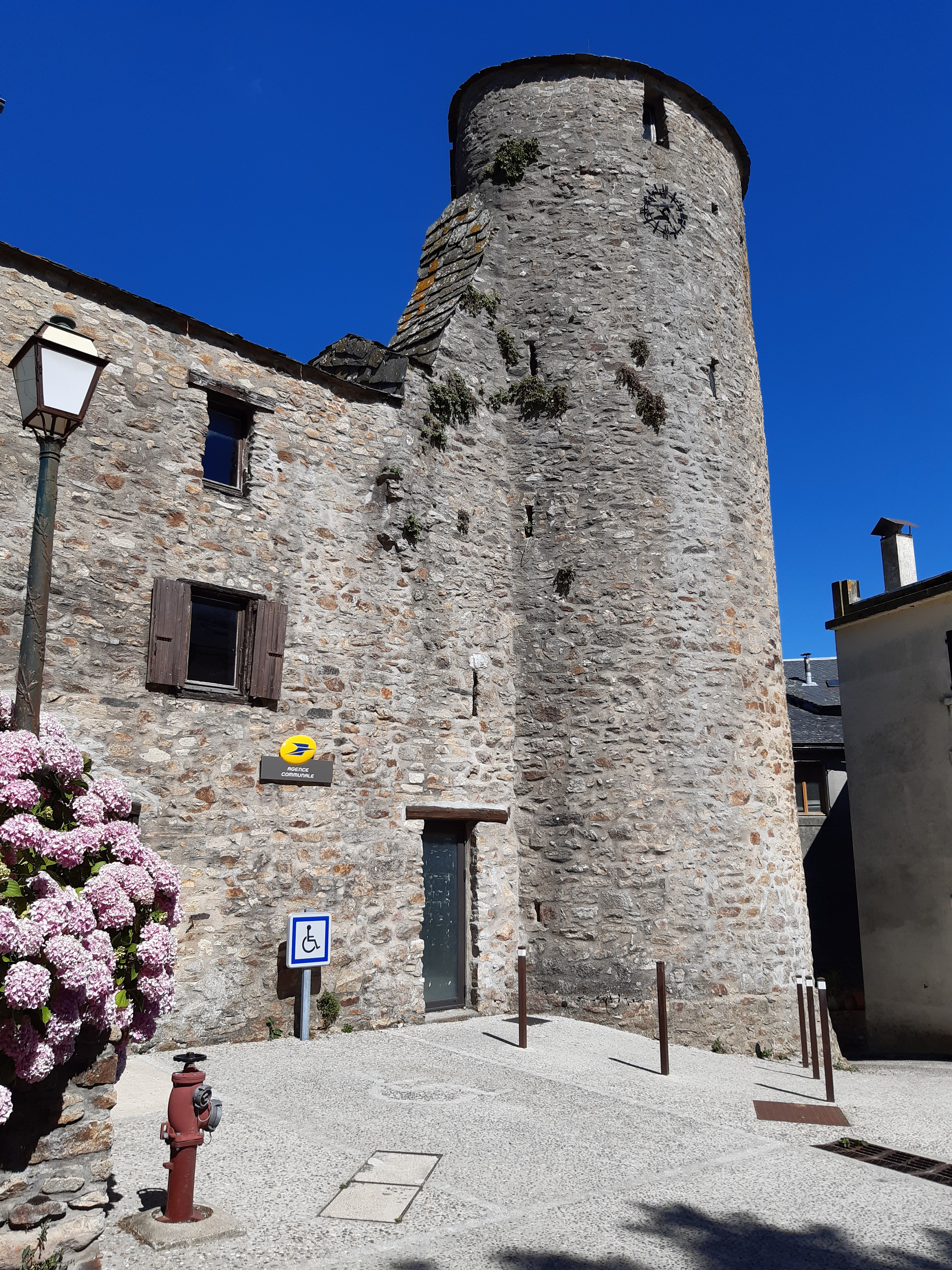
La tour dite de « l'horloge », située à côté de l'ancien château.
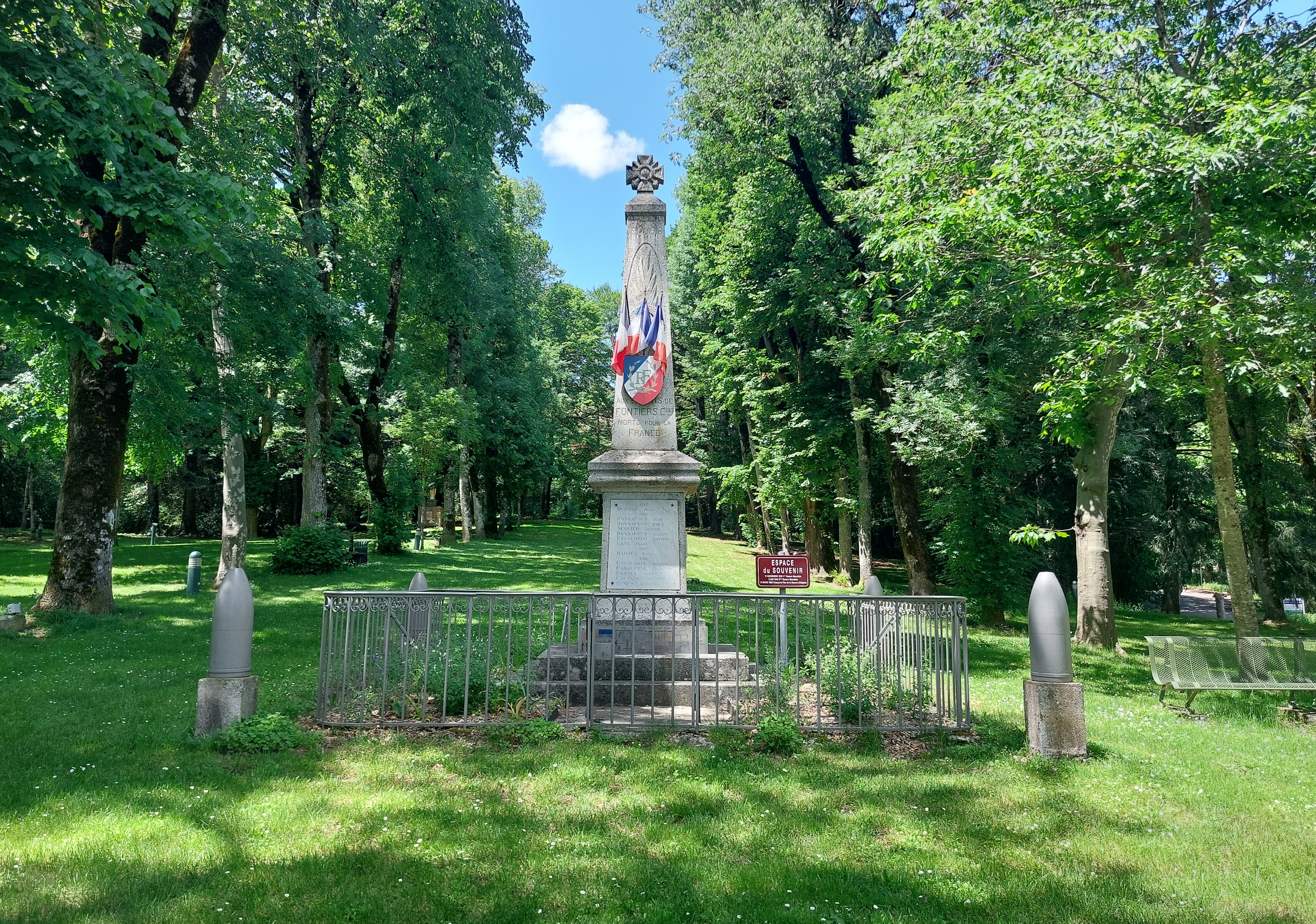
Le monument aux morts situé sur le bosquet.
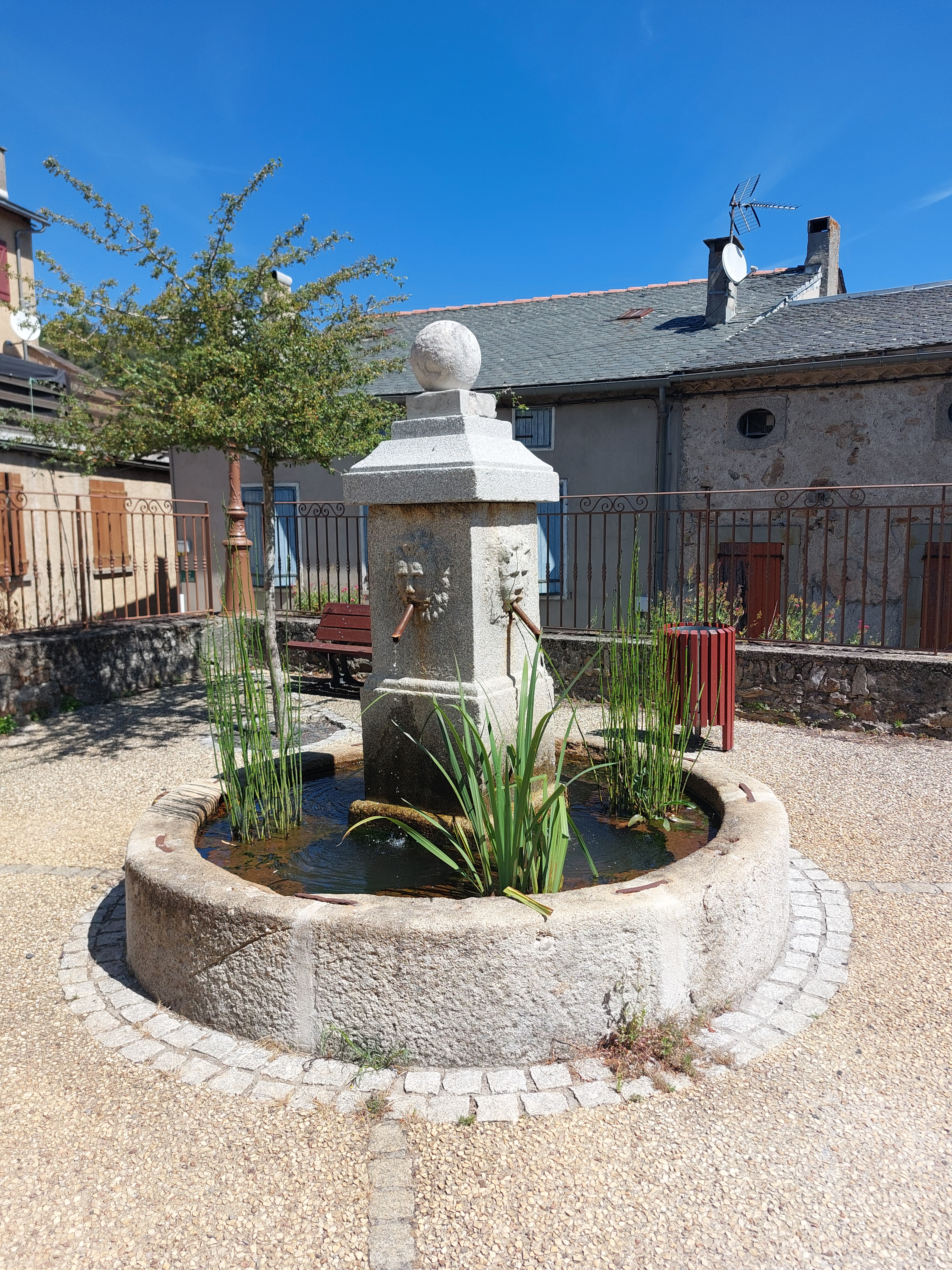
La fontaine de « l'aubépine » (1727) située près de l'ancien château.
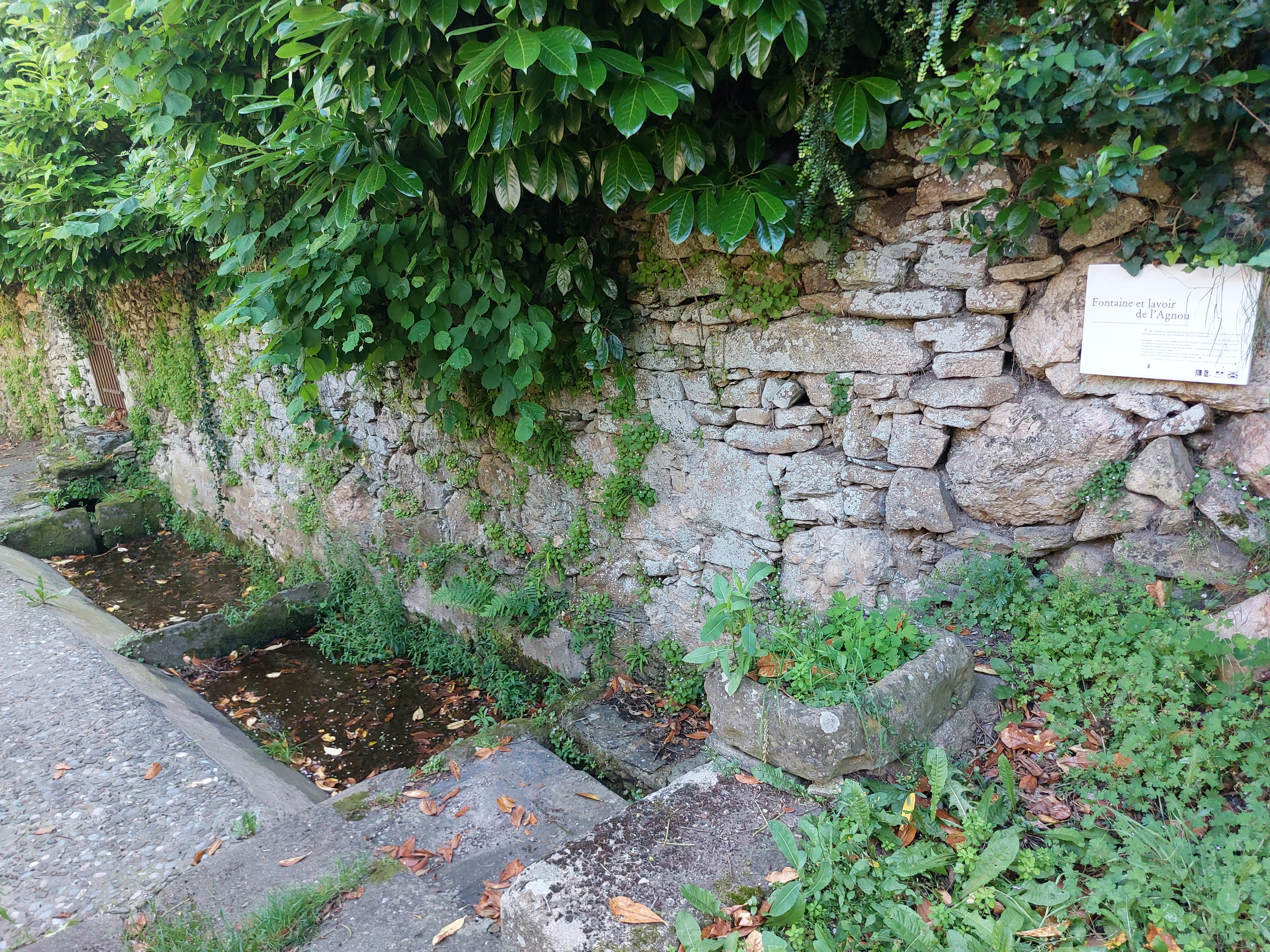
La fontaine et le lavoir de « l'Agnou ».
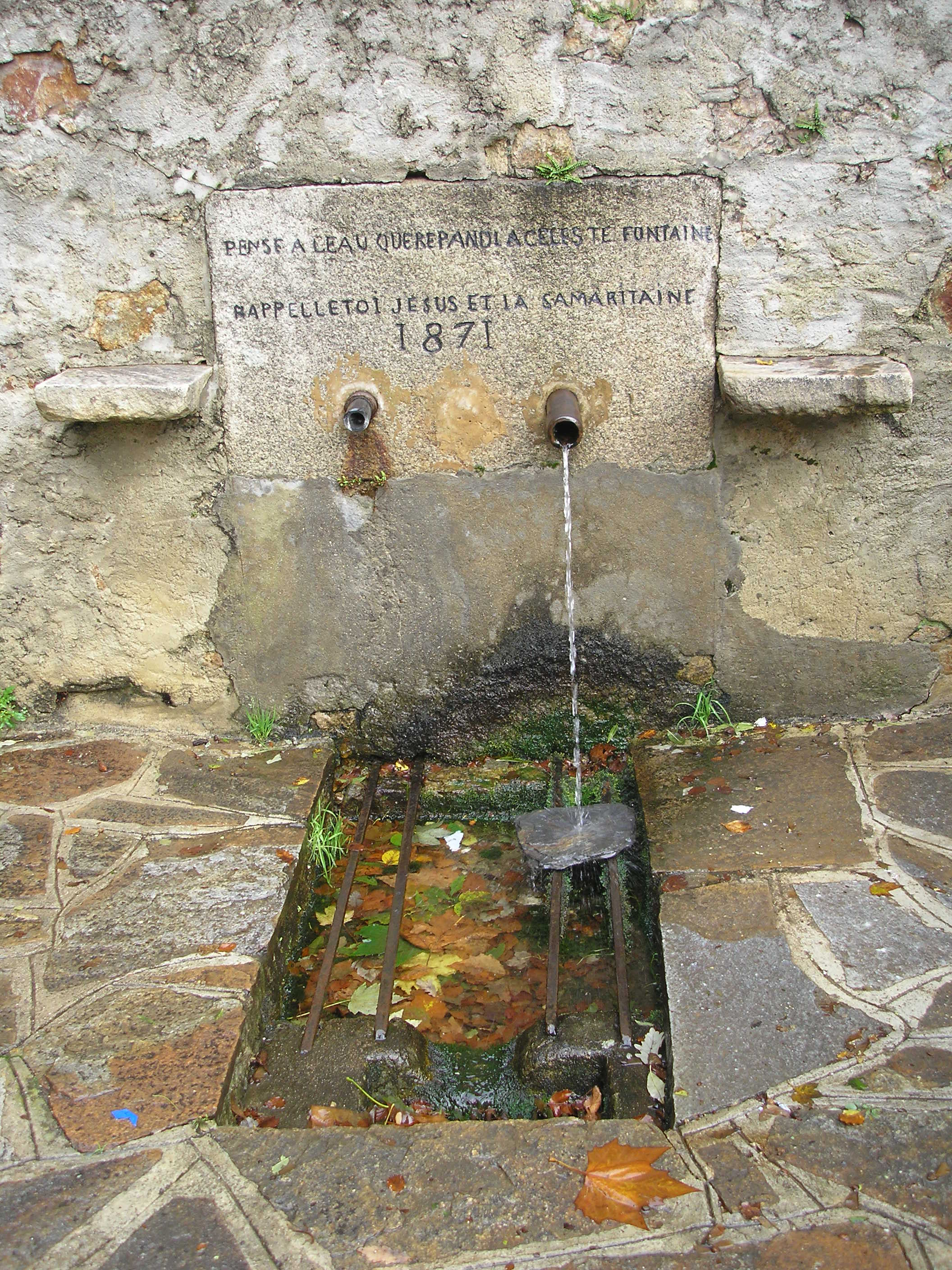
Une des trois fontaines de « La Samaritaine » inscrite à l'inventaire du patrimoine depuis 1944.

Les croix de chemins, de calvaire et de la passion de Fontiers-Cabardès
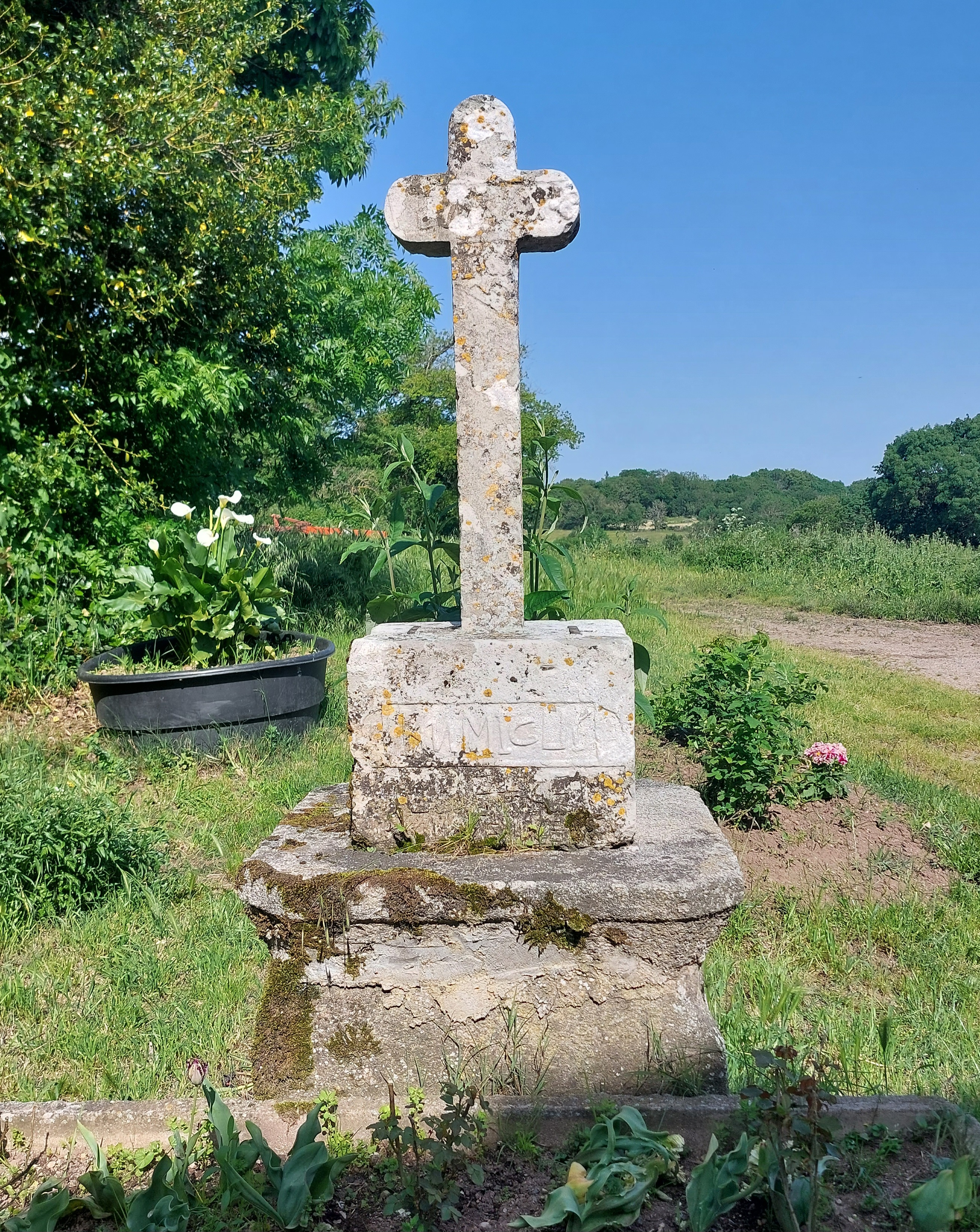
Croix de chemin, située à « Montplaisir ».
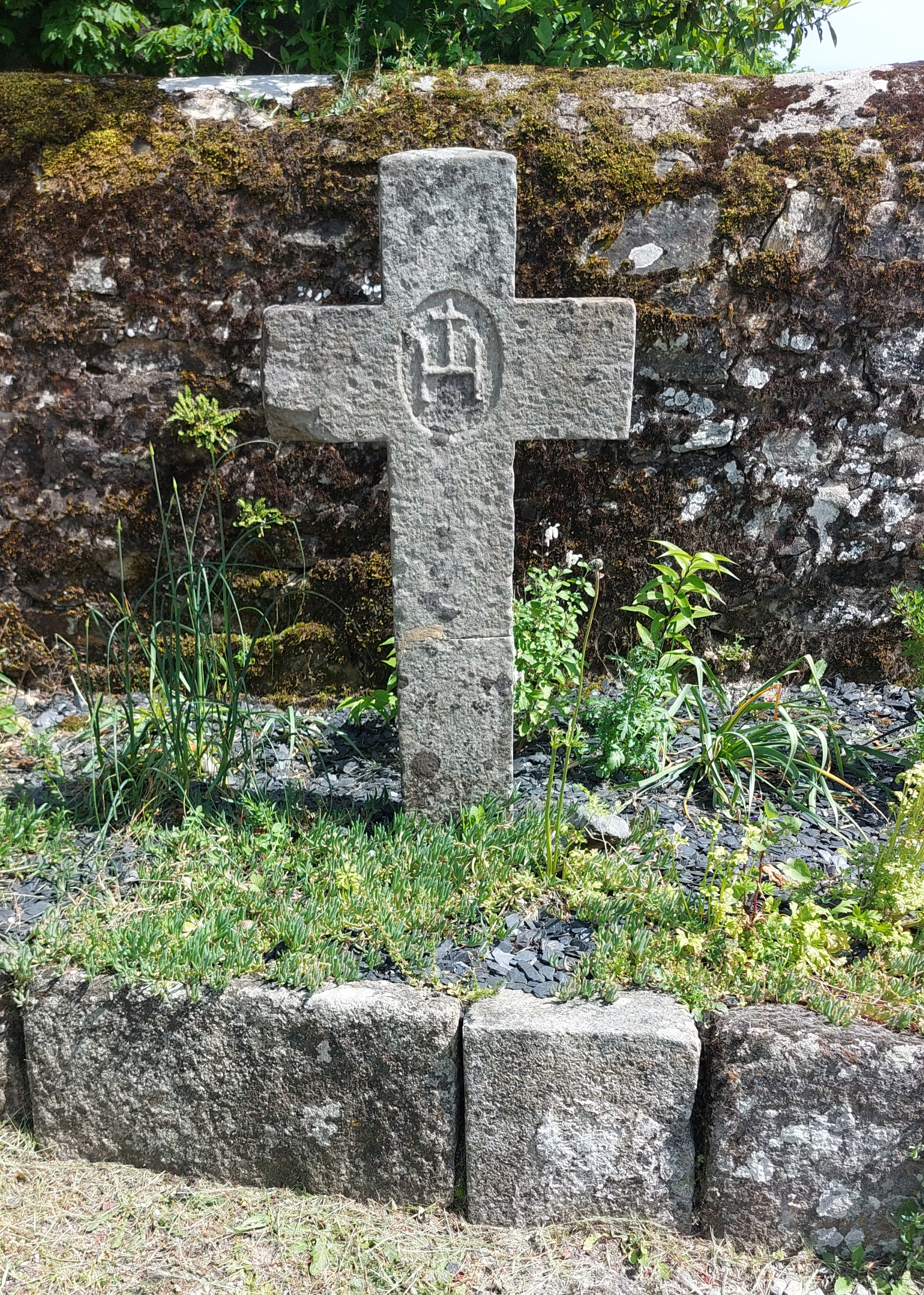
Croix de chemin, visible à l'angle de la route de la Loubatières et de la rue Jacques Ourtal.
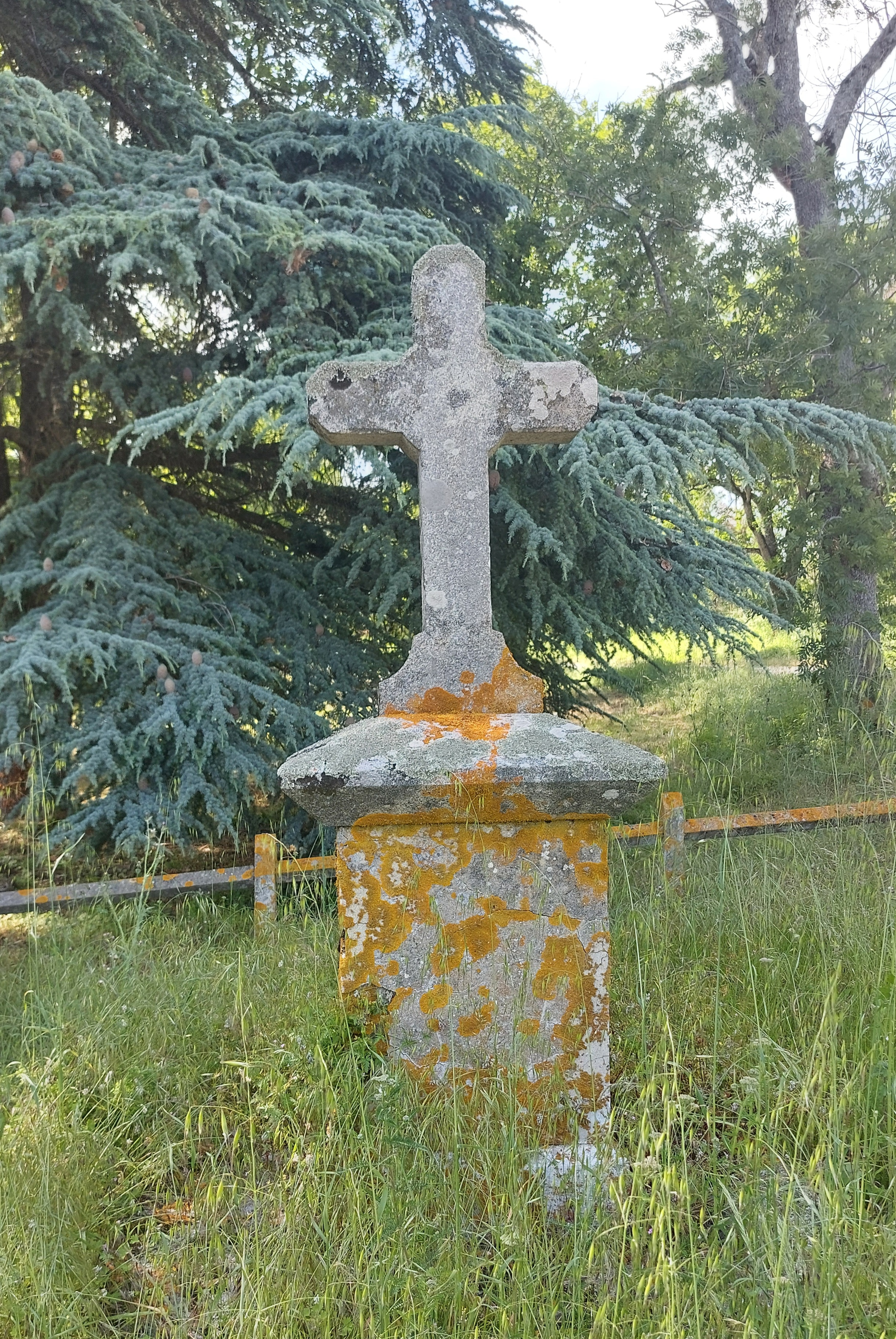
Croix de chemin située à « Baure ».
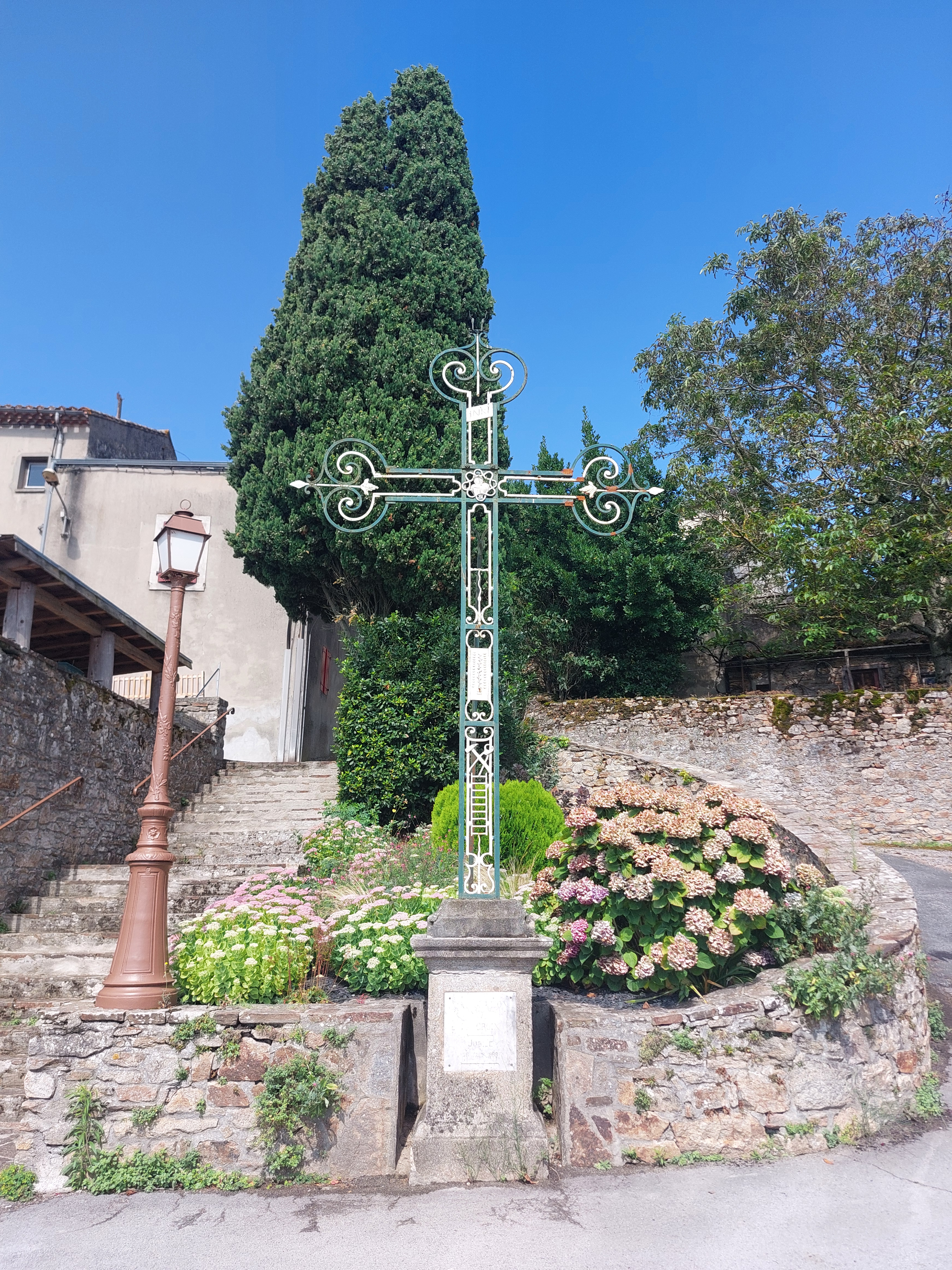
Croix de la passion et de translation du jubilé de 1860, située à côté de l'église.
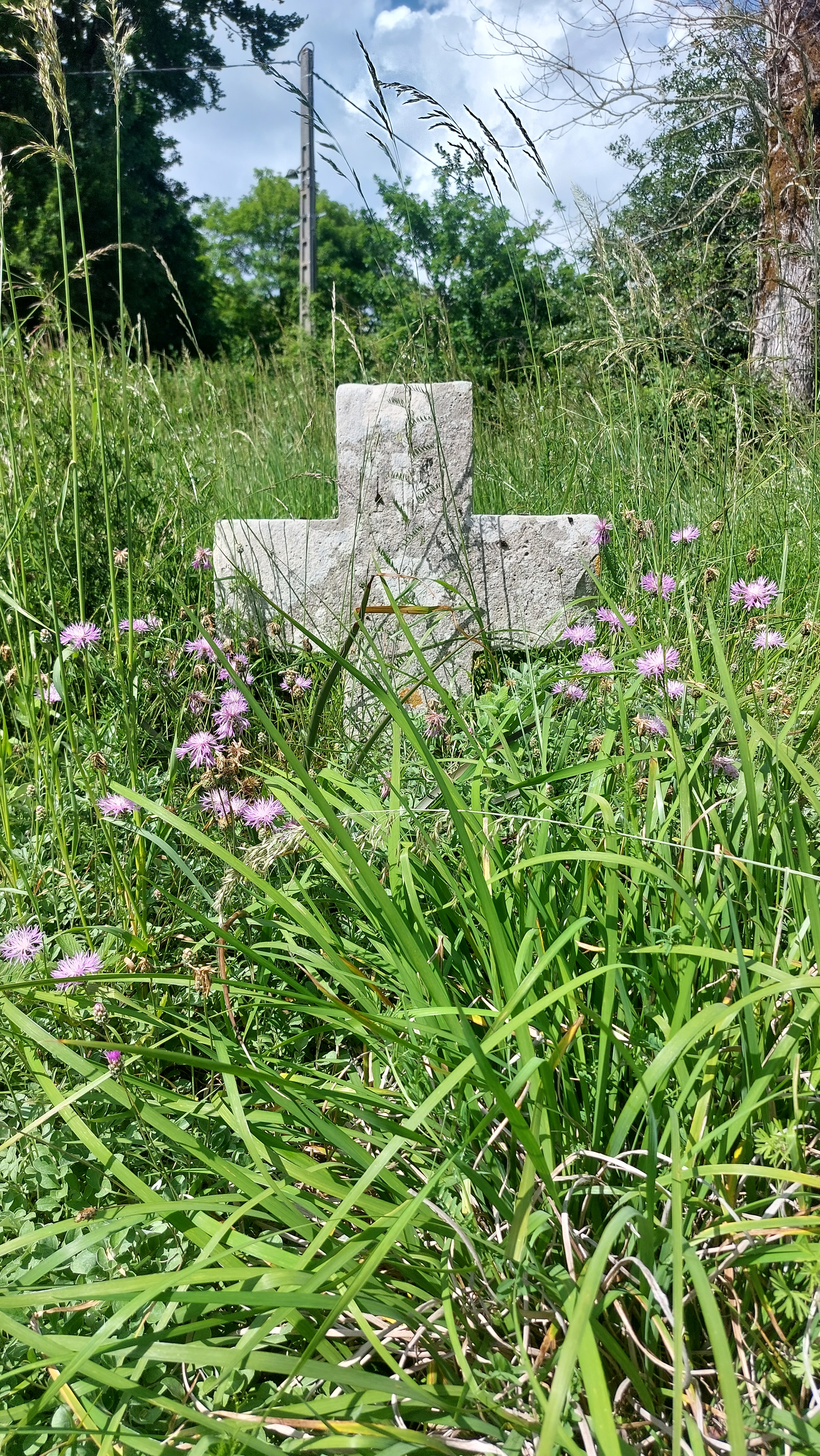
Croix de chemin datée de 1869, située à « Bals ».
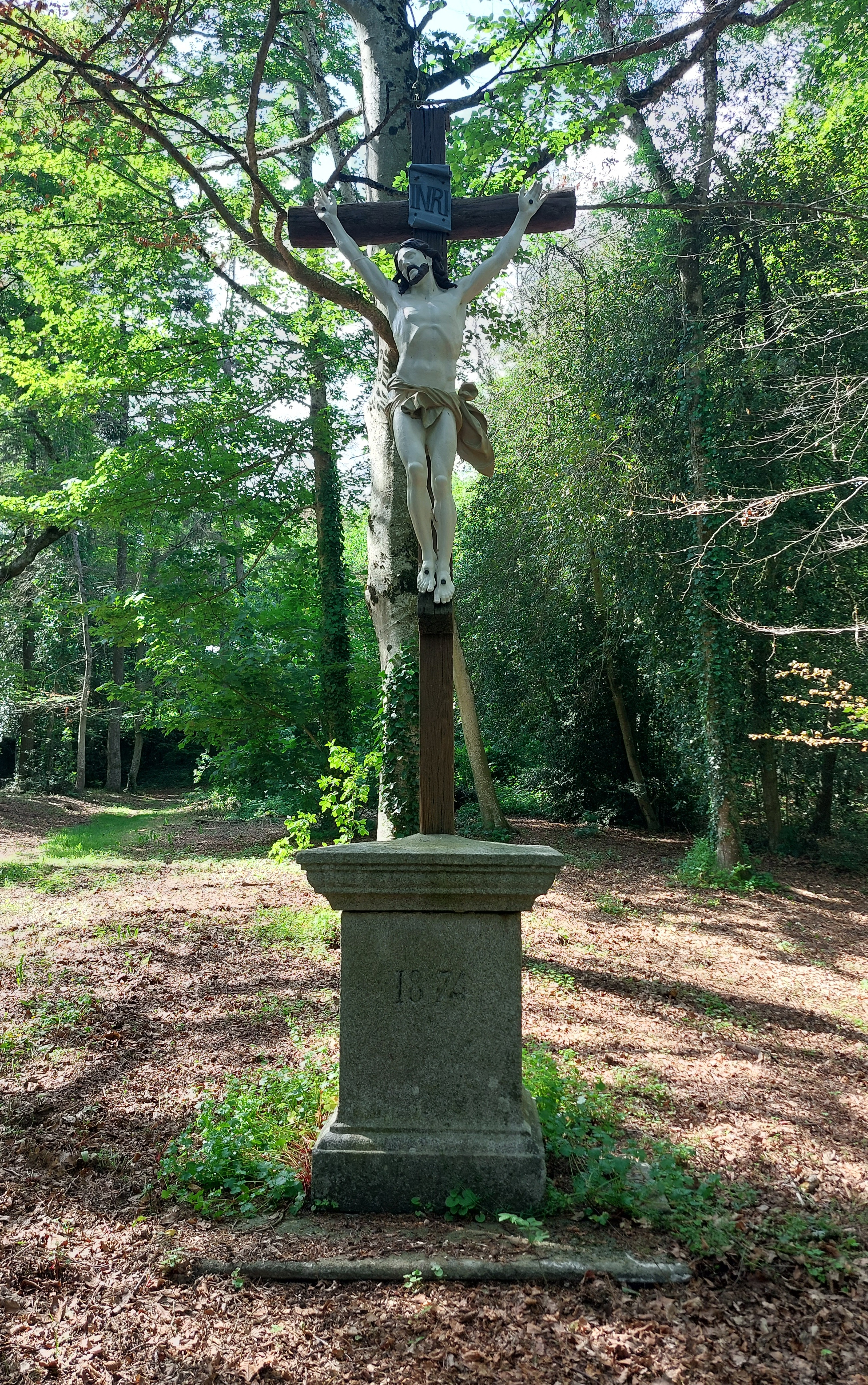
Croix de Calvaire, située sur le bosquet, datée de 1874.

### Personnalités liées à la commune

Lieux de mémoire
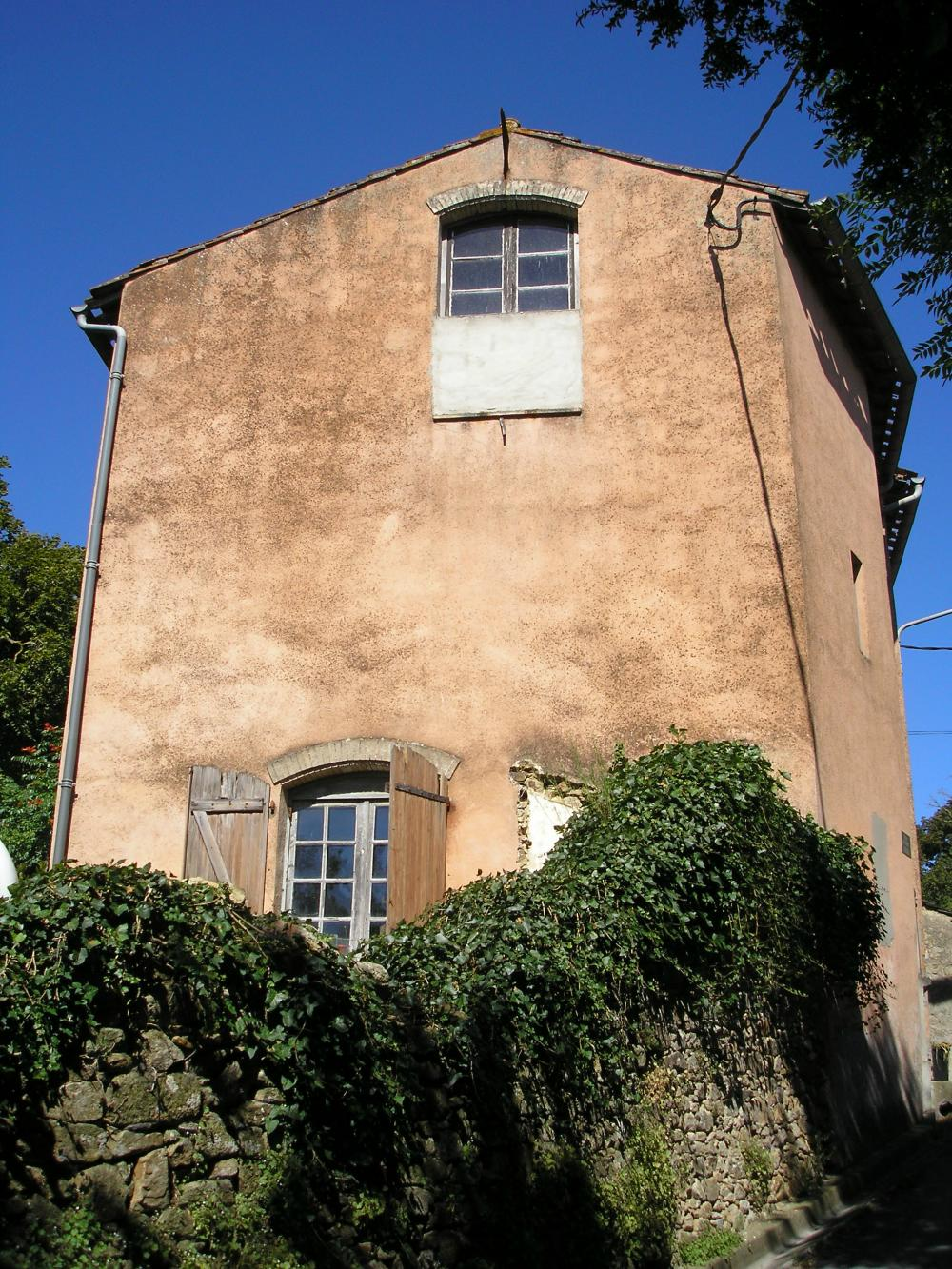
La maison de Jacques Ourtal où le peintre possédait son atelier.
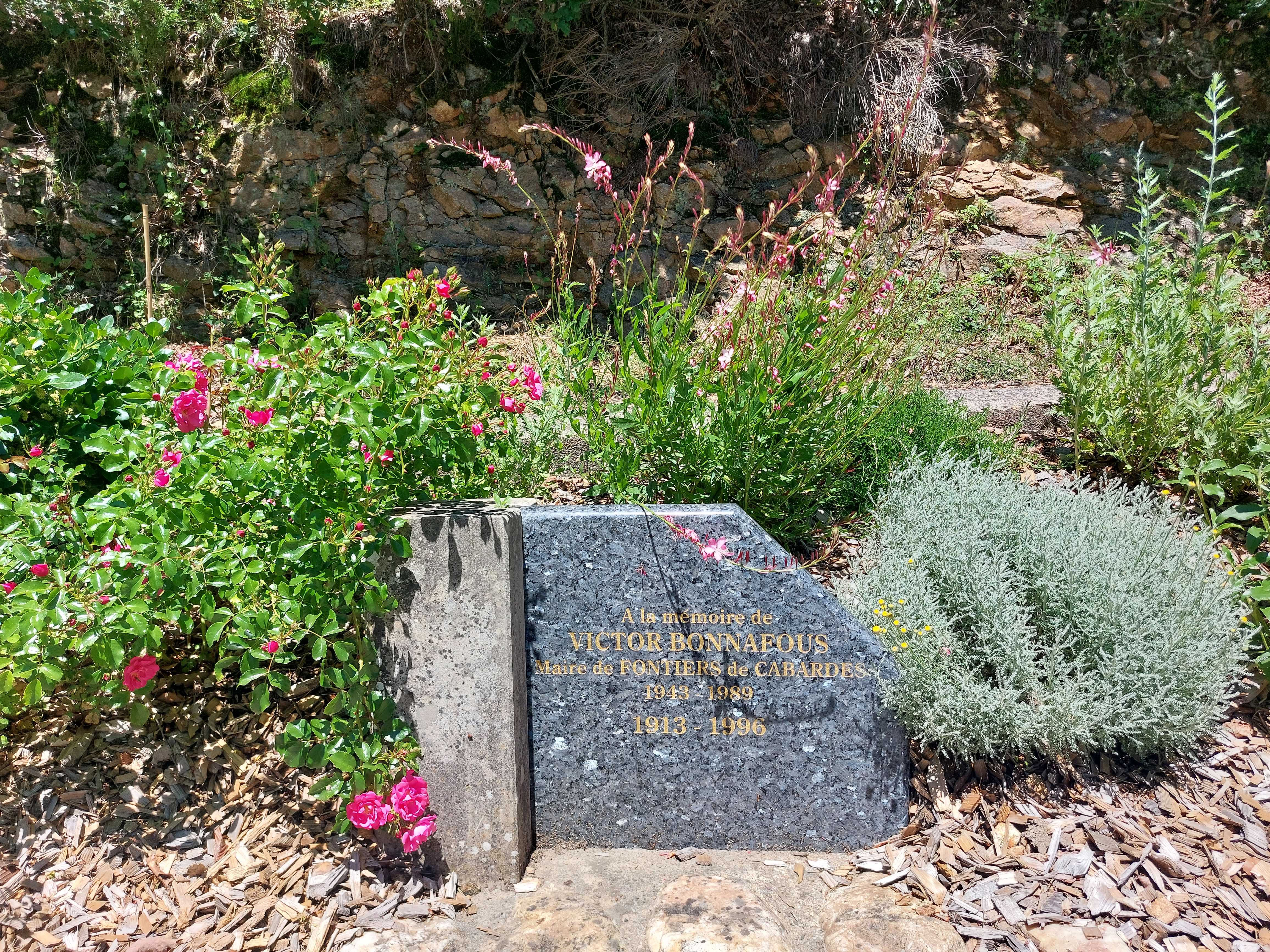
Stèle à la mémoire de l'ancien maire, Victor Bonnafous.
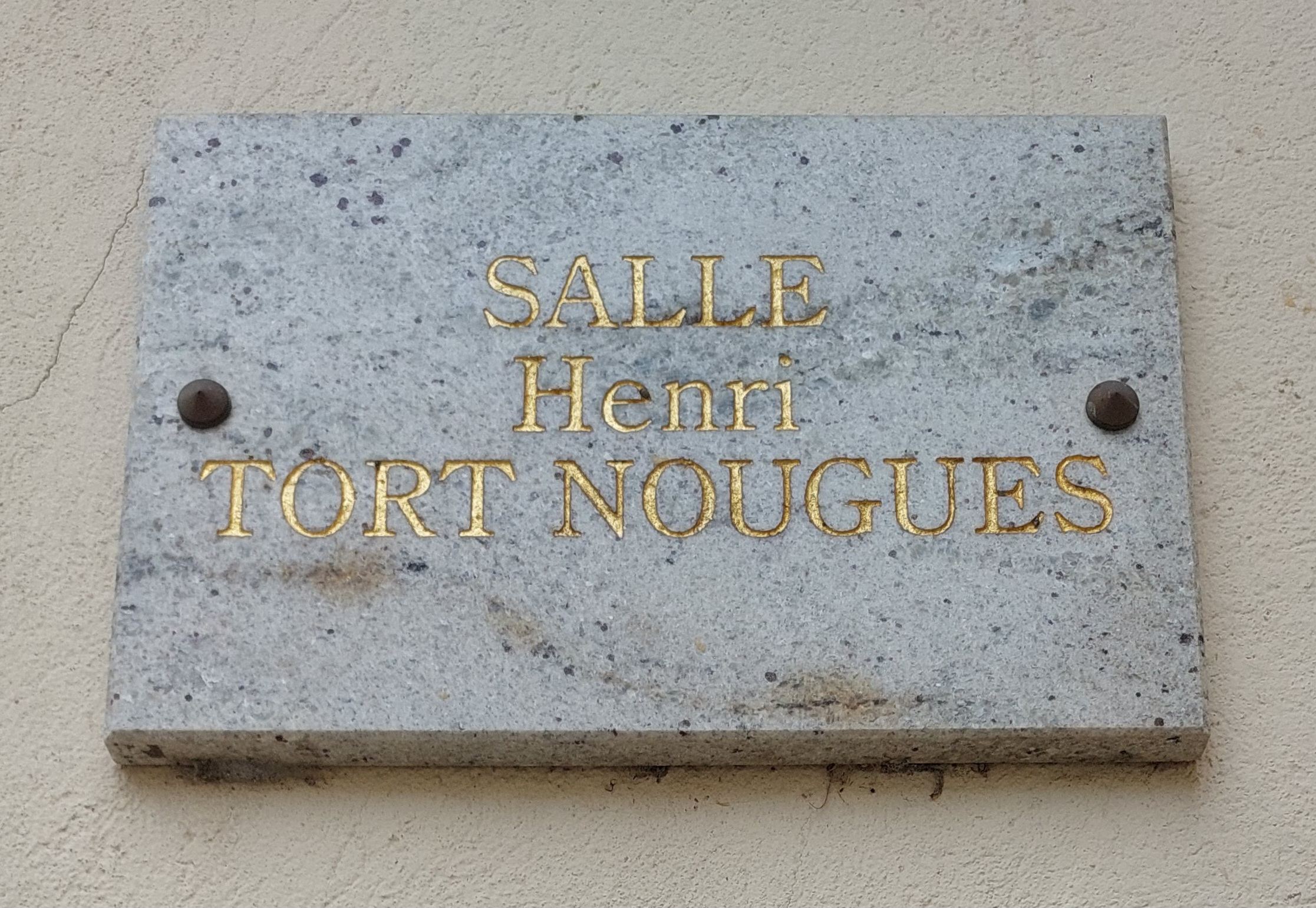
Plaque portant le nom d'Henri Tort-Nouguès visible sur le foyer municipal.

Le village vu par les peintres
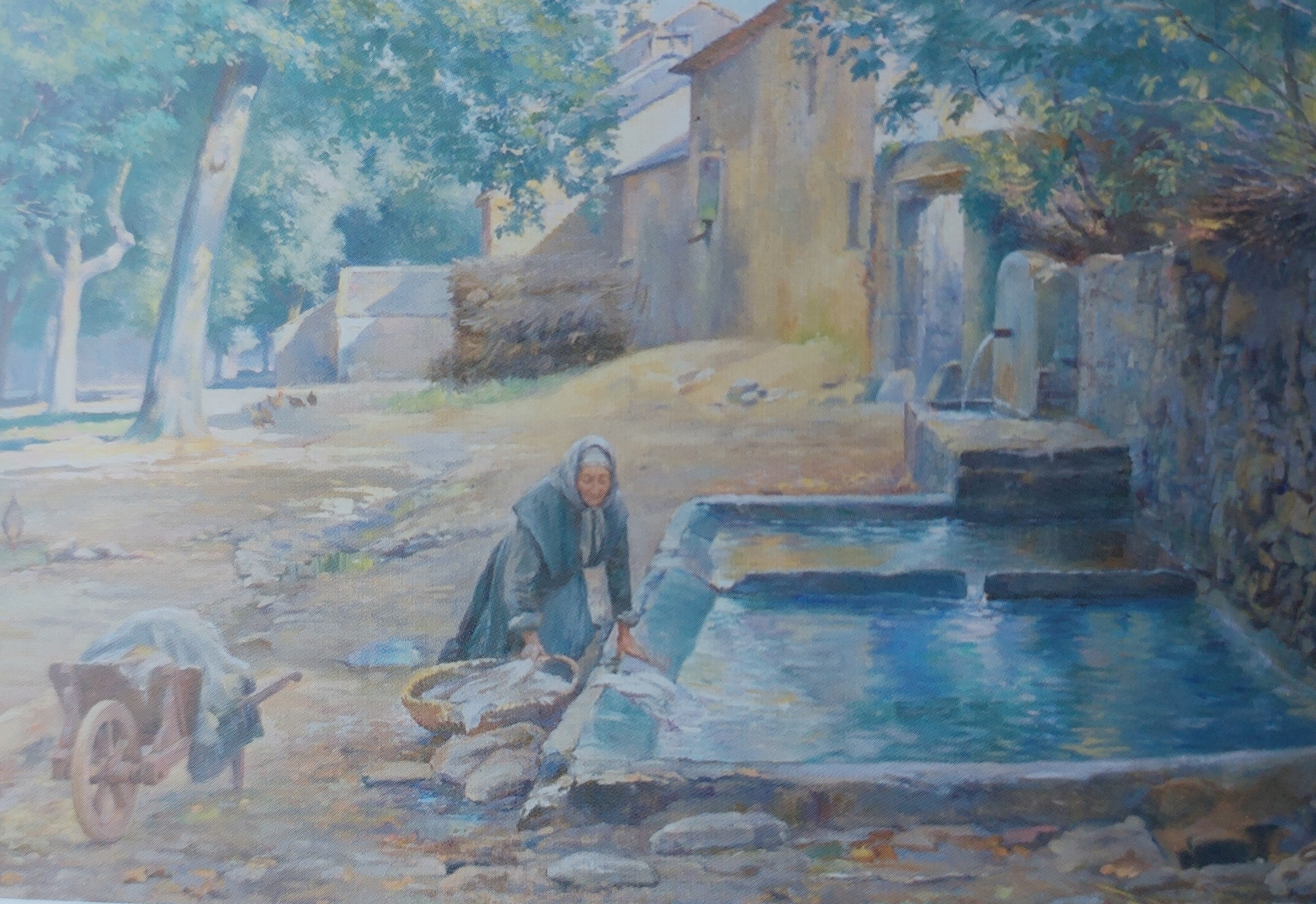
Jacques Ourtal, « Lavoir de village à Fontiers-Cabardès » (1908)  Musée des beaux-arts de Carcassonne.
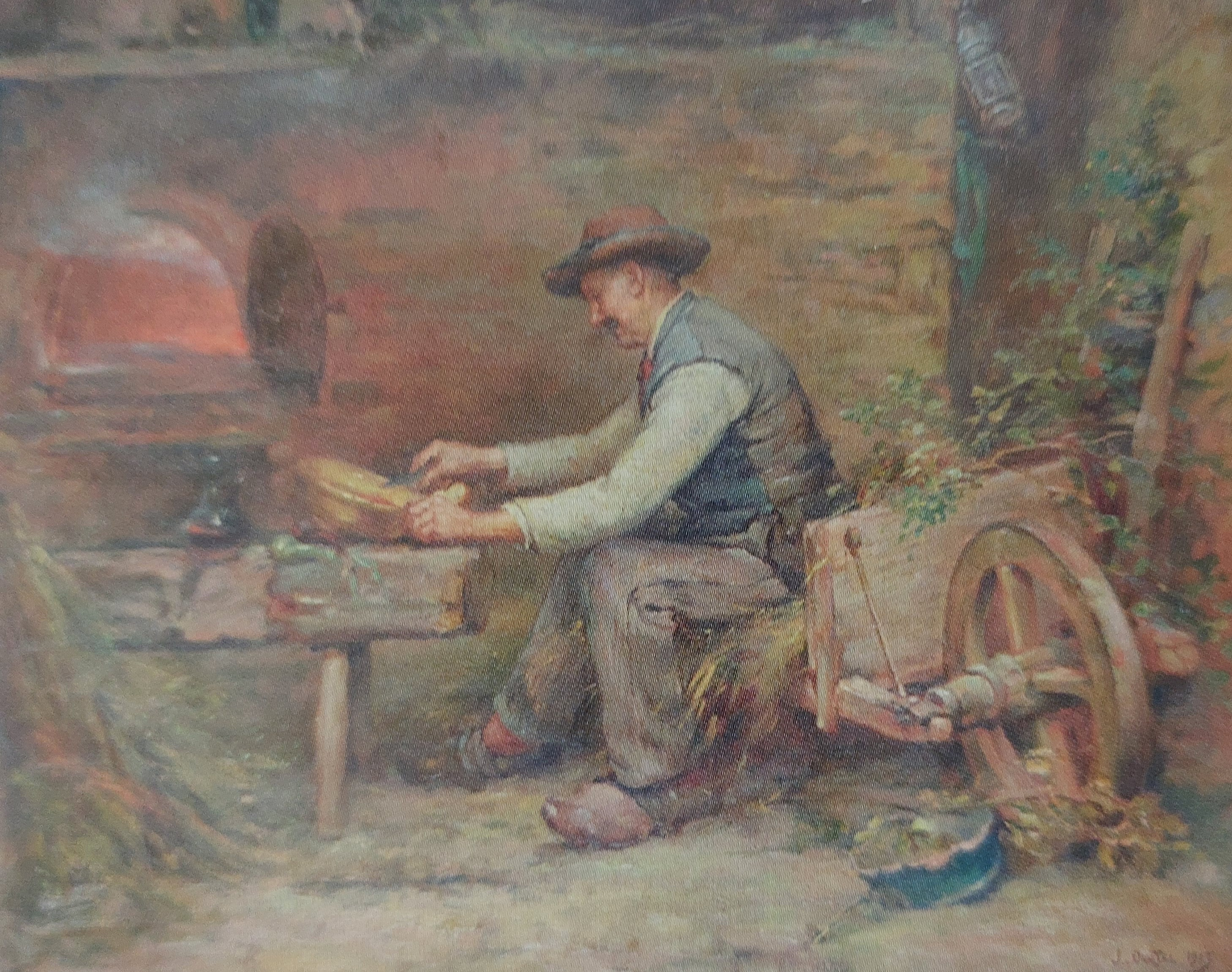
Jacques Ourtal, « Le boulanger de Fontiers-Cabardès » (1915) Musée des beaux-arts de Carcassonne.
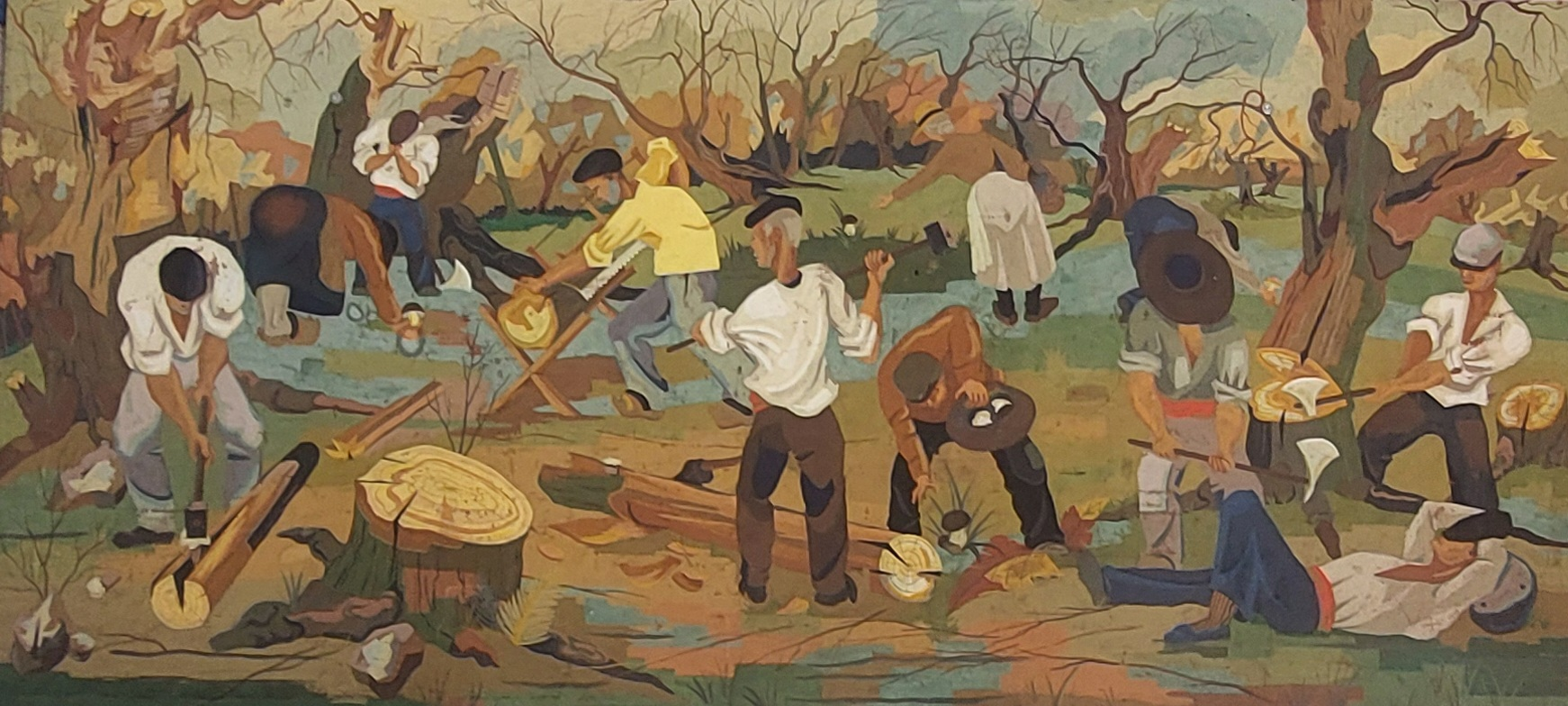
Max Savy, « Les Bucherons » (1955) tableau peint pour la commune de Fontiers-Cabardès.
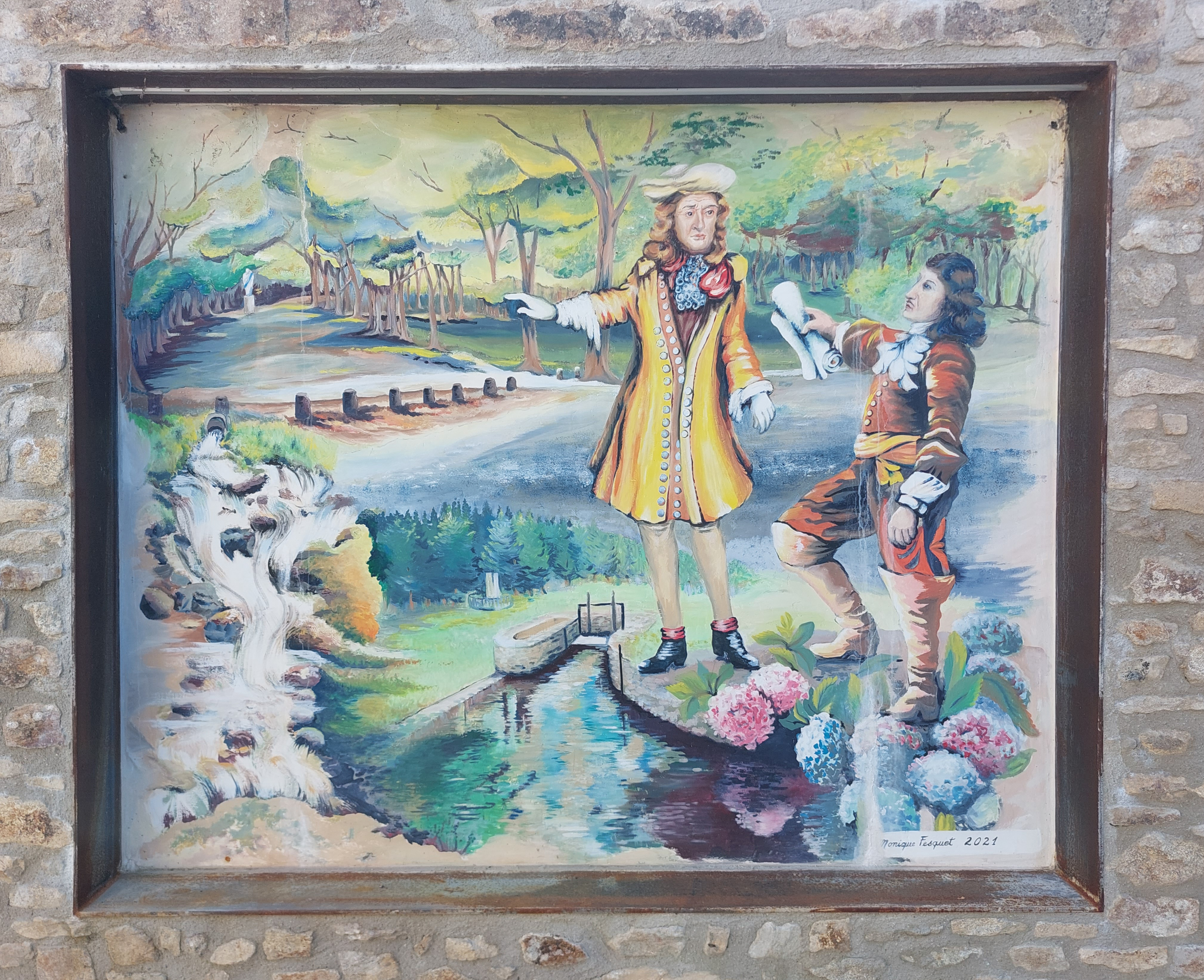
Monique Fesquet, fresque relatant la « visite d'André Le Nôtre à Pierre-Paul Riquet avec le Bosquet et la prise d'Alzeau » (2021) visible rue de l'ancien donjon.

### Héraldique
| Fontiers-Cabardès | Son blasonnement est : De sable au pal d'argent. |